# 毎日放送
株式会社毎日放送（まいにちほうそう、英: MAINICHI BROADCASTING SYSTEM, INC.、略称 : MBS）は、MBSメディアホールディングスの連結子会社で、近畿広域圏 （関西2府4県）を放送対象地域とするテレビジョン放送事業を行っている特定地上基幹放送事業者。大阪府大阪市北区に本社を置く在阪テレビジョン放送局。
通称はMBS（エムビーエス）。TBS系列（JNN）の準キー局で、コールサインはJOOY-DTV（大阪 16ch）、リモコンキーIDは「4」。
2017年4月1日、初代法人の株式会社毎日放送が認定放送持株会社に移行したことにより、商号を「株式会社MBSメディアホールディングス」に変更、放送事業などの現業全般は会社分割により設立された2代目法人の「株式会社毎日放送」（旧：毎日放送分割準備株式会社）が継承した。商号と営業上、初代法人と2代目法人は連続しているため、以下では特記以外は連続して記述する。

## 概要
TBSテレビをキー局とするジャパン・ニュース・ネットワーク（JNN）の基幹局。JNNでは「五社連盟」に加盟しており、親会社であるMBSメディアホールディングスはTBSホールディングスの大株主でもある。Gガイドの番組データの配信を行っており、かつては民放テレビ局がNNN/NNS系列局のみである徳島県にもアナログGガイドの番組データの配信対応をしていた。
また、1959年にMBSがテレビ放送を開始してから腸捻転を解消するまでの16年1か月の間は、NETテレビ（現在のテレビ朝日）をキー局とし、オールニッポン・ニュースネットワーク（ANN）にも属していた。これと同時期に、東京12チャンネル（現在のテレビ東京）ともネットを結んでいた（詳細は後述）。
2011年7月24日の地上デジタル放送完全移行を機に、同日付の新聞・テレビ情報誌などの表記が、（テレビ放送）開局以来使われてきた「毎日テレビ」（または「毎日」）から「MBSテレビ」（または「MBS」）に統一された。地上デジタルテレビ放送のGガイドでは「MBS毎日放送」と表記している。2011年7月23日までは一般呼称を「毎日放送テレビ」としていた他、単にMBSと呼称される場合や、アナログ放送時代には新聞などのラジオ・テレビ欄では「毎日テレビ」と表記されていたが、中日新聞（伊賀・紀州・滋賀・福井版のみ）と日刊県民福井ではラジオと同様「毎日 MBS」と、スポーツニッポンと日刊スポーツ、神戸新聞、デイリースポーツでは「毎日」と表記されていた。なお、当時はラジオ部門とは異なり、「MBSテレビ」と呼称されることは稀であった。
2017年4月1日に商号を「MBSメディアホールディングス」へ変更するとともに、テレビ・ラジオ両放送事業を「（新）毎日放送」が引き継いだ。その後、2021年4月1日にはMBSメディアホールディングスの完全子会社として新たに設立された「株式会社MBSラジオ」に毎日放送が保有してきたラジオ放送免許とラジオ放送事業を承継し、テレビ単営局へと移行した。
在阪放送局中、同社と朝日放送テレビ（ABCテレビ）、関西テレビ（関テレ）の3社は各々の在京キー局（TBSテレビ、テレビ朝日、フジテレビ）より開局が早い。これは、この3社とキー局3社とは設立当時それぞれがまったくの無関係だったことによる。ただし、ラジオ放送開始が日本でも最古参なのとは裏腹に、テレビ放送開始は在阪局の中でも4番目と遅く、放送開始日は現キー局のTBSテレビより約4年、旧キー局のテレビ朝日（当時は日本教育テレビ〈NETテレビ〉）と比べてもほぼ同時期だが1か月遅れている。一方、読売テレビとテレビ大阪はそれぞれのキー局の意向で設立されたため、キー局よりも遅い開局となっている。
福岡県のRKB毎日放送とは繋がりが強く、ラジオ番組の共同制作や共同セールスを行ったり、テレビでは腸捻転時代もテレビ朝日系列の九州朝日放送（KBC）の編成から外れた自社制作番組を販売またはスポンサードネットしていた他、健康保険組合を共同で設立するなど姉妹会社の様相を呈している。なお、アナログ親局やデジタル放送におけるリモコンキーIDも同じ「4」となっている。三菱UFJ銀行やりそな銀行とも関係が親密である。
FM802には、ニッポン放送とともに主要株主として設立に携わっている。設立時にはニッポン放送から編成、毎日放送から営業の責任者が出向していた。現在でも、イベントを共催することが多い。2019年7月には、FM802および同社が運営するFM COCOLOとの間で災害情報共有パートナーシップ協定を締結した。

## 企業情報

### 本社

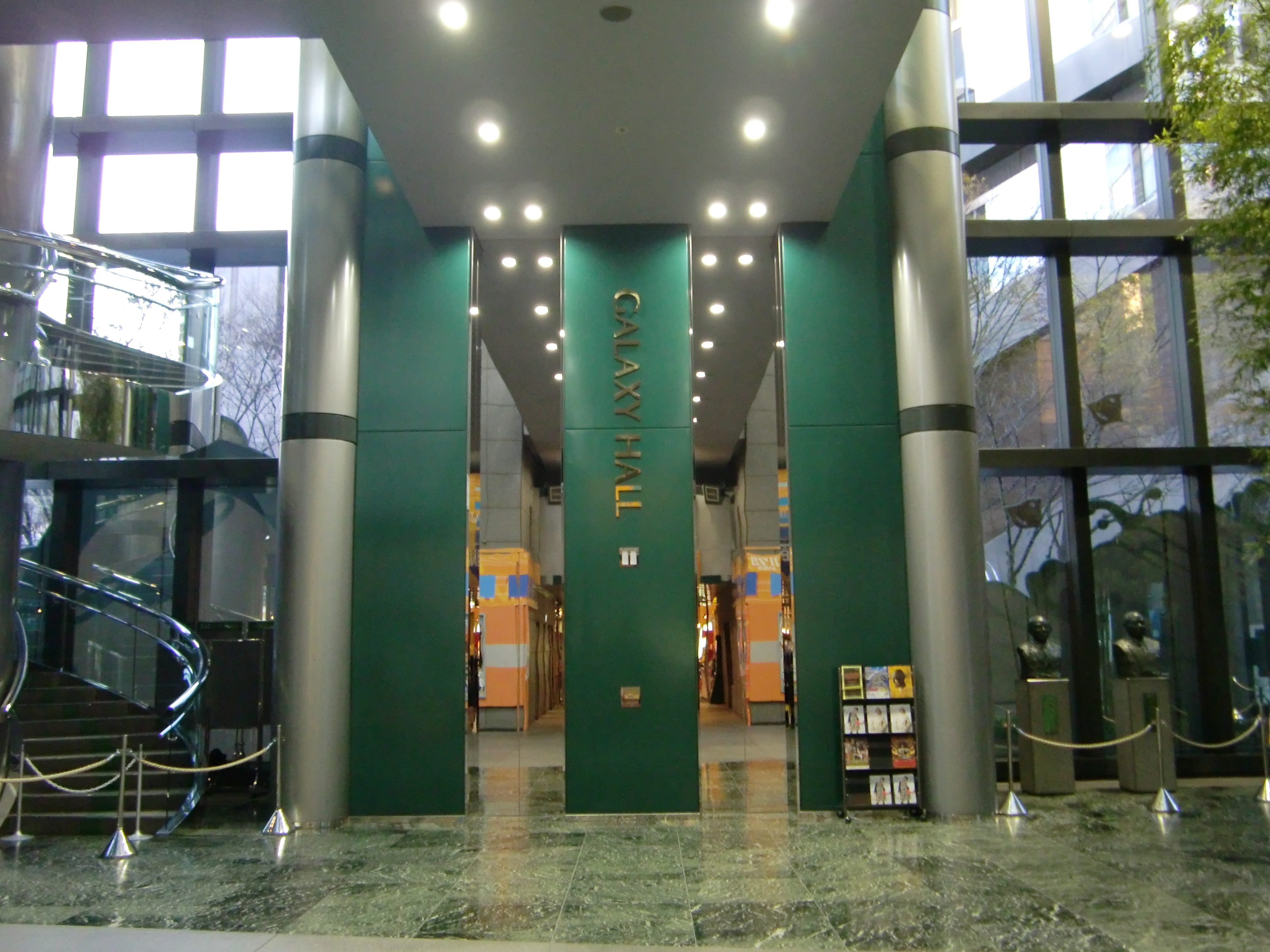
旧ギャラクシーホールエントランス（現在のM館1階:「ちゃやまちプラザ Live Space」に活用）

- 所在地：〒530-8304 大阪府大阪市北区茶屋町17-1
- 交通 : 大阪梅田駅 (阪急) 茶屋町口から徒歩約5分。JR西日本 大阪駅、大阪梅田駅 (阪神)、大阪市高速電気軌道 梅田駅・中津駅・東梅田駅・西梅田駅から徒歩約10分。
- 一部の番組には「番組専用郵便番号」が存在する[注釈 5]。

在阪テレビジョン放送局の中でも人通りが多い場所にあり、本社前は、平日では通勤者の通り道にもなっている。近隣には、梅田芸術劇場が入居する「ちゃやまちアプローズ」、阪急電鉄本社ビル、梅田ロフト、NU茶屋町などの業務・商業施設が立ち並び、阪急神戸・宝塚・京都各線の大阪梅田駅 - 中津駅間およびJR京都線大阪駅 - 新大阪駅間を走行する列車の車内から現社屋ビルを確認可能である。上部部分は「M」の文字を象った形をしている。「毎日」（Mainichi）をイメージした造型だとの文献も散見されているが、当時この空域でNTTの電波が送信されており、建物の高さ制限があったため、このデザインとなった。

#### 歴史
現在の社屋は、1990年（平成2年）9月1日に大阪市北区茶屋町の阪急百貨店流通センター跡地に本館（現：M館）が完成。毎日大阪会館にあった営業・経理などの本社機能と、千里丘放送センターにあった報道局などの部署、千里丘で制作されていたテレビ・ラジオ番組の一部を除いて茶屋町の新社屋に移転して、同日からテレビは2日間、ラジオは5日間にわたって、開局40周年・新社屋放送開始記念の特別番組を制作・放送した。
同日のグランドオープン以来、1階の大半を「アトリウム」（オープンスペース）としてテレビ・ラジオ番組の生中継・収録や各種イベントに利用。「MBSグッズショップ」（旧名称は「エムぞうの店」→「ネビュラ」）やタリーズコーヒーの支店（1990年のオープン当初は「スターシップ」というレストランだった）も入居していた。2階では、オープン当初、「ギャラクシーホール」という名称でコンサートホールの機能を持たせていた。後に、「ギャラクシースタジオ」へ転用。テレビの生放送番組や公開収録・イベントに用いられていた。
2010年7月、本社北側に免震構造の地上15階地下1階の新館（完成に伴い「B館」と呼称）を建設することを発表。大阪市から「企業・大学等立地促進助成制度」を適用され、2011年4月に着工、2013年9月4日に竣工した。新館がB館という名称になったことに伴い、本館は「M館」の名称が付けられた。ちなみに、「M館」「B館」という呼称は、毎日放送の略称である「MBS」に由来している。ただし、「B館」の運用開始時点で、正式に「S館」という呼称を付けた施設・社屋は実在しない。
「B館」は、MBSテレビのチャンネル番号（4）とMBSラジオの周波数（1179）にちなんで、2014年4月4日午前11時7分9秒にグランドオープン。MBSラジオでは、『MBSグランドオープンスペシャル 上泉雄一のええなぁ!公開生放送』（月-金曜にレギュラー放送中の生ワイド番組『上泉雄一のええなぁ!』がベースの記念特別番組）の中でその瞬間を伝えた。
「B館」には、完成時点で存在していた千里丘ミリカセンターから機能移転した中継基地（中継車車庫含む）、「MBSスタジオ in USJ」から機能を移転させたテレビ番組用の2つのスタジオ、オフィス、ヘリポート、高さ約36m（地上からの高さ約117m）の電波用鉄塔などを設置。従来の社屋（「B館」の竣工を機に「M館」と呼称）とは、2・12・13階に設けた渡り廊下で接続する。2015年4月20日には「M館」で運用していた主調整室（マスター）を更新に伴い移転し運用を開始した。
「B館」の運用を開始する2014年4月4日から、特別番組の放送や視聴者も参加できる記念イベント（「1万人のテープカット」「チャリウッド2014」など）を開催。「M館」（本社屋）の1階でもB館建築により大幅な改修工事が行われ、タリーズコーヒーのスペースを移動させたうえで、跡地に在阪放送局の社屋内では初めての試みとして、「らいよんデイリーストア」（デイリーヤマザキに「MBSグッズショップ」の機能を統合させたコンビニエンスストア）を開店した。「M館」では、「ギャラクシースタジオ」の名称を「Cスタジオ」へ変更する一方で、「Cスタジオ」を「ギャラクシーホール」として運用していた時期に活用していた1階のエントランスおよび「アトリウム」を一般にも利用できる「ちゃやまちプラザ」（放送上の通称は「ちゃプラステージ」）にリニューアル。旧エントランスを「ちゃやまちプラザ Live Space」、旧「アトリウム」を「ちゃやまちプラザ Lobby Space」として、番組の生中継・公開収録やイベントなどで定期的に活用するようになった。「ちゃやまちプラザ Live Space」については、『MBSグランドオープンスペシャル 上泉雄一のええなぁ!公開生放送』から、番組での使用を開始した。M館のほぼ南（「らいよんデイリーストア」西口の隣）に位置している「マーらいよん石像モニュメント」は、木目のベンチと一体になっていて、石像の視野が西側へ向くように設計されている。
当社がテレビ放送事業開始60周年を迎えた2018年からは、生放送への対応や報道・制作両局間の連携を強化する目的で、「M館」の2階を「ライブセンター」として新装する工事に着手。Cスタジオ（ギャラクシースタジオ）を含むスペースを、生放送の情報番組と連動した「情報フロア」へ改装したうえで、2019年1月28日（月曜日）の『ちちんぷいぷい』（テレビの生放送番組）から運用を開始した。さらに、M館1階の「ちゃプラステージ」も、「ライブセンター」へ組み込むことを前提に改装された。

### 日本国内の支社・支局
- 東京支社

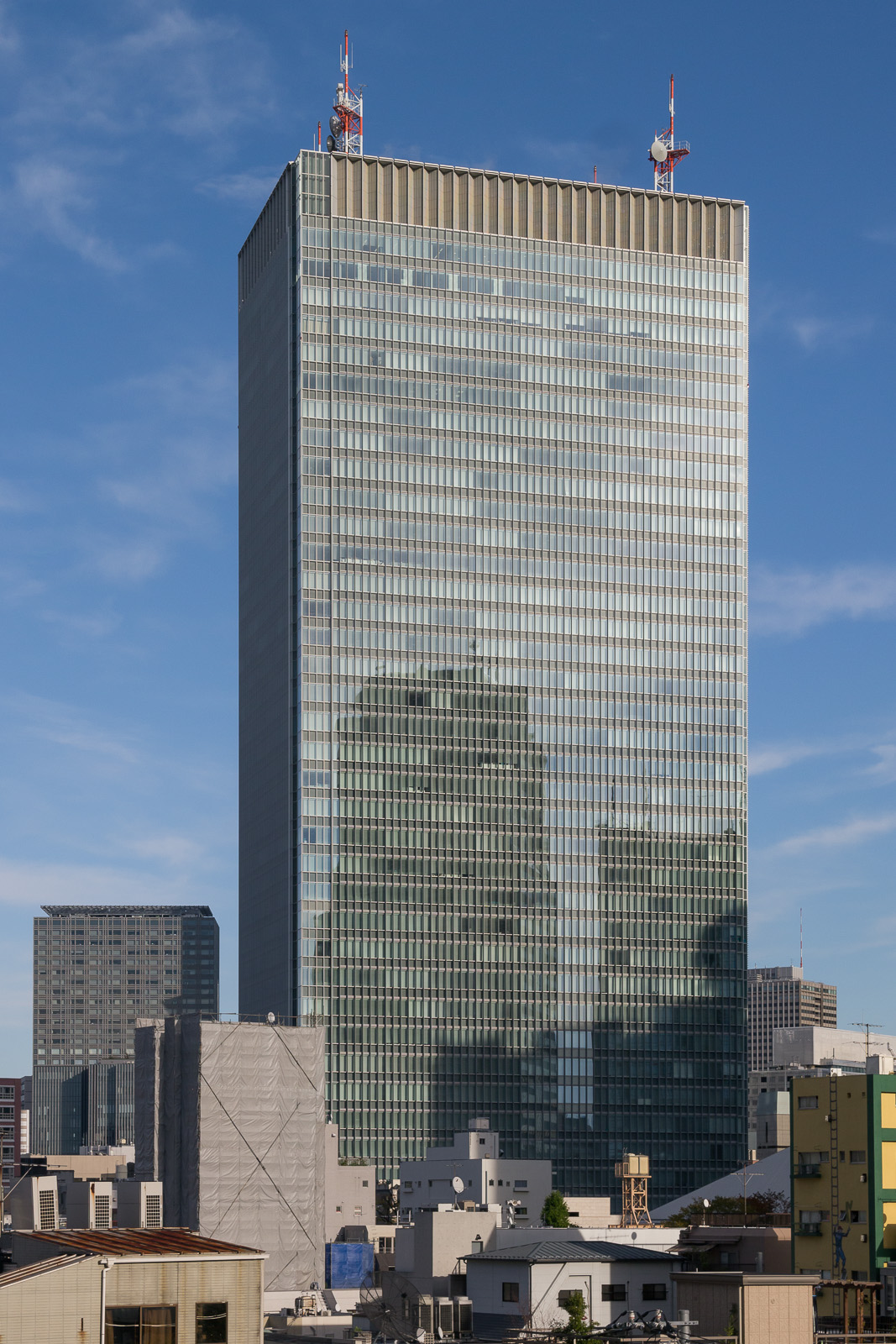
毎日放送東京支社が入居する赤坂Bizタワー

  - 所在地：〒107-6328 東京都港区赤坂5丁目3-1 赤坂Bizタワー28階

2008年（平成20年）2月12日より、パレスサイドビルディング（東京都千代田区一ツ橋1丁目1番1号・毎日新聞東京本社も入居）内から旧・赤坂メディアビル再開発計画である複合施設『赤坂サカス』の中核をなす高層ビル「赤坂Bizタワー」に移転。生放送に対応したラジオ・テレビ兼用の多目的スタジオ「MBS Tokyo Biz Studio」を設置しており、東京での番組制作などで使われる。本社（茶屋町）と東京支社は常設回線で結ばれており、東京支社内で毎日放送のテレビ・ラジオ放送がリアルタイムに視聴・聴取できる。赤坂Bizタワーはキー局のTBS HDが所有している土地・建物であり、TBSHDの敷地内に毎日放送東京支社があることになる[注釈 10]。
  - 交通：東京メトロ千代田線 赤坂駅の地下2階から直結。同銀座線・丸ノ内線 赤坂見附駅から徒歩5分、同銀座線・南北線 溜池山王駅から徒歩6分。
- 京都支局[13]
  - 所在地：〒604-8186 京都府京都市中京区車屋町通御池下ル梅屋町358  アーバネックス御池ビル西館

京都府・滋賀県全域および福井県南部の報道取材拠点で、報道局から3名の記者が常駐している[14]。
- 神戸支局
  - 所在地：〒650-0033[15]兵庫県神戸市中央区江戸町95 井門神戸ビル13階[16]

兵庫県内の報道取材拠点で、報道局から若干名の記者が常駐している。
- 名古屋支局
  - 所在地：〒460-0003 愛知県名古屋市中区錦3丁目6-35 ワキタ名古屋ビル8階[17][18]

2009年（平成21年）12月に栄町ビル（同市中区錦3丁目23-31）から現在地に移転。栄町ビル以前は毎日名古屋会館（同市中村区名駅4丁目7-35。現在のミッドランドスクエアの建つ場所）に入居していた。
- 徳島支局[19]
  - 所在地：〒770-0841[20]徳島県徳島市八百屋町2丁目11 ニッセイ徳島ビル6階

### 日本国外の支局
現在は、パリ（フランス）と上海（中国）に設置。いずれも、毎日放送の活動拠点にとどまらず、JNNの国外支局（放送上の名義は「JNN〜支局」）としても機能している。かつては、マニラ（フィリピン）にも支局（放送上の名義は「JNNマニラ支局」）を設置。2017年10月にパリ支局を自社で開設 するまでは、ベルリン（ドイツ）に支局（放送上の名義は「JNNベルリン支局」）を設置していた。

#### 千里丘センター

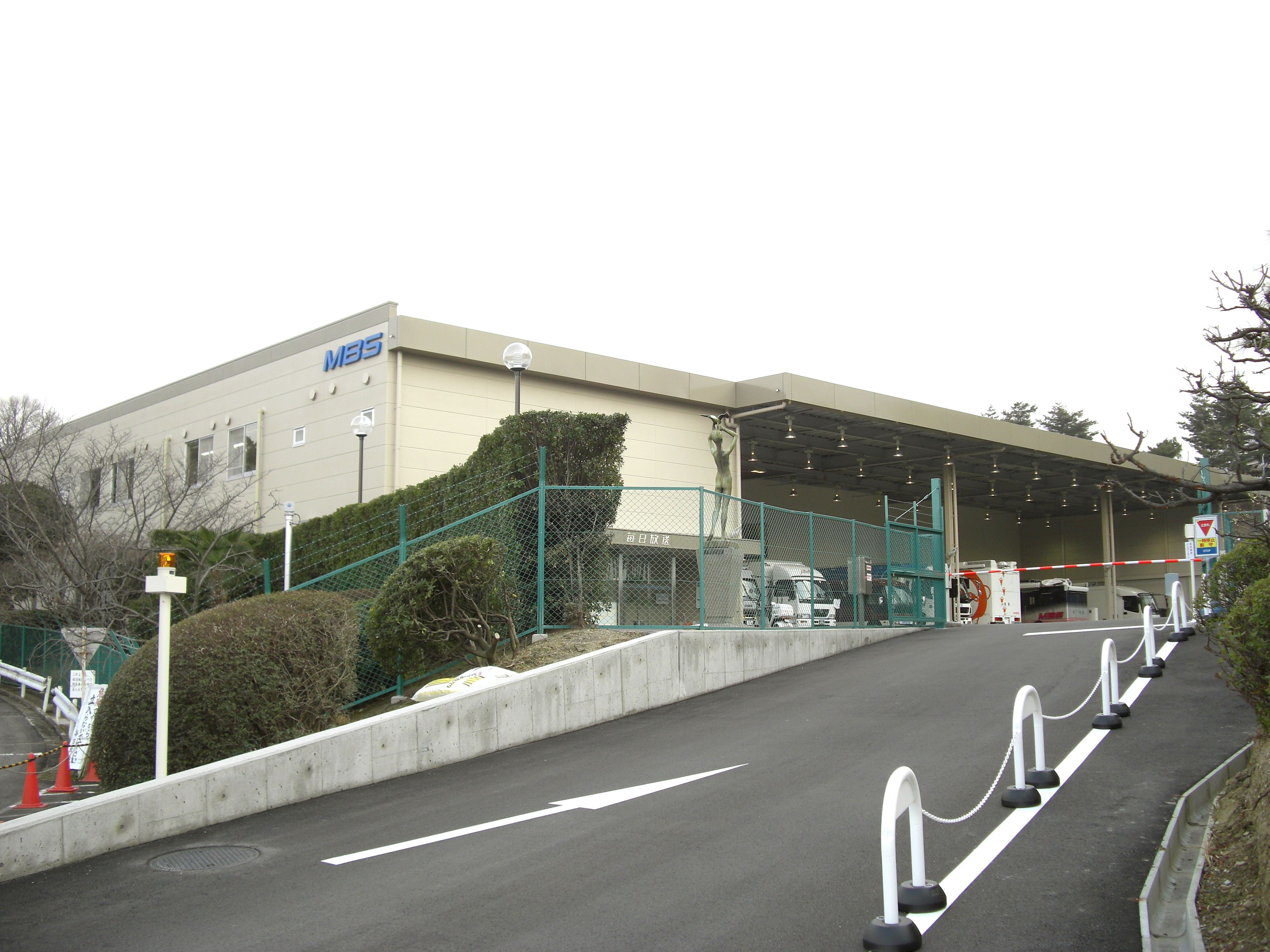
千里丘ミリカセンター

#### MBSスタジオ in USJ

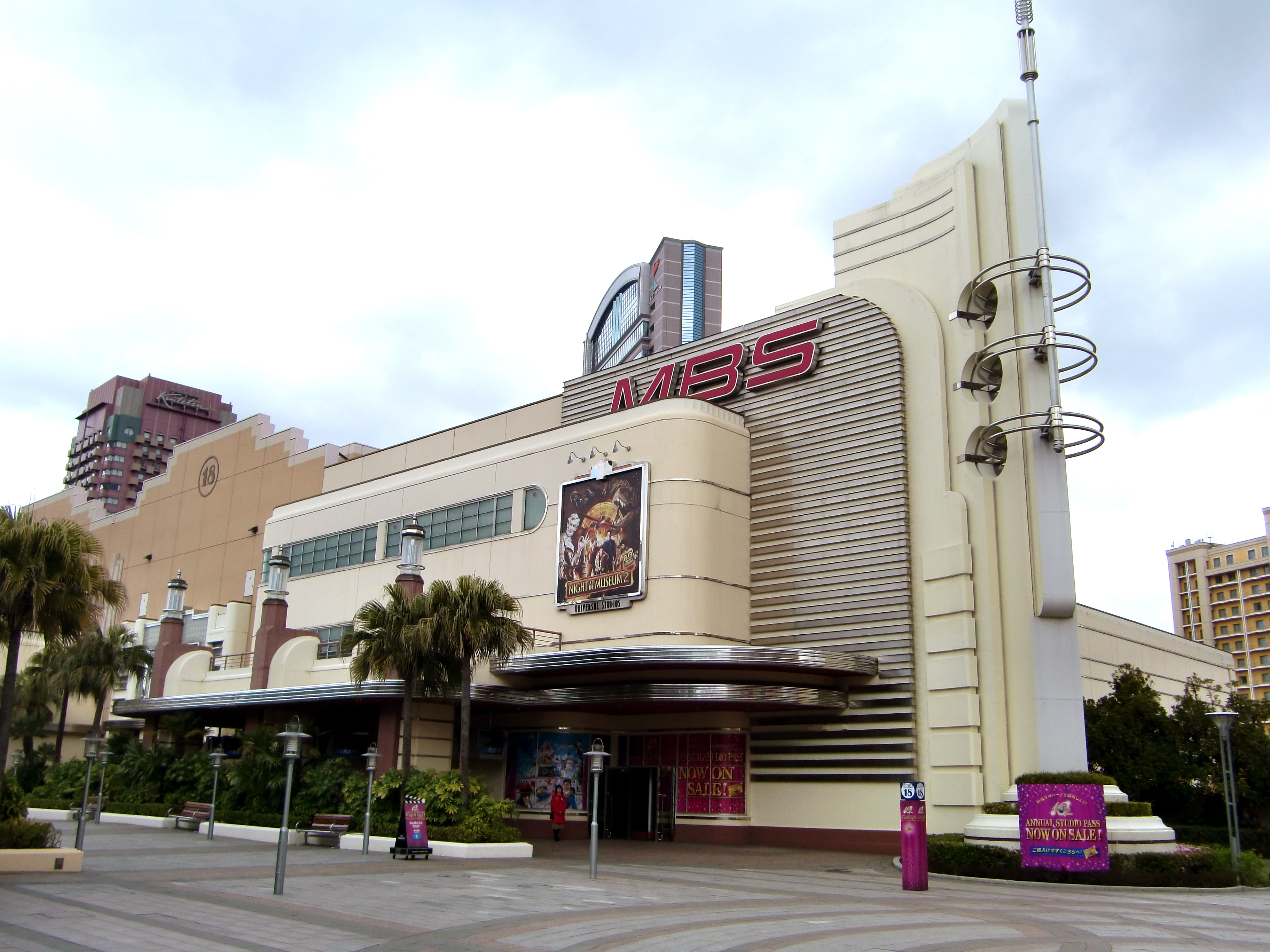
MBSスタジオ in USJ（現在は閉鎖）

#### シアターBRAVA!

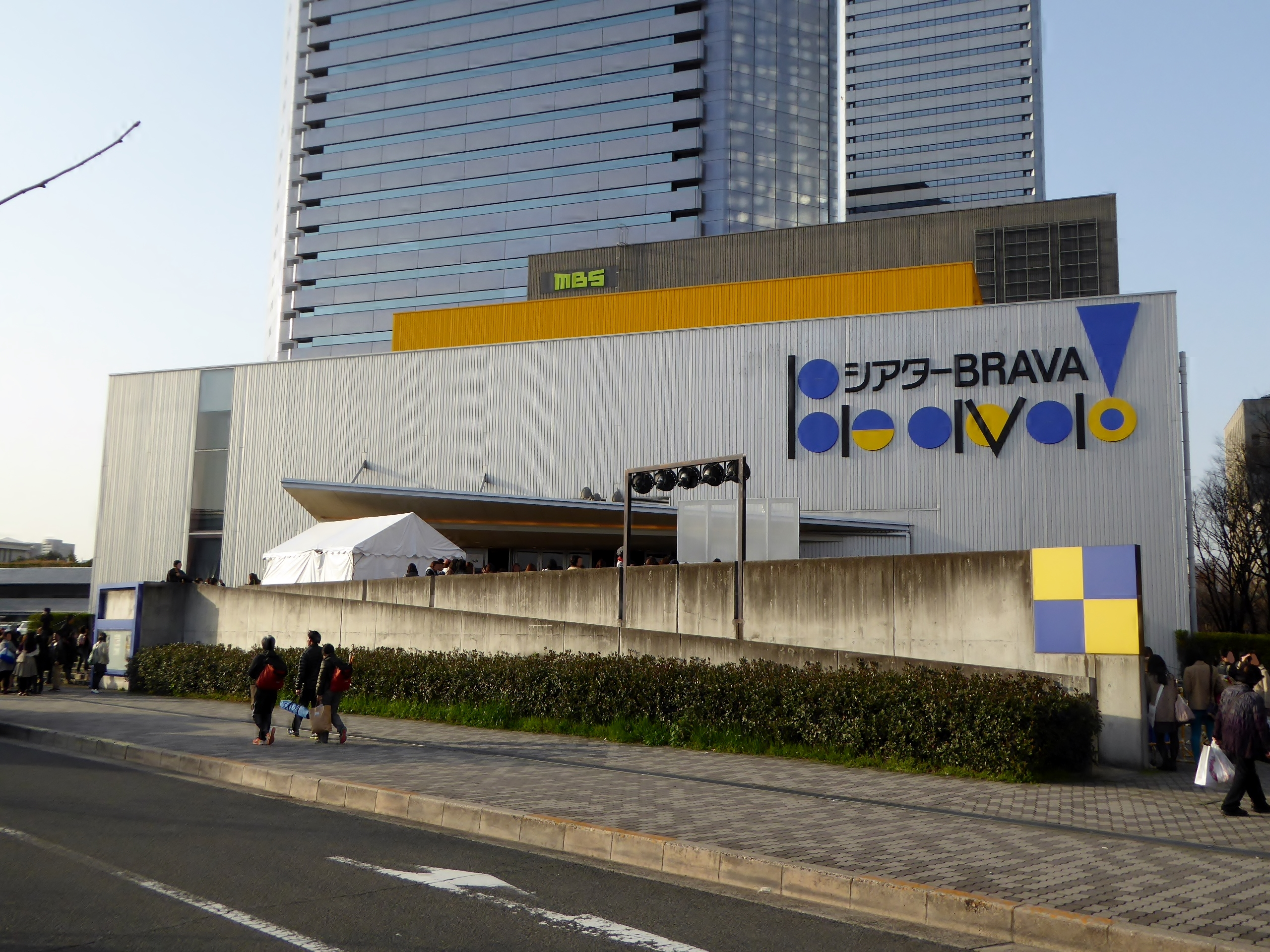
大阪ビジネスパーク内で営業していた時期のシアターBRAVA!

## 沿革

### 設立
第二次世界大戦終結から間もない1947年（昭和22年）、GHQが「放送基本法」と「電波三法」（放送法・電波法・電波監理委員会設置法）の立法措置を指令し、1950年（昭和25年）6月に施行された。これを契機に「民間放送」の設立が日本各地で相次ぎ、施行前の1950年4月21日、民間放送会社16社に予備免許が下りた。新日本放送株式会社（しんにっぽんほうそう、略称：NJB、英称：New Japan Broadcasting System,Inc.）は、このうちの一つとして関西政・財界の支援の下、毎日新聞社と京阪神急行電鉄（現：阪急阪神ホールディングス）と日本電気（NEC）を中心に設立された。実際に創立の中心となったのは、毎日新聞社を依願退職した高橋信三であった。
高橋は民間放送の将来性と必要性を説き、毎日新聞社時代に培った個人のコネクションをフルに利用して出資者や番組スポンサーを募集。設立途中で出遅れた朝日新聞社の机上案に過ぎなかった朝日放送との合併工作という横槍を頑として撥ね付け、現在でもその録音が残る朝日側との激しい公聴会のやりとりの末、漸く新日本放送の開局に漕ぎ着けた。
京阪神急行電鉄の資本が入っていた関係で、開局当初は系列企業であった阪急百貨店（現・うめだ本店）屋上に本社・スタジオを構えており、スタジオで行われる公開録音の観覧者のために、百貨店の休業日に関係なく利用できるエレベーターが設置されていたという。

### 民放初の試験電波発射

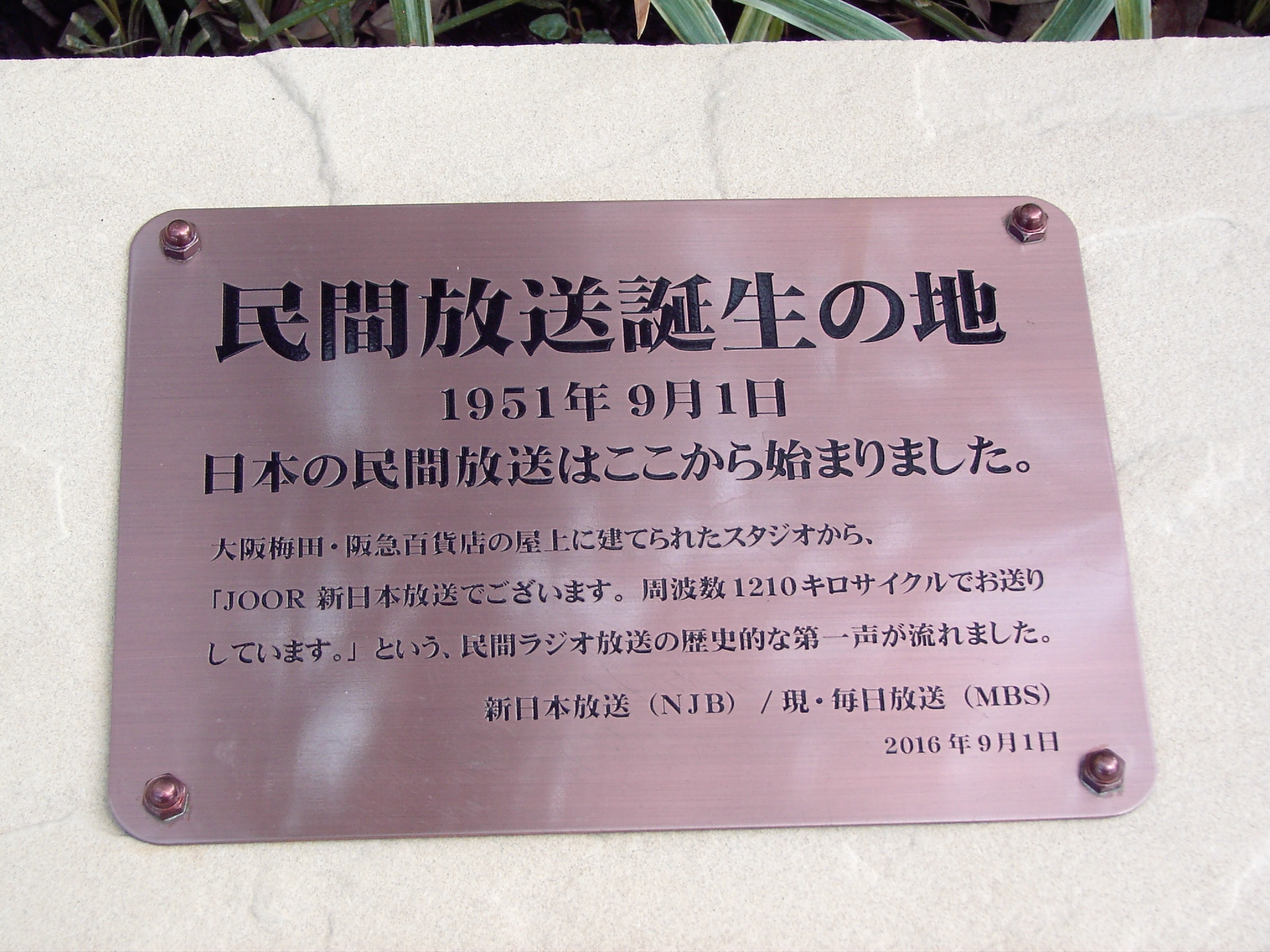
阪急百貨店うめだ本店13階屋上広場に設置された「民間放送誕生の地」プレート（2016年9月9日撮影）

新日本放送設立翌年の1951年（昭和26年）7月8日、22時00分 - 22時30分。日本の民間放送として初めて試験電波を発射した。電波管理局（「監理局」ではない）の指示により「NJB」と「JOOR」というアナウンス、レコード音楽のみであり、7月12日、26日にも実施された。
1951年（昭和26年）8月15日には、日本の民間放送ラジオ局の第2号としてサービス放送を開始した。当日は12時00分、14時00分、16時00分、18時00分、20時00分から各1時間放送された。なお、試験放送は民間放送で最も早く開始したものの、本放送の開始は1951年（昭和26年）9月1日正午と中部日本放送（現・CBCラジオ）より5時間半遅れているため、単独ではCBCラジオが日本初の民間放送として扱われる。ただし日付上は同日の開局であるために、両者併記されることもある。当時のキャッチフレーズは「あなたの民間放送」であった。

### テレビ放送の開始

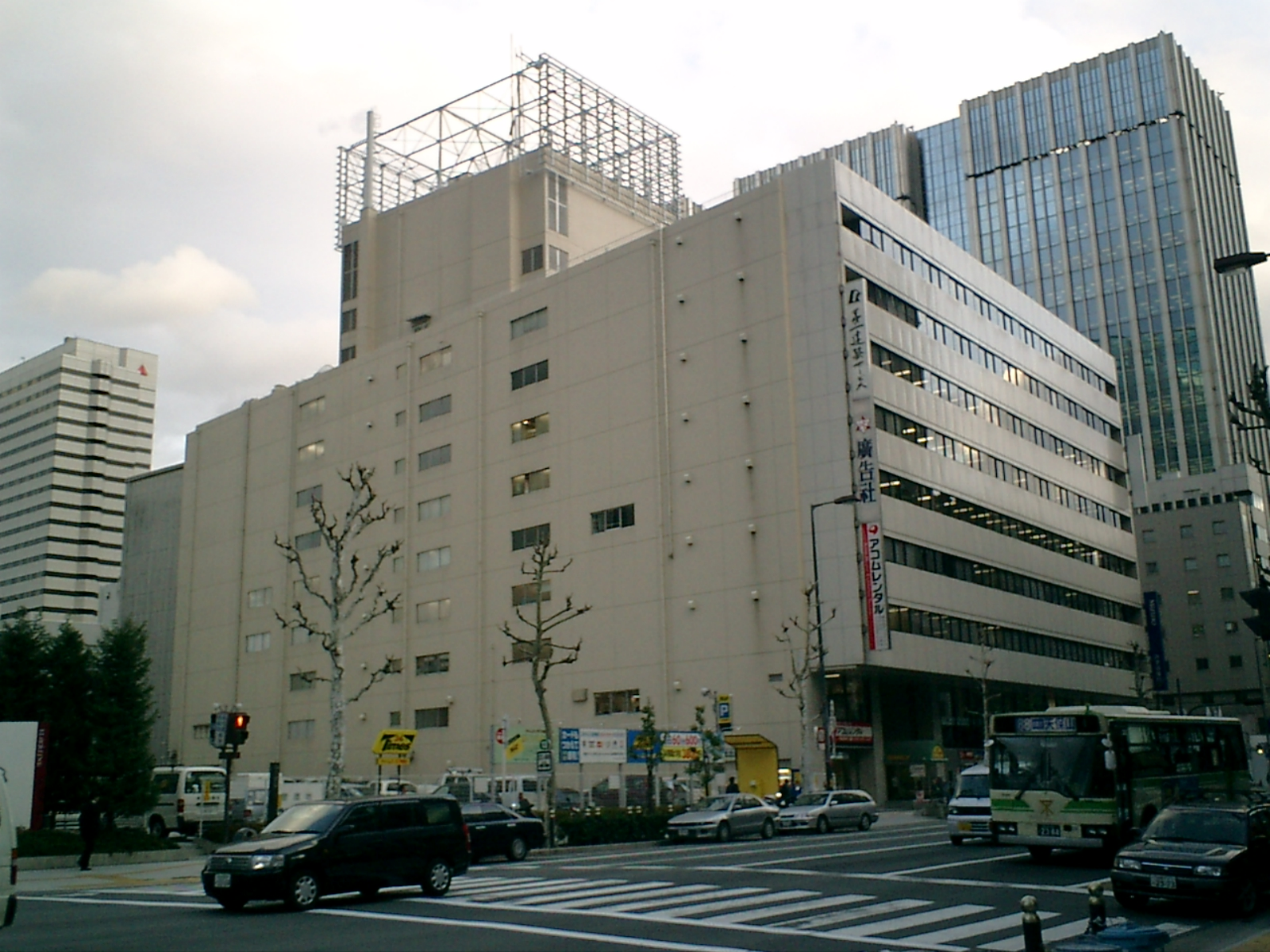
毎日新聞大阪本社旧社屋（毎日大阪会館）跡地 ここにかつて毎日放送の社屋もあった。現在は跡地にエルセラーン化粧品が運営するホテルが建っている

1956年（昭和31年）12月1日、朝日放送（現・朝日放送グループホールディングス）・朝日新聞社・毎日新聞社（新日本放送の大株主）と合弁で大阪テレビ放送株式会社（おおさかテレビほうそう 略称 OTV、JOBX-TV 6ch）を設立してテレビ放送に参入した。
その後、大阪地区ではもう1つテレビチャンネルが割り当てられ、ともに独自のテレビ局を持ちたい朝日放送と新日本放送は、別々に免許を申請。競願の結果、朝日放送は大阪テレビ放送と合併することとなり、新日本放送は1958年（昭和33年）6月1日に商号を「株式会社毎日放送」（まいにちほうそう、略称・MBS）に改め、大阪テレビ放送から資本と役員を引き揚げ、テレビ開局のための人員の移籍を行い、1959年（昭和34年）3月1日に「毎日放送」としてテレビ放送を開始した。開局当初はフジテレビと日本教育テレビ（NET。現在のテレビ朝日）のクロスネットであったが、翌年に日本教育テレビに一本化された。テレビスタジオは、大阪市北区堂島の毎日大阪会館南館12階にあった。
キー局が教育専門局、なおかつ、当時のNET系列の純粋なフルネットはMBSだけであり、営業面や報道面など様々なハンデを背負いながらMBSのテレビ部門は発足し、毎日大阪会館南館に設けられたスタジオも小さいうえに狭く、使い勝手が悪かった。しかしMBSはこうしたスタジオ事情を逆手に取り、難波南街会館からの『番頭はんと丁稚どん』やうめだ花月劇場からの吉本新喜劇中継（現在の『よしもと新喜劇』）などの外部公開収録番組が生み出された。

### クロスネット局化と腸捻転の解消
1960年、日本万国博覧会（1970年開催）の開催地に内定していた大阪府吹田市の千里丘陵に、2階建ての近代的なテレビとラジオの総合スタジオ「千里丘放送センター」を開設、弱小局であるNETとネットを組んだ事を逆手に取って「自らキー局となって発展する」将来展望を見据えて設計され、在京キー局に勝るとも劣らない規模と設備を誇った。千里丘移転後も登記上の本社と営業の部署は堂島に残り、堂島の毎日新聞大阪本社内にニュースデスクを開設。
1968年には日本科学技術振興財団が運営していた東京の民放テレビ局・東京12チャンネルが事実上破綻したため、再建策として設立された同局のテレビ番組制作を行う株式会社東京十二チャンネルプロダクション（現在の株式会社テレビ東京）に資本参加。1969年10月より東京12チャンネルともネットワーク関係を樹立し、クロスネット局となる。
1975年3月31日、いわゆる「腸捻転」が朝日新聞社に問題視されたことでテレビネットワークを整理することとなり、これまでのNETテレビと東京12チャンネルのクロスネットから、TBS系列の準キー局に鞍替えした。ニュース系列もANNを脱退し、JNNに加盟。朝日放送に代わって「五社連盟」に参加した。
ただし、ネットチェンジ後も毎日放送は東京12チャンネルの経営に継続して参加し、ネットチェンジ前からネットしていた東京12チャンネル制作の番組（『大江戸捜査網』、『プレイガールQ』、『人に歴史あり』など）を番組購入の形に切り替え遅れネットで継続させ、MBSに取って代わる近畿地区のTX系列局（現在のテレビ大阪）開局の支援も行った。

### 認定放送持株会社の設立からラジオ放送事業の分社化へ
インターネットやスマートフォンなどの普及で日本の放送業界をめぐる環境が変化していることを背景に、毎日放送（以下「旧社」と略記）では、2016年（平成28年）7月28日に認定放送持株会社へ移行する計画を発表。持株会社の分割準備会社として、同日付で「毎日放送分割準備株式会社」を設立した。
2017年（平成29年）4月1日に、毎日放送（旧社）は「株式会社MBSメディアホールディングス」に商号を変更したうえで、認定放送持株会社に移行。毎日放送分割準備株式会社は、同日付で商号を「（新）株式会社毎日放送」（以下「新社」と略記）へ改めたうえで、旧社から放送免許・放送事業などの現業部門を承継した。日本の民放局が認定放送持株会社を設立した事例は、全国で8社目、JNNへの加盟局では東京放送ホールディングス（現在のTBSホールディングス）・中部日本放送（CBC）・RKB毎日ホールディングスに次いで3社目、在阪の準基幹局では初めてであった。
認定放送持株会社移行後も「ラジオ（放送事業）とテレビ（放送事業）を兼営するからこそできたことがあるので、（今後も両事業の間で）シナジー（効果）を生み出すことが大事」との姿勢から、新・毎日放送への事業承継後もラジオとテレビの兼営体制を維持してきた。しかし、ラジオ放送事業の経営環境は年々厳しさを増していた。
その一方で、事業承継後に日本国内で大規模な自然災害（大阪府北部地震など）が相次いでいることや、2020年（令和2年）の初頭から日本国内で新型コロナウイルスへの感染が拡大していることなどを背景に、「詳細な地域情報を（リスナーに）提供する身近なメディア」としてのラジオの価値は見直されつつある。さらに、2010年代以降は、radikoやFM補完放送（ワイドFM）を通じてメディアとしての可能性が拡大の一途をたどっている。
新・毎日放送では、以上の動向を総合的に勘案した結果、「変化に機敏に対応しながら、毎日放送ラジオが将来にわたって発展していくには、独立した会社として迅速な経営判断と機動的な業務執行を実現させることが必要で、自主独立の精神が高まることによって新しいビジネスを生み出すことも可能」「認定放送持株会社体制へ移行してからの3年間にグループ会社との連携を強めるなかで、『会社は別でもグループ内でシナジーを生んでいくことは十分に可能』という手応えをつかめた」と判断。2020年5月28日に、自社とMBSメディアホールディングスの取締役会で以下の方針を決議した。
- 新・毎日放送のラジオ放送事業とテレビ放送事業および、総務省からの認可の下で保有しているラジオ・テレビ放送免許を、吸収分割方式によって2021年（令和3年）10月1日付で別々の会社に承継させる。
- テレビ放送事業については、2021年（令和3年）10月1日以降も、新・毎日放送がテレビ放送免許とともに保有する。ただし、テレビ放送専門の事業会社（テレビ単営局）へ移行することに伴って、同日付で商号およびコールサインを変更する。
- ラジオ放送事業については、毎日放送ラジオ分割準備株式会社 [24]（MBSメディアホールディングスが全額を出資する分割準備会社）を2020年5月28日付で設立。吸収分割契約の締結（同年11月）、放送免許の承継などに関する許認可（2021年9月）などを経て、2021年10月1日付でラジオ放送免許と共に分割準備会社へ承継させるとともに、同日付で分割準備会社の商号を変更する[25]。

もっとも、新・毎日放送では、この計画を発表後に事業承継の前倒しを改めて検討。「長期的な経済環境の悪化が予測される状況で、今後のラジオ事業の在り方を早急に固めながら（経済環境の悪化に向けて）対策を立てていく必要がある」との認識の下で、「独立した新しい会社で2021年秋の改編に向けて準備するのが相応しい」との判断に至ったため、事業承継の期日を当初の計画より半年早い2021年（令和3年）4月1日に繰り上げた。また、同日付で分割準備会社の商号を「株式会社MBSラジオ」に変更することも決定。新・毎日放送については、ラジオ放送事業の分離後も「株式会社毎日放送」という商号を引き続き使用する ほか、アナウンスセンターなどの関連部署を残すことになった。
そして、2021年（令和3年）4月1日、ラジオ放送免許とラジオ放送事業を株式会社MBSラジオに承継。これにより、日本の広域圏（近畿広域圏、関東広域圏、中京広域圏）でテレビ放送事業を運営する民間放送事業者がすべてテレビ単営局になり、近畿地方でテレビ・ラジオ放送事業を兼営する民間放送事業者が京都放送（KBS京都＝本来の放送対象地域はテレビ：京都府、ラジオ：京都府・滋賀県）のみになった。
なお、新・毎日放送ではテレビ単営局への移行を機に、デジタルテレビ放送のコールサインをJOOR-DTVからJOOY-DTVに変更。2021年（令和3年）3月31日23時59分45秒から4月1日0時00分15秒にかけて、『らいよんチャンネル』（本来は兼営局時代から放送している番宣番組）を特別に編成したうえで、河田直也アナウンサーが『よんチャンTV』（同月29日からメインパーソナリティを務める平日夕方の報道・情報番組）のスタジオで収録された映像を通じてコールサインの変更を告知した。その一方で、新・毎日放送が主催するイベントや運営事業（住宅展示場など）に関するCMをMBSラジオで放送する場合の主催社の名義が毎日放送から「MBSテレビ」に変更された。

### 年表

#### 1950年代
- 1950年（昭和25年）12月27日 - 「新日本放送株式会社」設立[28][29]。初代社長に杉道助が就任。大阪市北区天神橋七丁目に仮スタジオと研修センターを置いた。その後、大阪市北区角田町にある梅田阪急ビル（阪急百貨店本店、現・阪急百貨店うめだ本店）屋上に本社及び演奏所を建設。試験放送開始と同時に業務機能を完全に移転。
- 1951年（昭和26年）
  - 4月21日 - 中部日本放送（CBC）（現・CBCラジオ）、ラジオ東京（KRT,現・TBSラジオ）他14局と共にラジオ放送の予備免許が交付される。コールサイン：JOOR、周波数:1210kc、出力10kW[29]。この日は1993年、記念日「民放の日」となった。
  - 6月22日 - 苅田ラジオ送信所の10kW用ラジオ放送（送信）設備（NEC製）が完成[29]。
  - 7月8日 - 日本初の民間放送としてのラジオの試験電波を、この日の22時から30分間発射[29]。
  - 7月31日 - ラジオ放送の本免許交付（第3091号）[29]。
  - 8月15日 - ラジオ放送のサービス放送開始（8月31日まで実施）[29]。
  - 8月29日 - ラジオ開局前夜祭を、西宮球場で開催[29]。
  - 9月1日 - 新日本放送、ラジオ本放送開始（JOOR）・開局[28]。中部日本放送より5時間30分遅れて正午に本放送開始。民放では日本で2番目。キャッチフレーズは「あなたの民間放送」。記念番組を開局のこの日（22時まで10時間）と翌日に放送[30]。
  - 9月2日 - 初のラジオ野球中継『日米親善野球』（於：阪神甲子園球場）を放送。同試合の解説に、当時元野球選手だった中澤不二雄を起用し、解説付きの野球中継を生む[31]。
  - 9月3日 - 朝6時から23時までの1日17時間のラジオ通常編成放送を開始[31]。
    - 民放初の株式市況の中継放送を、大阪証券取引所から開始[31]。
    - 民放ラジオ最長寿番組『歌のない歌謡曲』が、同局での放送を開始[31]（2023年9月29日終了）。

  - 10月2日〜10日 - 民放初のラジオ聴取状況調査を実施[31]。
  - 10月12日
    - CBCと共同で民放初の国会中継を実施（第12臨時国会）[31]。
    - 漫才コンビの東五九童・松葉蝶子と放送専属契約を締結（自社の芸能人契約第1号）[31]。

  - 10月22日 - 米の親善大使として日本を訪れていた、ヴァイオリン奏者のユーディ・メニューインの演奏を、当時東京築地にあった日本ビクターのスタジオから、民放ラジオ初の長距離中継線を使用して生中継・独占放送[31]。
  - 11月20日 - 朝日放送、大阪電通（現：電通関西オフィス）と共に、「三社放送調査委員会」を設置[31]。
  - 12月1日 - 東京交響楽団と放送専属契約を締結（1959年5月まで）[31]。
- 1952年（昭和27年）
  - 1月12日〜26日 - KRT,CBC,ラジオ九州（RKB）（現・RKBラジオ）と共同で、民放初の大相撲本場所のラジオ中継放送を実施[31]。
  - 1月21日〜27日 - 前述の「三社放送調査委員会」による、第1回三社共同聴取状況調査を実施[31]。
  - 1月30日 - 自社初の海外取材として、硫黄島（当時米領）の遺骨収集調査団の日帰り取材に社員1名が参加[31]。
  - 3月10日 - 1日のラジオ放送時間を30分延長し、17時間30分となる[31]。
  - 5月1日 - 米から来日中のジーン・クルーパ・ジャズ・トリオの独占ラジオ放送を、梅田劇場から中継[31]。
  - 5月19日 - プロボクシング 世界フライ級タイトルマッチ「白井義男 対 ダド・マリノ」を、後楽園特設スタジアムから、KRTと共同制作でラジオ全国中継[31]。
  - 5月25日 - 民放初の共同企画制作番組として、RKB,文化放送と共同で制作したラジオ番組『アンジェラスの鐘』放送開始[31]。
  - 6月1日 - 考査委員会を設置[31]。
  - 6月9日 - 毎日新聞大阪本社内の編集局内特設ブースからのニュース放送を開始[31]。
  - 8月29日
    - 開局1周年バラエティショー『日劇大放送』を、東京の日劇で同年9月2日まで5日間開催[32]。
    - 開局1周年記念音楽祭を、北野劇場で開催[33]。
    - 東京⇔大阪間に4線式放送用直通回線が開通。朝日放送と2時間交代で利用する[33][34]。

  - 8月30日
    - 開局1周年記念音楽祭を、西宮球場で開催[33]。
    - 朝日放送と共同で、テレビ局開設の免許申請を行う（後の大阪テレビ放送（OTV）。後に会社設立には、朝日新聞社、毎日新聞社も関わる。同テレビ局の詳細については、同項目を参照。）[33][34]。

  - 8月31日 - 開局1周年記念特番『東西歌合戦』を、梅田劇場と日劇から2元中継で放送[33]。
  - 9月8日 - 1日の最後の番組として、クラシックのアナログ盤による音楽番組『夜の名曲』が放送開始（1959年6月29日まで）。これにより放送終了時刻が、この番組で放送される音楽が全曲終了した後となる（この時点では原則的には23時30分終了）[35]。
  - 12月18日 - 音楽童話『イーハトーヴォ物語』が民放として文化庁芸術祭に初参加（この年は第7回）、この年の放送部門の芸術祭賞を受賞[33][36] 。
- 1953年（昭和28年）
  - 2月 - 新日本放送労働組合を結成[33]。
  - 3月23日 - 第2次世界大戦の敗戦に伴う中国からの引揚再開に伴う第1陣帰国で、引揚船が到着する京都府舞鶴市から上陸の模様を実況放送[33]。
  - 6月5日 - 自社とアルゼンチンのブエノスアイレスにあるベルグラーノ局との交換放送を、この日から翌月（7月）10日まで5回に渡って実施[33]。
  - 6月17日 - 番組中継用として使用する、当時としては高音質のFM超短波帯無線局の陸上移動局と基地局に本免許が交付される[33]。
  - 7月31日 - 東京支社スタジオが完成[33]。
- 1954年（昭和29年）
  - 4月1日
    - 放送開始時間を午前5時半に繰り上げる（1日の放送時間は原則18時間30分となる）[37]。
    - 阪神甲子園球場で毎年春に行われる選抜高等学校野球大会（通称：春のセンバツ）を、この年の第26回大会の初日から初めて期間中、ラジオにて全中継で放送（完全中継は1963年から）[37]。

  - 7月1日 - 苅田ラジオ送信所の非常用自家発電機装置の工事完了[37]。
  - 9月20日 - 番組の考査委員会を設置[37]。
  - 11月11日 - 『NJBこども音楽会』（現在の『こども音楽コンクール』の前身）放送開始[37]。
  - 11月15日 - 第1回ラジオスポットコンクールを実施（以後、1970年まで毎年続く）[37]。
  - 12月9日 - 第9回文化庁芸術祭放送部門に参加した「ラジオ・バレエ『カルメンシータ』」で、演出の和田精が芸術祭賞を受賞[36][37]。
- 1955年（昭和30年）
  - 4月1日 - 社外モニター制度を採用する[37]。
  - 7月1日 - 大阪管区気象台から天気予報の放送を、同内の仮設スタジオから開始する[37]。
  - 10月5日 - 一般参加型の公開放送による演芸番組『素人名人会』のラジオでの放送を開始（1958年11月26日終了。1960年5月8日には、テレビにて再開）[38]。
  - 12月1日 - NJBクラブが発足する[37]。
  - 12月24日 - 大阪管区気象台から天気予報を放送する為の特設スタジオが完成、稼働開始[37]。
- 1956年（昭和31年）
  - 2月1日 - 企画委員会を設置する[39]。
  - 4月7日 - 前述の大阪テレビ放送とは別に、自社単独で、テレビジョン放送局の免許を申請する[39]。
  - 5月11日 - 社内に厚生会を発足する[39]。
  - 7月1日 - 番組研究委員会を設置する[39]。
  - 7月2日 - 本社事務所の一部を、毎日大阪会館9階へ移転する[39]。
  - 7月7日 - 本店所在地を、大阪市北区堂島船大工町53番地へ移転の登記を完了する[39]。
  - 8月4日 - 第1回財界名人会を、NJBホール会館記念として開催する[39]。
  - 12月1日 - 朝日放送、毎日新聞社、朝日新聞社と共に設立した大阪テレビ放送が開局（1ヵ月前の10月30日に本免許を取得）[39]。
  - 12月5日
    - 職制改正で、初めて局制を採用。総務、業務、編成、技術の各局を新設する[39]。
    - 国際室を設置する。民放では初の海外番組交換部門となる[39]。

  - 12月24日 - ラジオクリスマス特別番組で、初のオールナイト放送を実施する[39]。
- 1957年（昭和32年）
  - 6月1日 - ブラジル・サンパウロ市（当時）のラジオ・クルツーラ局と番組販売契約を締結する[39]。
  - 7月11日 - 自社で改めて教育テレビジョン放送局の免許を申請する[39]。
  - 8月1日 - 3カ月前に創立したばかりの関西芸術座と、放送優先出演契約を締結する[39]。
  - 9月2日 - （株）大阪ムービーセンターを設立（毎日放送映画社の前身）[39]。
  - 9月18日 - 教育テレビジョンから改めて、準教育テレビジョン放送局の免許を申請する（翌月（10月）14日には一部訂正して再度申請を行う）[39]。
  - 9月28日〜30日 - 開局7周年記念として、第1回「大阪まつり」を、梅田コマスタジアムにて開催[39]。
  - 10月1日 - CM研究会発足[39]。
  - 10月22日 - 準教育として、テレビジョン放送局の予備免許を取得する（呼出符号：JOOR-TV、チャンネル4、映像出力10kW、音声出力5kW）。これに伴い、テレビ開局準備委員会を新設する（翌月（11月）1日には、テレビ開局準備会議に改称）[39]。
- 1958年（昭和33年）
  - 4月1日 - 名古屋支局を、CBC別館内に開設する[40]。
  - 5月5日 - 関西教育文化放送会議（後の毎日放送テレビ教育会議）が発足する[40]。
  - 6月1日
    - 新日本放送の商号（社名）を、「株式会社毎日放送」に変更[28][40]（同時に、略称もMBSへ変更）。
    - RKBと共同で、毎放健康保険組合を結成する[40]。

  - 8月1日
    - 事務所の一部を、毎日大阪会館南館6,7階に移転[40]。
    - テレビ新規開局準備に伴い、大阪テレビ放送からの社員の移籍が始まる（翌月（9月）16日まで。計88名）[40]。

  - 8月4日 - 京阪神急行系列（当時）の職員が、自社から引き揚げる[40]（同系列の関西テレビ放送の開局準備及び、毎日放送がテレビを開局する為）。
  - 8月5日 - 毎日大阪会館南館8,9階に、テレビのA,B両スタジオが完成[40]。
  - 9月6日 - テレビ中継車第1号稼働開始[40]。
  - 9月16日
    - テレビの生駒送信所局舎が完成[40]。
    - 毎日ホールからテレビカメラの初テストを実施する[40]。

  - 10月1日 - 「毎日放送放送基準」を制定する[40]。
  - 10月22日 - テレビの試験電波を発射する[40]。
  - 10月28日 - 番組審議会を設置する[40]。
  - 11月12日 - テレビ中継車第2号稼働開始[40]。
  - 11月25日 - テレビ開局日を、当初の翌月（12月）の1日から、翌年（1959年）の3月1日に延期することを発表する[40]。
  - 12月1日 - 名古屋支局が、毎日名古屋会館へ移転する。
- 1959年（昭和34年）
  - 1月24日 - 朝日放送と共同で、モノラルAM2波を使ったステレオ放送を開始するに当り、同試験電波を発射[41]。
  - 1月26日 - 大阪テレビ放送（OTV）が朝日放送（ABC）と合併するのを受け、毎日放送が出資したOTVへの出資金を、ABCへ肩代わりさせる[42]。
  - 1月31日 - アナログ・テレビ放送の本免許を取得する[42]。
  - 2月2日 - テレビの試験放送を実施する[42]。
  - 2月8日 - 台湾の正声放送と、週1回1時間のラジオ番組供給契約を締結する[42]。
  - 2月16日 - 朝日放送と共同で、モノラルAM2波を使ったレギュラーステレオ放送番組『ナショナルステレオアワー』を開始（同年7月27日に、『ナショナルステレオホール』に番組名を変更、1961年4月3日終了）[42][43][44]。
  - 2月27日 - 南海ホークス（南海野球（株））と、大阪スタヂアム（大阪球場）での公式試合のテレビ中継に於ける放送独占契約を締結する[42]。
  - 3月1日
    - 準教育局（ANN系列の準キー局）として、午前10時からテレビ地上アナログ本放送開始（JOOR-TV）[28][42]。東京・フジテレビ、福岡・九州朝日放送と同日開局。ラジオ東京（KRT、現在のTBSテレビ）のフルネット局として開局を目指していたが、KRT側に拒否され、その後フジテレビ（CX）とのネットワーク関係樹立を目指すも断念。結果、日本教育テレビ（NET。現在のテレビ朝日（EX））主体でのネットワーク形成を余儀なくされる[注釈 17][注釈 18]。
    - 吉本興業と、梅田花月劇場の舞台中継に於いての放送独占契約を締結する[42]。

  - 3月6日 - テレビ、『真珠の小箱』放送開始[42]。
  - 3月8日〜22日 - テレビ、『大相撲実況中継』を、大阪府立体育館から放送する[42]。これに伴い、NETのテレビ番組『大相撲ダイジェスト』が放送開始[42]。MBSはTBS系列にネットチェンジする迄、大阪開催時のみ制作協力を行う。
  - 3月9日 - テレビ、『番頭はんと丁稚どん』放送開始（1961年4月終了）[42]。
  - 4月1日 - テレビ、この日から阪神甲子園球場で行われる第31回選抜高等学校野球大会の全試合をテレビ中継する。この年、当初決勝は4月8日開催の予定だったが、翌9日まで雨天で順延となり、10日に行われたものの、この時は後述の皇太子御成婚慶祝特番の為、放送を行うことができなかった[42]。
  - 4月10日 - 皇太子御成婚慶祝番組（ご成婚祝賀パレード生中継を含む）をこの日、在京のKRT,NETや地方の各局と協力して、テレビ・ラジオで実況中継する[42]。
  - 5月7日 - カラーテレビ実験局の開設免許申請を行う[42]。
  - 5月28日 - テレビ送信所の音声出力を、2.5kWに減力する[42]。
  - 6月16日 - 第9回番組審議会で、改正放送法第51条に基づき「毎日放送放送基準」を改正、「放送番組の編集に関する基本計画」を制定する[42]。
  - 10月1日 - ラジオの出力を20kWに増力[28][42]。
  - 10月5日 - テレビ、『皇室アルバム』放送開始[42]。
  - 12月17日 - ラジオ、第14回文化庁芸術祭音楽部門に参加した『邦楽小曲集「しづかな流」』で、作曲者の今藤長十郎と松原奏風（4代目 清元梅吉）が同部門の芸術祭賞を受賞[42][45] 。

#### 1960年代
- 1960年（昭和35年）
  - 1月15日 - 南海ホークス（南海野球（株））・大阪スタヂアム（大阪球場）と年間35試合のテレビ独占放送の契約を締結[46]。
  - 2月1日 - 朝日放送（ABC）が四社連盟（1ヵ月後には五社連盟）に加入したためKRTの番組を手放す。しかし、『毎日新聞ニュース』のネット受けという形でKRTとの関係は残る。また、CXの番組が関西テレビ（KTV）に移行したため、キー局をNET（現在のテレビ朝日（EX））に統一[注釈 19]。
  - 5月8日 - 1955〜8年に3年間ラジオで放送していた『素人名人会』をテレビにて再開、放送開始[46]。2002年3月17日の番組終了まで約42年間続いた。
  - 9月1日 - 大阪府吹田市の千里丘陵に新たに建設する、2階建ての「千里丘スタジオ」の地鎮祭を挙行、建設開始[46]。
  - 12月16日 - テレビ、「第1回歳末助け合い市」を、毎日国際サロンにて開催[46]。
- 1961年（昭和36年）
  - 1月29日 - サンパウロ市に現地法人・「ブラジル毎日放送」を設立。翌月（2月）15日放送開始[47]。
  - 4月3日 - テレビ早朝放送を開始。月 - 土の放送開始時間が6時35分となる[47]。
  - 6月1日 - ラジオ送信所を新たに建設した高石送信所に移転、送信開始[28][47]。
  - 8月15日
    - 千里丘スタジオにテレビマスターを移動、稼働開始[47]。
    - 米ABC-1との業務協定を締結する[47]。

  - 8月29日 - 千里丘スタジオにラジオマスターを移動、稼働開始[47]。
  - 9月1日 - 千里丘スタジオが完成、番組制作機能を移転[28]。

- 1962年（昭和37年）
  - 2月27日 - NETからネット放送している米テレビ西部劇映画『ローハイド』の出演者一行が千里丘スタジオに来訪、自社のテレビ番組『あなたに善意を』に出演する[47]。
  - 3月26日 - 自社の労働組合がこの日の13時から3日後の29日14時まで、連続73時間の全面ストに突入[47]。
  - 4月1日 - アメリカ特派員の駐在所を、ワシントンからニューヨークへ移転する[47]。
  - 8月1日 - 放送用語委員会を設置する[47]。
  - 10月1日 - 千里丘スタジオ内に集会所が完成[47]。
- 1963年（昭和38年）
  - 3月1日 - 京都・神戸各支局を、毎日新聞社の各支局内に開設する[28][48]。
  - 3月27日〜4月5日 - 『第35回選抜高等学校野球大会』のテレビ中継を、毎日新聞社との関係上、特例でTBSにスポンサードネットする。この前後の時期には、当時TBS系列だったABCの『夏の高校野球』の開会式や決勝戦等、一部の試合がNETや東京12チャンネルにネットしている。
  - 10月1日 - 東京支社が、日本生命日比谷ビル6階に移転する[48]。
  - 10月6日 - 全国ネットのテレビクイズ番組『アップダウンクイズ』放送開始（後にTBS系列へのネットチェンジを経て、1985年10月6日終了）。
  - 11月23日 - 日米間の初の宇宙（衛星）中継実験放送で、ニューヨーク駐在員の前田治郎が、ケネディ大統領暗殺のニュースを日本へ報道する[注釈 20][48]。
  - 12月1日 - 全国ネットの買い物ゲーム番組『がっちり買いまショウ』放送開始（後にTBS系列へのネットチェンジを経て、1975年11月30日終了）。
- 1964年（昭和39年）
  - 2月3日〜15日 - インスブルック冬季オリンピック大会のテレビでの実況放送を、米ABCと提携し、VTR録画で独占放送を行う[48]。
  - 2月17日 - テレビ番組『大阪株式市況』が放送開始。大阪証券取引所（現・大阪取引所、大証。北浜）からの中継で、取引所にMBSの専用放送席を設けて放送[49]（その後、1985年1月7日より『証券レーダー　北浜ホットライン』と改題し[50]、1995年3月24日に終了[51]）。
  - 3月1日 - 高石ラジオ送信所の無人化運用を開始する[48]。
  - 4月1日 - NETからのテレビネット番組『木島則夫モーニングショー』放送開始（TBS系にネットチェンジする直前の1975年3月28日まで放送）[48]。
  - 4月8日 - 全国ネットのテレビクイズ番組『ダイビングクイズ』放送開始（1974年3月31日終了）。
  - 7月8日 - TBSラジオ、RKBラジオと暫定ラジオネットワーク契約を締結[52]。翌年のJRN（Japan Radio Network）発足へと繋がる。
  - 7月13日 - TBSラジオからのネットで、昼のラジオ生ワイド番組『オーナー』放送開始（1966年10月1日終了）[53]。
- 1965年（昭和40年）
  - 3月25日〜5月20日 - この期間中67回に渡り、春闘長期ストライキが行われる[53]。期間中、放送業務にも支障をきたす事態が起こる（後述）（通称「（昭和）40年争議」）。
  - 5月2日 - TBSラジオをキーステーションとしたラジオネットワーク、JRNに加盟[53]。
  - 5月3日 - 文化放送とニッポン放送をキーステーションとしたラジオネットワーク、NRN（National Radio Network）に加盟[53]。
  - 5月6日 - 13時から放送のテレビ番組『ママの育児日記』の生放送中に、ストライキ中の組合員の労働歌や声が混入する事態が発生。通称「ママ育」事件が発生する[53][54]。
  - 5月9日 - ラジオ番組『第20回毎日マラソン実況中継』の放送に使うラジオ中継車が組合員のピケッティング（ピケ）で出発できず、CBCのラジオ中継車を借りて放送する[53]。
  - 5月20日 - 春闘長期ストライキの影響から、この日の13時から5日後（25日）の午前10時まで、会社側が千里丘放送センターをロックアウトする[53]。
  - 7月23日 - 春闘に対する賞罰委員会を設置する[53]。
  - 8月1日 - ラジオCM一本化の為の自動編集機（DENON製 型番：DN-100RCM）を導入[53]。
  - 9月1日 - 不況対策の為、業務改善委員会を設置する[55]。
  - 10月1日 - NETと相互ネットワークに関する業務協定を締結[55]。
  - 11月18日 - テレビ時代劇『源氏物語』放送開始（1966年5月12日終了）[55][56]。
- 1966年（昭和41年）
  - 2月10日 - 「毎日放送映画」社が、破産を申請（1972年6月28日に破産宣告を受ける）[55]。
  - 2月24日 - 「毎日放送映画」社の破産を受け、それを継承した新会社「放送映画製作所」を設立[注釈 21][55][57]。
  - 2月27日 - 時事問題研究会開始（月1回開催）[55]。
  - 5月15日 - テレビ時代劇『源氏物語』が、エミー賞国際賞のフィクション部門に入賞する[55][56]。
  - 7月4日 - ラジオ送出自動化を開始[55]。
  - 9月7日 - ラジオ放送開始15周年記念公開放送『ティーチイン「現代と青年」』第1回を、大阪毎日国際会館で開催（以後同月21日まで、4回開催される）[55]。
  - 9月25日 - 東京支社が、千代田区竹平町1番地にあるパレスサイドビル4階に移転する[55]。
  - 10月2日 - テレビ番組『怒涛日本史』放送開始（同年12月25日終了）[55]。
  - 11月28日 - テレビ番組『こちらアメリカです』にて、通信衛星ランバードを使って、東京・ニューヨーク・サンフランシスコを3元中継を行う[58]。
- 1967年（昭和42年）
  - 2月18日 - カラーテレビ放送本免許を取得[58]。
  - 3月15日 - テレビスポットの送出自動化を開始する[58]。
  - 3月23日 - NETとの共同制作で、プロボクシング 世界ヘビー級タイトルマッチ「カシアス・クレイ 対 ゾラ・フォーリー（英語版）」の対戦を、テレビ宇宙（衛星）中継でニューヨークから放送する[58]。
  - 4月1日 - テレビのカラー本放送開始[注釈 22][28][58]。大阪地区では4番目。
  - 4月10日 - ラジオで「こどもを交通事故から守ろう」キャンペーンを開始[58]。
  - 4月14日 - コンピューター制御によるテレビ送出全自動化を開始[58]。
  - 5月1日 - 北米支局をニューヨークに開設する[58]。
  - 6月10日 - 民間放送教育協会（民教協）発足と同時に加盟。
  - 6月15日 - ラジオ送出全自動化を開始[58]。
  - 6月16日 - テレビ番組『日本の名作』の番組フィルム30本を、日本近代文学館へ寄贈する[58]。
  - 7月27日 - モノクロ録画中継車が稼働開始[58]。
  - 10月2日 - ラジオ深夜番組『歌え!MBSヤングタウン』（現在の『MBSヤングタウン』）放送開始（2024年8月現在も継続中）[58]。
  - 10月14日 - 大阪港開港百年祭記念のラジオ番組『大阪の百人』放送開始（1968年2月8日終了）[58]。
  - 10月15日 - テレビAスタジオのカラー化工事が完成[58]。
  - 10月16日 - テレビのローカル・ワイドショー『ファミリースタジオ』放送開始（後に『ファミリースタジオ230』、『奥さん!2時です』へと改題され、ネットチェンジ直前の1975年3月28日に終了。）[58]。
  - 11月1日 - テレビ放送、郵政省から総合局として再免許[58]。
- 1968年（昭和43年）
  - 1月31日 - ラジオの特設サテライトスタジオを、堂島地下センターのスバル・ショールームに開設、翌月（2月）3日から同スタジオからの放送を開始[60]。
  - 2月6日 - 1968年グルノーブル冬季オリンピックの開会式の模様を、カラーではオリンピック初の宇宙（衛星）生中継として放送（NHK総合も同時に放送）。その前後に於いて、自社（千里丘スタジオ）のAスタジオにて『オリンピック座談会』として、大会の展望や日本選手の活躍ぶりの予想を放送。これが、自社初のスタジオカラーカメラによる放送番組となった[60][61]。
  - 2月9日〜20日 - 1968年グルノーブル冬季オリンピックの競技の模様を、民放では独占で録画中継で放送[注釈 23][60]。
  - 2月19日 - アンペックス社製ハイバンドカラーVTR（VR-2000B型）を導入[60]。
  - 2月20日 - 終了したラジオ番組『大阪の百人』の番組録音テープ101巻を、大阪市に寄贈する[60]。
  - 3月1日 - 放送用語委員会を、放送用語連絡会議に改称する[60]。
  - 3月8日 - カラー中継車が稼働開始[60]。
  - 3月28日 - この日から開催された『第40回選抜高等学校野球大会』の開会式から、同大会のカラー放送を開始する[62]。同時ネットの東京12チャンネル（現・テレビ東京）はこの日にカラー放送を開始[63][64]、同局初のカラー番組となった[65]。
  - 3月31日 - 生駒テレビ送信所の無人運用を開始[60]。
  - 4月2日 - テレビ番組『テレビ文学館〜名作に見る日本人〜』放送開始（同年9月24日放送終了）[60]。
  - 4月29日 - 音声自動編集機（MAV）を1台導入[60]。
  - 5月19日 - 第4回カンヌ報道番組国際コンクールの生中継部門にて、自社参加の30分番組『全学連とエンタープライズ[注釈 24]』がグランプリを受賞[66]。
  - 6月17日 - 神戸支局が、神戸市生田区江戸町の江戸川ビルに移転する[60]。
  - 7月1日 - 三井物産や三菱商事などの支援を受けて、東京12チャンネル（現・テレビ東京）の番組制作を請け負う株式会社東京十二チャンネルプロダクション（現在の株式会社テレビ東京）を設立。
  - 7月6日 - 初のテレビ中継局・栃原中継局が開局[60]。
  - 7月31日 - （株）ミリカ音楽出版を設立する[60]。
  - 8月4日 - テレビ政治討論番組『70年への対話』放送開始（1970年12月27日終了）[67]。
  - 11月23日 - 第23回文化庁芸術祭テレビジョン部門参加のカラードキュメンタリー番組『日本音楽の生と死』（構成・脚本・解説：黛敏郎）を放送、同部門の奨励賞を受賞。後に英語版も制作され、翌年（1969年）の3月20日に、エミー賞国際賞のドキュメンタリー部門で入賞する[注釈 25][68][69][70]。
  - 12月20日 - PR専門委員会を設置[60]。
- 1969年（昭和44年）
  - 3月10日 - 「毎日放送非常災害対策要項」を制定[71]。
  - 7月1日 - 欧州放送連合（EBU）に準会員として加入する[71]。
  - 7月3日 - 桂三枝（現・6代桂文枝）が司会のテレビ全国ネットのバラエティ番組『ヤングおー!おー!』放送開始（モノクロ。1970年10月にカラー化。後にTBS系列へのネットチェンジを経て、1982年9月19日終了）[71]。
  - 8月23日 - 千里丘スタジオ内にミリカホールが完成、竣工修祓式を挙行する[71]。
  - 8月24日 - 全国ネットのテレビ番組『がっちり買いまショウ』がカラー化[72]。これを機に、スタジオ・カラー・カメラを使ったスタジオ収録番組のカラー化が進んで行く。
  - 9月1日 - ミリカホール完成記念式典を挙行。これを機に同日、千里丘スタジオを含む同地区社屋の呼称を、「千里丘放送センター」に決定する[71]。
  - 10月1日
    - 東京12チャンネル（現在のテレビ東京（TX））ともネットを結び、NETテレビとのクロスネット局となる（1975年3月30日まで）。NETのみだった全国ネット番組を、一部東京12チャンネルへ切り替えて関西唯一のキー局宣言をする[注釈 26]。このためNETとの関係が悪化し始める。ただ、MBSは、NET（現在のテレビ朝日）と東京12チャンネルとのクロスネット局時代もNETが優位で、東京12チャンネルとは、人気のある番組を中心とした非報道関係の番組の一部ネットにとどまった[注釈 27][71]。
    - 北米支局がマジソン街に移転する[71]。

  - 10月5日 - 全国ネットのテレビクイズ番組『アップダウンクイズ』がカラー化[73]。
  - 11月2日 - 全国ネットのテレビクイズ番組『ダイビングクイズ』がカラー化[74]。
  - 11月15日 - 毎日放送懇話会が発足する[71]。
  - 12月1日 - ミニFMカー「MBSパトロール」が活動開始[71]。

#### 1970年代
- 1970年（昭和45年）
  - 1月1日 - NETテレビをキーステーションとしたテレビニュースネットワーク、ANNが発足し加盟[75]。全国ニュースタイトルは、他の系列局に遅れて、4月より『ANNニュース』（スポットニュースは『MBSニュース ANN』）となる（それまでは従来通り『MBSニュース』だった）[注釈 28]。
  - 1月3日 - 八木治郎司会によるカラー全国ネットの土曜朝の生ワイド番組『八木治郎ショー』放送開始[76]（1980年10月4日に『八木治郎ショー・いい朝8時』に改題し、1983年4月18日に八木が急逝したことを受け、同年4月23日・30日に追悼特番が組まれ終了）。
  - 7月1日 - ラジオのオールナイト放送を開始（日曜深夜を除く）[77]。
  - 10月1日 - テレビキー局のNETがこの日、ゴールデンアワーの番組が全面カラー化[75]。
  - 11月13日 - 第25回文化庁芸術祭テレビジョン部門に参加のカラーテレビドラマ『わが父北斎』放送[78]、同部門の優秀賞を受賞[70]。翌々年（1972年）9月25日には、第14回イタリア賞のテレビドラマ部門を受賞[79]。
- 1971年（昭和46年）
  - 2月24日 - 京都支局が、京都市中京区御池通り鳥丸東入るの京ビルへ移転する[77]。
  - 3月24日 - 生駒テレビ送信所に、双ループ1段の予備アンテナを設置する[77]。
  - 4月3日 - 石ノ森章太郎原作のテレビ特撮ヒーロードラマ番組『仮面ライダー』放送開始（1973年2月10日終了）[77]。
  - 4月14日 - 千里丘放送センターのフィルム・テープ・ライブラリー室が完成、修祓式を挙行する[77]。
  - 5月26日 - 民放連記録保存所毎日放送支所を、千里丘放送センター内に開設する[80]。
  - 6月2日 - ソビエト連邦テレビ・ラジオ委員会と番組交換に関する基本協定を締結する[79]。
  - 7月13日 - 米シカゴのWGNコンチネンタル放送と業務提携契約を締結する[79]。
  - 9月1日 - （ラジオ）放送開始20周年。その記念として、大阪市に植樹資金100万円を寄贈する[79]。
  - 9月4日 - 放送開始20周年記念番組として、ラジオでは『ラジオでいこう30時間50分』が、テレビでは『ミリカの丘』をそれぞれ放送する[79]。
  - 9月24日 - 放送開始20周年記念番組として、花園ラグビー場から「全イングランド 対 全日本」戦を、ラジオ・テレビ共に独占中継する[79]。
  - 11月1日 - 高石ラジオ送信所の出力を50kWへ増力する[28][79][81]。
  - 12月31日 - この日を最後にNETテレビ（現在のテレビ朝日）の『23時ショー』のネットを打ち切り[79]、金曜日分の制作からも撤退。地方からの問題提起として話題を撒く。
- 1972年（昭和47年）
  - 2月25日 - うめだ花月劇場のカラー放送設備が完成。翌々日の27日から使用開始[79]。
  - 3月5日 - 高石ラジオ送信所の非常用予備アンテナ設備が完成する[79]。
  - 3月24日 - 生駒テレビ送信所の非常用予備アンテナ設備が完成する[79]。
  - 4月10日 - 梅田・阪急ファイブ4階にサテライト・スタジオを開設、使用を開始[79]。
  - 5月9日 - ラジオ・アイデア懇談会が発足する[79]。
  - 6月16日 - チェコスロバキア国営テレビジョン放送と業務協定を締結する[79]。
  - 9月14日 - テレビ番組保存会議が発足する[79]。
  - 9月30日 - ラジオのオールナイト放送を中止する[79]。
  - 10月9日 - ラジオ平日朝の生ワイド番組『ごめんやす馬場章夫です』放送開始[79]。2003年9月26日終了まで、31年間も続いた。
  - 10月14日 - ラジオ土曜朝の生ワイド番組『ごめんやす浜村淳です』放送開始[79]。
  - 11月23日 - 『第1回フェニックスゴルフトーナメント（後の「ダンロップフェニックストーナメント」）』のテレビ実況中継を、宮崎フェニックスカントリークラブから、宮崎放送との共同制作で放送。以後同トーナメントは毎年開催され、テレビ中継も行われている（2023年時点も継続中）[79][82][83]。
  - 12月4日 - ポーランド・ラジオ・テレビジョン放送委員会と友好業務協定を締結する[79]。
  - 12月15日 - 千里丘放送センターに、ラジオの予備送信所（出力：1kW）が完成、郵政省（近畿電波管理局）から使用許可を取得[84]。
- 1973年（昭和48年）
  - 1月28日 - ラジオ・テレビの『毎日新聞ニュース』の編集・リライト業務が、毎日新聞社から自社の報道局へ全面移行する[84]。これに伴い、ニュースタイトルを『毎日ニュース』に変更。
  - 6月4日 - 西ドイツの第2ドイツテレビジョン協会と友好業務協定を締結する[84]。
  - 6月7日 - 高石ラジオ送信所のフェーダー線の故障で、23時26分から翌日0時22分までの56分間、ラジオが停波する事故が起こる[84]。
  - 6月13日 - ラジオ放送の千里丘放送センターから高石ラジオ送信所への（STLプログラム）中継回線の経路を、千里丘→生駒→高石に切り替える[84]。
  - 10月 - テレビ、当時キー局だったNETと後にキー局となるTBSがこの月、全放送時間が100%完全カラー化（過去の再放送や故意の演出の場合等を除く）[85]。
  - 10月7日 - テレビ番組『アップダウンクイズ』10周年記念番組を放送[84]。
  - 11月22日 - 2号カラーテレビ中継車が稼働開始[84]。
  - 11月25日 - テレビ番組『がっちり買いまショウ』10周年記念番組を放送[84]。
  - 11月27日 - 生駒テレビ送信所の代替2号放送機（型番：PCN-10BAH）の火入れ式を挙行[84]。
  - 12月2日 - テレビ番組『素人名人会』700回記念番組を放送[84]。
- 1974年（昭和49年）
  - 1月14日 - 「第1次オイルショック」に伴い、内閣が前年（1973年）11月16日に「石油緊急対策要綱」を閣議決定したのを受け、それに沿った在阪民放テレビ4社の申し合わせで、24時以降のテレビ深夜放送を打ち切る処置を開始（同年5月19日まで）[84]。
  - 4月1日 - ANN正式発足。ニュース協定締結[84]。
  - 4月8日 - ラジオの生ワイド番組『ありがとう浜村淳です』放送開始[84]。
  - 6月20日 - 高石ラジオ送信所の1号放送機を代替（型番:MB-136,100kW対応型）、火入れ式を挙行[86]。
  - 8月20日 - 高石ラジオ送信所の送信アンテナに落雷事故発生、17時26分から33分間停波する[86]。
  - 9月20日 - ラジオのオールナイト放送が、月〜金の深夜に於いて復活する[86]。
  - 11月18日 - TBSから、「1975年（昭和50年）3月31日から、テレビ放送を朝日放送（ABC）に代わりネットを開始する。」との通告を受ける。翌19日に社長記者会見で、TBS系列の"5社連盟"及び"JNNネットワーク"の加盟と共に発表する[86]。
- 1975年（昭和50年）
  - 1月7日 - テレビアニメ番組『まんが日本昔ばなし』放送開始。NET系を離脱する直前の同年3月25日の放送を以って一旦中断するも、翌年（1976年）1月3日からTBS系列で新たに放送を再開[86]、レギュラー放送は1994年9月24日終了。その後も、TBS系列でデジタル・リマスター版を含めての再放送が行われた。尚、同番組は同年5月12日に、昭和50年度の児童福祉文化賞を受賞している[86]。
  - 3月6日 - JNN加盟が、JNN協議会第9回総会にて承認される[86]。
  - 3月31日 - それまでのNET系列局から、開局以来からの念願であったTBS系列局へネットチェンジ。テレビネットワークの“腸捻転”が解消される[28][86]。
    - これに伴い、朝日放送に代わって、ジャパン・ニュース・ネットワーク及び同5社連盟に加盟。また、『アップダウンクイズ』、『真珠の小箱』、『皇室アルバム』、『八木治郎ショー』、『野生の王国』、『ヤングおー!おー!』、『仮面ライダーシリーズ[注釈 29]』、『生きものばんざい』等の自社制作番組がTBS・JNN系列を通じて全国放送される様になる。更に、「東芝日曜劇場」の制作にも参加する。
    - 同時にANNを脱退し、東京12チャンネルとのネットワーク関係を解消（※近畿放送テレビ→KBS京都・サンテレビジョンを経てテレビ大阪。但し、テレビ大阪開局までは番組販売扱いでの放送を継続）。
    - これを機にラジオでも、近畿広域圏のJRNのニュースネットワーク担当局が、朝日放送ラジオからMBSラジオに移管した。

  - 9月29日 - MBSスカイサテライト（お天気カメラ）を大阪市東区・大阪大林ビル塔屋へ移設、使用開始[86]。
  - 10月15日 - 生駒テレビ送信所のアンテナの故障で、テレビが21時から約90分間停波する[86]。
- 1976年（昭和51年）
  - 1月5日 - 近畿広域圏では初のローカルワイドニュース『MBSナウ』放送開始[87]。
  - 8月24日 - 1965年に起きた春闘長期ストライキによる争議（通称「（昭和）40年争議」）が発生から11年して解決し、労資双方が協定書に調印（翌月（9月）1日には和解協定書を交換）[87]。
  - 9月1日 - ラジオ開局25周年記念特番『人間バンザイ・ふれあいの1日』を、この日の正午から24時間連続放送[87]。
  - 9月25日 - テレビ番組『生きものばんざい』が、第1回優秀動物愛護映画コンクールの最優秀賞（内閣総理大臣賞）を受賞[87]。
  - 11月15日 - 自動番組制御装置（APM）に、新型（ゲンロックレス方式）を導入[87]。
  - 12月29日 - JNN関西ブロック初の共同制作のテレビ番組『おしつまりました』を同系列6局リレーで放送。以後、毎年5・12月の恒例番組となる[87]。
- 1977年（昭和52年）
  - 4月2日 - 全国ネットのテレビドラマ『横溝正史シリーズ』放送開始（全2シリーズ。第1シリーズはこの日から同年10月1日まで、第2シリーズは1978年4月8日から同年10月28日まで放送。）[87]。
  - 5月11日 - テレビ、VTR-CMの専用再生機（型番：ACR-25）の運用を開始[87]。
  - 5月15日 - ラジオ、周波数を1210kHzから1180kHzに変更。記念として、この日の放送開始の朝5時から24時まで19時間に渡り、記念特別番組を編成する[注釈 30][87]。
  - 8月8日 - 阪急グランドビル31階に、ラジオ・サテライト・スタジオ「ラジオポートMBS」を開設、同所からの放送を開始[87]。
  - 9月1日 - 『まちがいやすい放送のことば』刊行[87]。
  - 11月21日 - フランス第1テレビジョン（TF-1）と業務協定を締結する[87]。
- 1978年（昭和53年）
  - 1月1日 - 『全国高等ラグビー大会』のテレビ放送を、この年の第57回から毎年放送（この年は、同月9日まで隔日毎に放送、決勝戦は全国33局ネットで放送。放送は2023年現在も継続中）[88]。
  - 1月2日 - ラジオ、『1日子供放送局』を放送。そこでの利益金800万円を、毎日新聞社社会事業団を通じて、施設に寄贈（1987年まで毎年行われた）[88]。
  - 5月15日 - 「テレビCMのビデオ一本化システム（CMバンクシステム）」稼働開始[88]。
  - 5月23日 - 生駒テレビ送信所の故障で、テレビが19時40分から27分間停波する[88]。
  - 6月1日 - 皇太子ご夫妻が、千里丘放送センターへ行啓[88]。
  - 7月1日 - 番組相談室を設置（2か月後の9月1日より業務開始）[88]。
  - 7月11日 - テレビ中型中継車（1号）稼働開始[88]。
  - 8月15日 - 西ドイツに、ボン支局を開局。JNN海外支局として11局目としての役割も果たす[88]。
  - 10月25日 - 毎放クラブを発足する[88]。
  - 11月1日 - オーストラリアの民放テレビ局「チャンネル・テン」と業務協力協定を締結する[88]。
  - 11月15日 - 緊急報道中継用の4号中継車が稼働開始[88]。
  - 11月23日 - 国際電気通信連合（ITU）の取り決めにより、中波のラジオ周波数が9kHzステップへ移行。それに伴い、午前5時をもってラジオの周波数を1180kHzから1179kHzに変更[28][88]。
  - 12月10日 - テレビの音声多重放送を開始(実用化試験放送)[28][88]。
- 1979年（昭和54年）
  - 5月11日 - 千里丘放送センタ内に、放送文化館竣工、4日後の15日から一般公開を行う（2003年4月閉館）[88]。
  - 6月20日 - テレビ、新APM（電算室からオンライン方式）への切り替えを完了[88]。
  - 7月16日 - ラジオ、新APMへの切り替えを完了[88]。
  - 8月10日 - ルーマニア・ラジオテレビジョンと業務協定を締結する[89]。
  - 10月1日 -  MBSスカイサテライト神戸（お天気カメラ）を、神戸商工貿易センター屋上に設置、使用開始[90]。
  - 11月22日 - 毎年テレビ放送している『ダンロップフェニックストーナメント』に於いて、この年（同月25日まで開催）からMBSが主催社に加わる（2023年現在も継続中）[90]。
  - 12月9日 - テレビ番組『素人名人会』1000回記念番組を放送[90]。

#### 1980年代
- 1980年（昭和55年）
  - 1月17日 - 生駒テレビ送信所が落雷事故で17時23分から約55分間停波[90]。
  - 2月20日 - 高石ラジオ送信所の電力設備代替工事が竣工[90]。
  - 4月11日 - 近畿広域圏初のローカル・ドキュメンタリー番組『映像'80』放送開始（2020年現在、番組タイトルは『映像'20』）[90]。
  - 4月23日 - 報道専用のBスタジオ更新工事が竣工、使用開始[90]。
  - 5月5日 - 30周年記念のテレビ番組『まんが日本昔ばなしスペシャル－火の国物語－』を放送[90]。
  - 8月11日 - 高石ラジオ送信所の送信アンテナ支線更新工事が完了[90]。
  - 9月1日 - 開局30周年記念のラジオ番組『ビバ!ラジオ 世界のヒット曲』を放送[90]。
  - 9月23日 - 30周年記念のラジオ番組『ラジオジョギング・地球の資源を考える』を放送[90]。
  - 10月4日 - 30周年記念のテレビ番組『上方お笑いまつり』を、2部構成で5時間に渡り放送[90]。
  - 10月6日 - 30周年記念の全2シリーズに渡るラジオ番組『ニューミュージックフィエスタ1179kHz』放送開始（第1シリーズ：同月6〜10日、第2シリーズ：11月3〜7日）[90]。
- 1981年（昭和56年）
  - 1月15日・2月11日 - 開局30周年記念テレビ番組『萬里長城』を、2回（2部構成）に渡って放送[91]。
  - 2月22日 - 30周年記念のテレビ番組『遥かなり厳冬のエベレスト・植村直己 壮絶の58日』を放送[91]。
  - 3月24日 - VTR車が完成、使用開始[91]。
  - 4月1日 - 大阪腎臓バンク、大阪府医師会と共同で、ラジオによる腎臓提供登録キャンペーンを開始する[91]。
  - 6月1日 - テレビ・トータル・オンライン・システムの運用を開始[91]。
  - 7月23日 - Dスタジオの照明装置を、一点吊りのクロスバトン昇降装置に代替する[91]。
  - 8月31日 - 30周年記念ラジオ番組『ありがとう ラジオとともに30年』を、この日の正午から翌日（9月1日）の18時まで、30時間連続生放送[91]。
  - 9月1日 - 30周年記念テレビ番組『君はメニューインを聴いたか〜民放30年の問いかけ〜』を放送（年表内の1951年10月22日の項目も参照）[91]。
  - 9月5日 - 30周年記念テレビ番組『上方芸能まつり〜上方爆笑伝〜』を放送[91]。
  - 9月20日 - 30周年記念テレビ番組『さらば適塾』を放送[91]。
  - 9月23日 - 30周年記念テレビ番組『イスタンブールの宝石たち』を放送[91]。
  - 10月5日〜9日 - 30周年記念ラジオドラマ番組『炎のごとく〜日蓮の生涯〜』を、1日（1回）30分単位で5日間連続で放送、JRN30局へネットする[92]。
  - 10月30日 - 30周年記念公演「小澤征爾指揮 ボストン交響楽団演奏会」を、大阪フェスティバルホールにて開催[93]。同時に公演のテレビ収録と音声では当時最先端のPCMデジタル録音も行う。その公演後半の演目「ストラビンスキー作曲 バレエ音楽『春の祭典』」が、翌年（1982年）の1月16日に、テレビ制作としては当時最先端のPCMデジタル録音を行った番組『小澤征爾と春の祭典・迫真のPCMライブ[注釈 31]』（ステレオ放送）として全国放送[注釈 32][94]。
- 1982年（昭和57年）
  - 1月7日 - 『第61回全国高校ラグビー大会』の決勝戦を、民放テレビ完全独占で全国ネット放送する（以後、民放独占放送となる）[93]。
  - 2月11日 - 第1回『毎日カルチャースペシャル ラジオウォーク』を実施[93]。毎年初春の風物詩として毎年2月に開催。年2回の開催を経て、2012年（平成14年）の第31回から、開催日を3月20日（春分の日）に固定している（新型コロナウイルス感染が拡大している2020年（令和2年）は中止）。
  - 4月8日 - ラジオ送信機能にプリエンファシス方式を導入、放送開始[93]。
  - 6月20日 - 三笠宮ご夫妻が千里丘放送センターを見学[93]。
  - 7月1日 - 30周年記念公演として招聘した、スペインのモンセラート少年聖歌隊一行44名が来日。同月13日の離日まで各地で8回公演を行う。その際、神戸での演奏会の模様を中心にして、翌月（8月）1日に30周年記念のテレビ番組『カタロニアの風の歌「モンセラート少年聖歌隊演奏会」』（ステレオ放送）として全国放送[注釈 32][93][95]。
  - 9月1日 - 神戸支局と千里丘放送センター間のENG伝送ラインが開通する[93]。
  - 10月4日 - 第7スタジオをラジオ生ワイド番組放送用に改装、使用開始[93]。
  - 10月5日 - テレビ公開バラエティ番組『突然ガバチョ!』放送開始（1985年9月24日終了）[93]。
  - 12月8日 - テレビ音声多重本放送の免許を、第1号として取得する[注釈 33][93]。
- 1983年（昭和58年）
  - 1月7日 - テレビ紀行バラエティ番組『夜はクネクネ』放送開始（1986年12月23日）[93]。
  - 3月17日 - 生駒テレビ送信所にて、全固体化方式による新テレビ送信機が使用開始[93]。
  - 4月7日 - 東京支社制作・東京での収録による全国ネットのクイズ番組『世界まるごとHOWマッチ』放送開始（大橋巨泉、石坂浩二、ビートたけし他出演。1990年4月5日終了）[93]。
  - 5月2日 - ラジオ番組『MBSヤングタウン』放送15周年記念イベント「ヤンタン野球大会」（第1回）を、西宮球場にて開催[93]（以後、1986年〜1988年に毎年開催）。開催日の深夜には、テレビで特別番組の生放送を実施。
  - 5月7日 - 全国ネットの土曜朝の生ワイド番組『八木治郎ショー・いい朝8時』の司会の八木治郎が急逝により同番組が前月終了したのを受け、その後継番組『すてきな出逢い いい朝8時』がこの日から放送開始（2001年9月29日終了）。
  - 5月10日 - テレビAスタ改修工事完了、運用開始[93]。
  - 7月1日 - 京都支局と千里丘放送センター間のENG伝送ラインが開通する[93]。
  - 8月30日 - ファクシミリ（FAX）放送実験局の免許を取得。翌月（9月）7日から、随時実験放送を行う[96]。
  - 9月16日 - 新型テレビ中継車（ふくらむ中継車）導入[96]。
  - 10月9日 - 大阪築城400年まつりのオープニングパレード（第1回御堂筋パレード）を、大阪の民放テレビ5社（毎日放送・朝日放送・関西テレビ・読売テレビ・テレビ大阪）の共同制作による特別テレビ番組として、5社リレー形式で5時間に渡り生放送。5局によるリレー放送の初の試みとなる[96][97]。
  - 10月10日 - 川村龍一[注釈 34]がパーソナリティーのラジオ平日早朝の生番組『おはようMBSです』放送開始（後に1986年10月からは『おはようMBS 川村龍一です』に、更に後には『おはよう川村龍一です』に改題し、2001年10月1日からは放送時間も拡大、2002年10月4日終了）[96]。
  - 10月14日 - ラジオ番組『それゆけ!』放送開始（1994年9月30日終了）[96]。
  - 12月4日 - 交響曲第9番 (ベートーヴェン)の第4楽章を1万人前後で合唱する『サントリー1万人の第九』の第1回公演を、主催（サントリーの協賛→特別協賛）事業として大阪城ホールで開催[96]、テレビ（ステレオ放送）での全国放送も行う。翌1984年（昭和59年）以降も、毎年12月の第1日曜日に催されている。
  - 12月16日 - "光ファイバーケーブル・映像電送回線"が、千里丘放送センターと堂島本社間に開通する[96]。
- 1984年（昭和59年）
  - 1月25日 - 毎日放送アナウンサーが総出演のテレビバラエティ番組『あどりぶランド』放送開始[96]。放送局のアナウンサー総出演のバラエティ番組の先駈けとなった。
  - 4月9日 - ラジオ平日昼の生ワイド番組『すみからすみまで角淳一です』放送開始（途中、3年間の中断を挟み、1999年9月30日放送終了）[96]。
  - 6月3日 - テレビ『'84全米女子プロゴルフ選手権』の模様を、米現地にスタッフを送り、衛星中継による全国ネットで2日間放送（以後、毎年中継を行う）[96]。
  - 6月9日 - 奈良支局と千里丘放送センター間のENG伝送ラインが開通する[96]。
  - 7月7日 - 自社が企画・制作の一社として携わった劇場用映画第1号『超時空要塞マクロス 愛・おぼえていますか』（SFアニメーション映画、東宝配給）が、関西地区で封切り（以後、全国各地で劇場公開）[96]。
  - 9月1日 - 「新・まちがいやすい放送のことば」刊行[98]。
  - 9月4日 - ラジオスポット・オンラインシステム稼働開始[98]。
  - 10月1日 - 阪急航空とAS-350ヘリコプターを報道取材用に契約する[98]。
  - 10月4日 - 東京支社制作の全国ネットのテレビドキュメンタリー番組『中村敦夫の地球発22時』放送開始（後に放送時間移動、中村敦夫の番組降板を経て、1991年9月18日放送終了）[98]。
  - 10月8日 - 諸口あきらがパーソナリティーのラジオ平日夕方のニュースワイド番組『MBSイブニングレーダー』放送開始（後に1986年10月6日から『諸口あきらのイブニングレーダー』に改題し、2002年3月21日終了）[98]。
  - 10月30日 - 米ABC放送との業務協定を締結する[98]。
- 1985年（昭和60年）
  - 3月1日
    - テレビ録音編集室「Fサブ」完成[98]。
    - MBSスカイサテライト（大阪のお天気カメラ）のカメラを2号機に代替する[98]。
    - テレビCMバンクのデーターオンライン化を開始する[98]。

  - 3月20日
    - テレビ新CM編集システムの運用を開始[98]。
    - Cスタジオの副調整室（サブ）に新MA[注釈 35]装置を導入、使用開始[98]。

  - 3月25日 - テレビ大型中継車を更新[98]。
  - 4月1日 - コンピューターグラフィック（CG）室（Gサブ）稼働開始[98]。
  - 4月11日 - 米ABC放送と、相互協力に関する同意書を交換する[98]。
  - 8月29日・9月5日 - 35周年記念テレビ番組『仏法東漸』を、2回に渡って放送[99]。
  - 8月31日 - 35周年記念テレビ番組『MBS祭り 関西芸能人全員集合!祭りだ!!笑いと歌の大競演』を放送[99]。
  - 9月1日
    - 35周年記念テレビ番組『御堂筋ライブパフォーマンス・はじめまして あした』を放送[99]。
    - 35周年記念ラジオ番組『昭和26年生まれ こうしてぼくらはラジオに出会った』を放送[99]。

  - 12月8日 - 『毎日甲子園ボウル』のテレビ独占放送権を取得、全国中継する（1999年まではTBS系列で全国ネット、以後の放送形態については「甲子園ボウル#テレビ放送」の項を参照）[99]。
  - 12月27日 - テレビ年末年始編成にて、初の連日オールナイト放送を、翌年（1986年）の1月4日まで9日間実施[99]。
- 1986年（昭和61年）
  - 1月2日 - 35周年記念ラジオ番組『100万人のメッセージ』を放送[99]。
  - 1月6日 - 労使間で「正常な労使関係の維持・形成」の覚書を調印する[99]。
  - 2月1日 - ラジオ放送のタイム契約設定のオンライン化稼働開始[99]。
  - 3月28日 - テレビ文字多重放送局の免許を取得（呼出符号:JOOR-TCM）[99]。
  - 4月1日
    - アナログ・テレビの文字多重放送を開始（TBSと同日）[28][99]。
    - JNN報道ライブラリー運用開始[99][100]。
    - マニラ支局（JNN海外支局の13局目）を開設[99]。

  - 5月1日 - 徳島支局と千里丘放送センター間のENG伝送ラインが開通する[99]。
  - 5月12日 - テレビ放送のタイム契約設定のオンライン化が稼働する[99]。
  - 5月19日 - ファクシミリ放送の実験調査を、テレビ放送終了後に実施する[99]。
  - 6月7日 - 電通と共同製作した35周年記念劇場映画『植村直己物語』（東宝配給）が全国で封切られる。[99]。
  - 7月12日 - 35周年記念テレビ番組『小澤征爾・ボストン交響楽団演奏会』[注釈 36]（PCMデジタル録音・ステレオ放送）を、世界初の1インチのデジタル音声VTR（映像はアナログ）で送出、全国放送[注釈 32][102]。
  - 8月30日 - 35周年記念テレビ番組『ランドらんどランド』を放送[102]。
  - 9月1日 - 35周年記念ラジオ番組『ラジオヒューマンアンケート〜100万人が創る明日〜』を放送[102]。
  - 10月20日 - 自動指向装置搭載の新ヘリコプター（AS-355）の運用を開始[102]。
  - 12月25日 - 生駒テレビ送信所に付設するマイクロ受信基地の、ヘリコプター自動追尾付の第2回転マイクロ受信施設の運用を開始[102]。
- 1987年（昭和62年）
  - 1月7日 - 『第66回全国高校ラグビー大会』の決勝戦を、ハイビジョンで実験収録する[102]。
  - 2月19日〜21日 - LPGA公式戦・第1回『ツムラハワイアンレディースオープン』を、ハワイ・オアフ島で主催し、衛星中継でテレビ放送する[102]。
  - 3月26日 - 『第59回選抜高等学校野球大会』のこの日の開会式からのテレビ中継にて、国内テレビ初のサラウンド・ステレオ放送を実施する[102]。
  - 6月3日 - 高石ラジオ送信所の第2号送信機を、全固体化50kW送信機に更新[102]。
  - 6月7日 - ENGマイクロ伝送車の運用を開始[102]。
  - 8月18日 - 堂島本社、京都・神戸両支局からの顔出し放送設備が運用可能となる[102]。
  - 9月1日 - 関連事業6社に、"MBSグループ"の呼称使用を表明[102]。
- 1988年（昭和63年）
  - 3月1日 - MBS製作ビデオ第1作、オリジナルアニメ『ザナドゥ XANADU ドラゴンスレイヤー伝説』のビデオソフトを発売[103]。
  - 3月2日〜3日 - デジタル方式によるテレビファクシミリ試験電波を、テレビ放送終了後に発射する[103]。
  - 6月21日 - ラジオCM放送装置 "オーディオファイル" 運用開始[103]。
  - 9月1日 - テレビ文字多重放送で、4H（TVの走査線525本の内の4本）使用の番組放送を開始[103]。
  - 10月10日 - ラジオの新電話中継車が稼働[103]。
  - 10月15日 - プロ野球パ・リーグの南海ホークスの大阪球場での最終戦と "さよならセレモニー" を、テレビで独占中継[103]。
  - 12月6日 - 生駒テレビ送信所に、付設のVHF連絡無線基地局が開局する[103]。
- 1989年（昭和64年/平成元年）
  - 1月7日 - この日午前6時33分に昭和天皇の崩御に伴い、ラジオ・テレビ共に、（平成元年）1月8日放送終了時（翌日早朝）まで特別編成となる[104]。
  - 2月24日 - テレビ・ラジオで、大喪の礼の中継を中心とした特別番組を放送[104]。
  - 3月31日 - 高石・生駒両送信所に送信所監視システムを設置し、保管監視装置も導入[104]。
  - 4月1日 - アナログ・テレビの文字多重放送の放送時間を、朝6時開始の18時間放送に拡大し、その中で「ＭＮＮニュース」（日テレ系のNNNとは完全に別）を開始する[104]。
  - 4月22日 - 人工衛星を使った中継システム "サテライト・ニュース・ギャザリング（SNG）"の千里仮設基地局を設置する[104]。
  - 6月2日 - 日本初のファクシミリ公開実験放送を、近鉄百貨店阿倍野店（現：あべのハルカス近鉄本店）で展示する[104]。
  - 6月9日 - VHF・UHF連絡無線システムの六甲基地局を開設する[104]。
  - 7月3日 - SNG完成式を、ミリカホール前広場で挙行[104]。
  - 7月8日 - 自社でのJNN系SNG初運用を、自社の土曜朝の全国ネットのテレビ番組『すてきな出逢い いい朝8時』にて行う[104]。
  - 7月12日 - "ミリカ音楽出版" が、"（株）MBS企画" に社名を変更、総合ソフト会社として再発足する[104]。
  - 9月1日 - テレビ・クリアビジョン（EDTV）の放送を開始[104]。
  - 12月1日 - 住友商事と共同で、スペースビジョンネットワーク（SVN）（現在の "GAORA" ）を設立[105]。

#### 1990年代
- 1990年（平成2年）
  - 2月5日 - 神戸に、簡易FPU受信装置を設置する[106]。
  - 4月16日 - お笑いタレント明石家さんまによるテレビ番組『痛快!明石家電視台』放送開始（2024年8月現在も継続中）[注釈 37]。
  - 5月4日 - ボン支局にベルリン分室を開設する[106]。
  - 5月27日 - 『第1回北京国際トライアスロン選手権』をテレビで衛星中継録画にて放送[106]。
  - 5月31日 - 大阪市北区茶屋町に建設した15階建ての新本社・放送センターの竣工式を挙行[106]。
  - 6月6日 - 茶屋町の新社屋と千里丘放送センター間に新たにマイクロ回線を2回線新設、翌々月（8月）1日には更に1回線増設し、3回線となる。又、これとは別に、7月1日には同区間に新たに光ファイバーも開通する[106]。
  - 7月 - 毎日放送の社名ロゴタイプを変更。前代ロゴを少し細く・丸帯びたようなものであった。但し、MBSのロゴは従来通り。新しいデザインによる社旗（三色旗）、社章（バッジ）[注釈 38] 制定。
  - 7月28日 - 新社屋への移転を開始する（9月末まで）[106]。
  - 8月20日 - ラジオのマスターを新社屋に移動、同所からの放送を開始[106]。
  - 8月21日 - 新社屋SNG基地局の運用を開始[106]。
  - 8月27日
    - テレビのマスターを新社屋に移動、同所からの放送を開始[106]。
    - 開局40周年記念スペシャルウィークとして、翌月（9月）2日までテレビで特別番組を編成[106]。

  - 9月1日 - この日、（ラジオ）開局40周年。
    - 大阪市北区茶屋町に新本社・放送センターが完成。同区堂島（毎日大阪会館内）にあった登記上本店機能と吹田市の千里丘放送センターの機能の一部を移転・統合[28][106]。
    - 併せて、本社ビルの放送機器の火入れ式を挙行[106]。
    - 『開局40周年・新社屋放送開始記念の特別番組』を、同日からテレビは2日間、ラジオは5日間にわたってを制作・放送（詳細は同項を参照）[106]。

  - 10月12日 - 西岸良平原作の全国ネットのテレビアニメ番組『三丁目の夕日』放送開始（1991年3月22日終了）。1992年3月9日には、当番組が中央児童福祉審議会の推薦文化財に決定する[107]。
  - 10月29日 - 東京支社が、パレスサイドビル9階へ移転する[106]。
- 1991年（平成3年）
  - 1月17日 - ラジオ、この日未明、「湾岸戦争」に於いて「多国籍軍による攻勢作戦」が開始されたのを受け、この日の午前9時から翌月（2月）28日まで、合計90番組・延べ188時間の同関連番組を編成[108]。
  - 1月21日 - 前述の湾岸戦争の動きを受け、『湾岸プロジェクトチーム』を発足する[108]。
  - 1月26日 - 前述の湾岸戦争の動きを受け、テレビ番組『MBS特集 どうなる戦争、どうする日本』を放送[108]。
  - 3月26日〜4月5日 - 『第63回選抜高等学校野球大会』の模様を、大会期間中NHKの協力を得て、ハイビジョンによる中継を、NHK衛星第2テレビジョン（BS2）の『ハイビジョン実験放送』枠内で連日行う[注釈 39][108]。
  - 4月13日 - 40周年記念テレビ番組『不東（ひがしせず）〜薬師寺・三蔵院建立の記録〜』を放送[108]。
  - 4月20日 - 自社が「1979年プロ野球日本シリーズ第7戦」の放送の際に、9回裏に広島東洋カープのピッチャーとして登板していた江夏豊が、自らピンチを招くも後続の打者を打ち取って日本一を決めた際の模様を収録したビデオソフト『Numberビデオ「ドキュメント 江夏の21球」』を、文藝春秋社と共同で出版発売する[108]。
  - 5月13日 - MBS（JNN）ベルリン支局を発足。これに伴い、ボン支局はベルリン支局ボン分室となる[108]。
  - 7月6日 - キャンペーン "近畿は美しく" のイメージテレビ番組『きんきに拍手』放送開始（同年10月から『近畿は美しく』に改題）[108]。
  - 8月6日 - 本社と甲子園球場間に光ファイバー伝送回線が開通[108]。
  - 9月27日 - 40周年記念テレビドラマスペシャル『藤山寛美物語〜笑いはいつも涙と夫婦である〜』を放送[109][110]。
  - 10月9日 - 全国ネットのテレビドキュメンタリー教養番組『地球ふしぎ体験紀行 新ビーグル号探検記』放送開始（同年12月25日終了）。同年12月24日には、当番組が中央児童福祉審議会の推薦文化財に決定する[107]。
  - 10月10日 - ラジオ番組『ごめんやす馬場章夫です』放送20周年記念の公開生放送を、本社内の「ギャラクシーホール」にて行う[107]。
  - 10月20日 - 「第11回 大阪まちなみ賞（大阪都市景観建築賞）」に於いて、「毎日放送本社ビル、クラレ・ニッセイビル（梅田ロフト）とちゃやまちプロムナード」が、大阪市長賞を受賞[107][111]。
- 1992年（平成4年）
  - 3月12日 - AMステレオ放送の本免許を取得[107]。
  - 3月15日 - 午前9時、ラジオのAMステレオ放送開始（TBSラジオ、文化放送、ニッポン放送、朝日放送と同時）[28][107]。
  - 3月31日 - 民間放送教育協会を脱退[107]。（その後、近畿地方においての民教協番組はKBS京都・サンテレビジョン・テレビ和歌山・ラジオ関西・和歌山放送がクッション期間としての形で1年間放送した後、1993年（平成5年）から朝日放送に移行。）
  - 10月6日 - （10月5日深夜）平日深夜に、大阪うめだ花月シアター（後のうめだ花月）から生放送の情報バラエティーテレビ番組『テレビのツボ』放送開始（1995年9月30日（29日深夜）終了）[112]。
  - 10月10日 - ラジオ番組『おはようMBS 川村龍一です』の10周年記念公開生放送を、本社ギャラクシーホールにて行う[113]。
- 1993年（平成5年）
  - 1月6日 - 「骨髄移植キャンペーン」のテレビスポット放送を開始[113]。同年5月27日には、このキャンペーンに対し、厚生大臣から感謝状が贈られる[114]。
  - 1月8日 - "近畿は美しく" キャンペーン企画「私の好きな近畿の道50選」を発表（毎週土曜日に、報道テレビ番組『MBSナウ』内で紹介）[113]。
  - 3月8日 - ラジオの新しいロゴ「？！」（ハテナ、ビックリ）を発表[113]。
  - 10月1日 - （1989年12月に共同設立した）スペースビジョンネットワーク（SVN）が、CSテレビ放送を、チャンネル名「GAORA」で放送開始[114]。
  - 年内 - 在阪AM4局（NHK大阪、MBS、ABC、ラジオ大阪（OBC)）で、"在阪AMラジオ災害問題協議会"（翌々年の1995年に、現在の "AMラジオ災害問題協議会" に名称を変更）を発足する[115]。
- 1994年（平成6年）
  - 3月28日 - 平成5年度のテレビ年間視聴率が、14年ぶりに全日で首位を記録[114]。
  - 6月15日 - この年の9月4日に開港する関西国際空港内に、MBS記者室を開設する[114]。
  - 7月1日 - 大阪府教育委員会から、千里丘放送センター内の放送文化館の開設から15年間の放送教育振興への寄与に対し、感謝状が授与される[114]。
  - 8月2日 - MBSグループマルチメディア連絡会が発足する[51]。
  - 8月20日 - ラジオ番組『それゆけ!』の中で、自社の某アナウンサーが行った"カンボジアの国内旅客機操縦" というリポートが問題化する（詳細は「該当項目」を参照）[51]。
  - 9月1日 - "在阪AMラジオ災害問題協議会" の第1回放送として、加盟局4局で、"地下で聴けるAMラジオ"を、なんばCITYから公開リレー放送を行う[51][116]。
  - 10月1日 - MBSライブラリー検索システムのデータ入力作業を開始する[51]。
- 1995年（平成7年）
  - 1月15日 - 45周年記念の月1回のテレビ番組『心の残像 関西・戦後50年の風景』放送開始[51]。
  - 1月17日 - 午前5時46分、兵庫県南部地震（阪神・淡路大震災）が発生。
    - これにより、自社の本社社屋内も、ニューススタジオにあったセットが倒壊する等の被害を受ける。
    - 発生後、テレビ・ラジオ共に緊急の震災特別編成に変更。当日午前からすべてのCMをおよそ2日間中止し、その放送枠に安否情報や生活情報を挿入。CM再開後もミニ番組などを休止し同様の情報を1月28日まで連日放送[注釈 40]。尚特別編成は、テレビでは同月19日まで、ラジオでは同月28日まで続いた[51]。

  - 3月24日 - テレビ番組『証券レーダー 北浜ホットライン』が放送終了。31年余の大阪証券取引所からの中継を終了する[51]。
  - 4月1日
    - インターネットにMBSホームページを開設する（同年8月1日に、本格運用を開始）[51]。
    - テレビ『まんが日本昔ばなし』20周年記念特別編を放送（同月21には記念ビデオソフトも発売する）[51]。

  - 4月6日 - 45周年記念テレビ番組『自然と人間スペシャル 椎名誠のモンゴル紀行』を放送[51]。
  - 4月15日 - 震災関連ラジオ番組『ネットワーク1・17』放送開始（2023年8月現在も随時放送中）[51]。
  - 5月1日 - NTTのテレドームに加入。MBSラジオが同サービスを通じて、関東地区での聴取が可能となる（料金は聴取者負担）[117]。
  - 5月7日 - ラジオ番組『蜂谷薫のサンデー競馬』がこの日スペシャルとして、米クラシック三冠の第1戦「ケンタッキーダービー」を現地から中継する[117]。
  - 5月28日 - 45周年記念ラジオドラマ番組『深い河』を放送[117]。
  - 6月4日 - テレビ番組『素人名人会35周年記念スペシャル』を放送[117]。
  - 7月1日 - 書籍『阪神淡路大震災・MBS報道の記録』（毎日放送報道局：編）を刊行する[117]。翌月（8月）10日には、ビデオソフト『映像記録 阪神淡路大震災』を発売する[117]。
  - 7月30日〜8月3日 - 45周年記念テレビ番組として、5日間にわたり、大阪フィルハーモニー交響楽団の創設者で当時音楽監督・常任指揮者でもあった朝比奈隆の特集番組を、5日間に渡って放送[117]。
  - 9月1日
    - 従来の"在版AMラジオ災害問題協議会" にラジオ関西が加盟し、 名称を"AMラジオ災害問題協議会" に変更[115]、加盟AMラジオ5局によるラジオ番組『神戸発・命のラジオ』を、共同制作で放送[117][116]。
    - 45周年記念事業として、写真集『近畿は美しく』を、毎日新聞社から発刊する[117]。

  - 9月10日 - ラジオ番組『蜂谷薫のサンデー競馬』がこの日スペシャルとして、フランスのG1レースを現地から生中継する[117]。
  - 11月26日 - 千里丘放送センターの敷地内に、ミリカ天然温泉 "千里の湯" が開業する（2006年12月31日で閉鎖）[117]。
  - 12月17日 - 45周年記念テレビ番組『第50回記念毎日甲子園ボウル』を放送[117]。
  - 12月24日
    - 45周年記念テレビ番組『桜散る日に〜出陣学徒の交響楽「第九」歓喜の歌〜』を放送[117]。
    - 甲山マイクロ中継基地が完成する[117]。
    - 和歌山放送社屋内に、和歌山ENG伝送基地が運用開始[117]。
- 1996年（平成8年）
  - 2月3日 - 京都支局が移転。同支局内に報道スタジオを設置する[118]。
  - 5月1日 - 番組アドバイザーを、ラジオ・報道・テレビ制作の各局に設置する[118]。
  - 5月23日 - 同社のイメージキャラクター「エムぞう」のスポット放送を開始する[118]。
  - 8月31日
    - ラジオ開局45周年記念番組『21世紀への大航海〜ラジオdeマルチコミュニケーション』にて、インターネット上のホームページでのサイマル放送等を展開する[118]。
    - 45周年記念テレビ番組『MBS超ワイド祭クイズマラソン!』、『8.31カラオケ決戦』を放送[118]。

  - 9月1日 - 45周年記念テレビ番組『大阪上海・爆笑電視台』を放送[118]。
  - 10月6日 - 45周年記念テレビ番組『藤山寛美7回忌追善「届け!天国の父へ」』を放送[118]。
  - 10月24日 - テレビ『日本シリーズ第5戦 オリックス・ブルーウェーブ 対 読売ジャイアンツ』の試合を、グリーンスタジアム神戸から全国生中継。関西地区で、40.2%の視聴率を記録する[118]。
  - 12月17日 - 淀川6番館の8階に、"MBS分室プラネット" を開設する[118]。
- 1997年（平成9年）
  - 1月23日 - 自社のラジオ局が、「タクシー防災リポーター」制度を発足する[118]。
  - 3月6日 - テレビ・ラジオのネット回線用に使う、MBSとNTT大阪端局間の伝送を、光ケーブル化する[118]。
  - 3月17日 - 45周年記念テレビドラマ番組『古都の恋歌』を放送[118]。
  - 3月31日 - LANによる視聴率閲覧システム "MIRACLE" 運用開始[119]。
  - 4月1日 - 京都AMラジオ中継局が開局する（周波数：1179kHz、出力：300W）[119]。
  - 7月1日 - ベルリン支局が移転する[119]。
  - 10月10日 - ラジオ番組『おはよう河村龍一です』の記念イベント "15回目の10月10日" を、本社ギャラクシーホールにて開催[119]。
  - 11月10日 - MBS自動アナウンス装置 "MAAS" が完成[119]。
  - 11月23日 - ラジオ番組『ごめんやす馬場章夫です』の25周年記念イベント「ひと足早いバンちゃんの還暦イベント」を、本社ギャラクシーホールにて開催[119]。
- 1998年（平成10年）
  - 1月11日 - テレビ番組『真珠の小箱』2千回目を放送[119]。
  - 2月3日 - 報道局奈良支局を開設する[119]。
  - 3月16日 - 「テレビ番組ライブラリー検索システム」のLANでの運用を開始[119]。
  - 3月18日 - テレビ番組『あどりぶランド』放送終了（全放送回数：690回）[119]。
  - 3月25日 - アナログ・テレビのデータ多重放送「MBS DATA PARADE」「EPG」を開始[28][119]。
  - 4月5日 - 全国ネットのテレビドキュメンタリー番組『情熱大陸』が放送開始（2024年8月現在も継続中）。
  - 4月26日 - 自己検証のテレビ番組『MBSマンスリーリポート』放送開始[119]。
  - 9月1日 - JNNジャカルタ支局が開設、自社のカメラマンが同支局へ赴任する[120]。
  - 11月29日 - 平成10年度（第53回）文化庁芸術祭ラジオ部門参加ドラマ『ハート オブ ゴールド』放送。翌年（1999年）1月8日に、同部門の大賞を受賞する[120][121]。
- 1999年（平成11年）
  - 3月18日 - ラジオ、自社の3番組に於いて、インターネットでの配信を開始する[120]。
  - 4月4日 - 20年3カ月続いたラジオ番組『末次攝子の日曜サロン』放送終了[120]。
  - 5月6日 - 名古屋支局を移転する[120]。
  - 5月8日 - ラジオ番組『ありがとう浜村淳です』25周年記念イベントを、フェスティバルホールにて開催。その後、同記念イベントを年内計5回開催する[120]。
  - 5月12日 - 「コンピューター西暦2000年問題対応（Y2K対策）連絡会」が発足する[120]。
  - 7月9日 - ラジオキャンペーン「1179ラジオの日」（キャッチコピーは "耳のごちそう" ）を実施[120]。
  - 10月1日 - ラジオ番組『MBSヤングタウン』月 - 金曜分の放送を終了[120]（土・日曜分は放送を継続。後に、2018年（平成30年）4月6日から金曜分、MBSラジオへのラジオ放送事業移管後の2021年（令和3年）10月4日から月 - 木曜分の放送を再開）。
  - 10月11日 - テレビ情報生番組『ちちんぷいぷい』放送開始（2021年3月12日終了）[120]。
  - 11月1日 - ビデオソフト『皇室の二十世紀』を発売[120]。
  - 11月22日 - テレビドキュメンタリー番組『映像'90「ふつうのままで」』が、第29回国際エミー賞の最優秀賞を受賞する[122]。
  - 12月13日 - 放送情報管理システムが、Y2K対策として、旧ACOSから「MEISTER」へ交代、稼働開始[123]。
  - 12月29日 - 年末年始のY2K対応で、翌年（2000年）1月3日までにのべ357人が出勤する[123]。

#### 2000年代
- 2000年（平成12年）
  - 1月16日 - 50周年記念テレビ番組『京都・尼門跡』を放送[123]。
  - 2月28日 - Y2K問題第2次対応を実施、影響なし[123]。
  - 2月29日 - ベルリン支局が、ZDFベルリン支社内へ移転する[123]。
  - 3月6日 - 「毎日放送テレビ教育会議」が、42年間の活動を終了する[123]。
  - 3月24日 - 同社のホームページにおいて、1954年（昭和29年）12月から1960年（昭和35年）9月まで日活系映画館で上映されたニュースフィルム『日活世界ニュース』をデジタル化して一般公開するサイト "MBSモノクローム" を一般公開する（2024年8月現在閉鎖。閉鎖時期は未定）[123][124]。
  - 7月28日 - プロ野球 阪神タイガースのゲームを、インターネット生中継開始（翌月（8月）1日から、有料配信となる）[123]。
  - 8月26日 - 50周年記念テレビ番組『MAKE-A-WISH 夢叶え人』を放送[123]。
  - 8月28日 - 社屋内の分煙がスタートする（オフィス内が原則禁煙となる）[123]。
  - 9月1日 - 開局50周年記念ロゴマークを制定する[123]。
  - 9月29日 - 平日夕方のテレビ報道番組『MBSナウ』放送終了。同年10月2日より『VOICE』へとリニューアル、放送開始（2019年3月29日終了）[125]。
  - 12月18日 - NTTドコモの「iモード公式サイト」に参画する[126]。
  - 12月21日 - テレビ番組『乾杯!トークそんぐ』放送終了（計554回）[126]。
- 2001年（平成13年）
  - 3月31日 - ユニバーサル・スタジオ・ジャパン内に「MBSスタジオ in USJ」完成[28]。
  - 4月14日 - 土曜デイタイムの情報生番組『せやねん!』放送開始。
- 2003年（平成15年）
  - 10月7日 - なんばパークス内にラジオ局のサテライトスタジオとなるパークスラジオパラダイスをオープン。
  - 6月2日 - テレビ放送部門における番組宣伝のメインキャラクターとして、「らいよんチャン」がデビュー。後に同局を代表するキャラクターに成長する[127]。
  - 12月1日 - 午前11時に地上デジタルテレビジョン放送（JOOR-DTV）を開始（ISDB-T方式）[28]。
    - この際、社長・山本雅弘（当時、後に会長を歴任）の提案で、地域に根ざした放送局を目指す「スーパーリージョナルステーション」にすることを宣言。
- 2004年（平成16年）
  - 3月1日 - アナログ・デジタル統合マスター（NEC製）運用開始。
    - この頃発行していたベリカード（テレビ・ラジオ共通）は、前述のアナログ・デジタル統合テレビマスターの全景写真（パノラマ撮影）がデザインされていた。[注釈 41]

  - 7月 - 在阪放送局主体のイベントとしては初となる「オーサカキング」を大阪城公園一帯で開催、40万人を超える人出となる。好評につき、2008年（平成20年）まで開催された。
- 2006年（平成18年）4月1日 - 地上デジタルテレビのワンセグ放送を開始[28]。
- 2007年（平成19年）
  - 4月26日 - ソニー製の大型ハイビジョン中継車システムを納入（車体には、自社のキャラクター「らいよんチャン」のイラストが描かれている）。ソニーとしてはこれが国内製造100台目のHD中継車システムとなる。[129]
  - 8月25日～9月2日 - 『世界陸上選手権大阪大会』をJNN・JRN系列で独占中継。その際の制作協力として参加。
- 2008年（平成20年）
  - 2月6日 - 千里丘ミリカセンターがオープン[28]。
  - 2月12日 - 東京支社が赤坂Bizタワーに移転[28]。

#### 2010年代
- 2010年（平成22年）
  - 3月1日 - 未明の放送終了を以ってラジオのAMステレオ放送を終了。早朝4:30の放送開始よりモノラル放送に移行。
  - 3月15日、ほかの在阪ラジオ5局と共同でインターネットでのサイマル放送「radiko」を試験的に開始（大阪府・京都府・兵庫県・奈良県。2010年（平成22年）12月1日からは滋賀県・和歌山県にも拡大）。「radiko」ではステレオ配信を実施している。
- 2011年（平成23年）
  - 7月24日 - この日正午をもって地上アナログテレビ放送を終了（TBSテレビ制作『アッコにおまかせ!』の放送中に終了）。23時58分からはアナログ完全終了の為の特別のクロージングが流され、23時59分にアナログ放送が完全に停波。新聞・テレビ情報誌の表記が「毎日テレビ」「毎日ラジオ」から「MBSテレビ」「MBSラジオ」に変更される。アナログ放送停波前に特別な局名告知が放送され、こちらの映像は同局の公式Youtubeチャンネルにアップロードされている。
  - 9月1日 - 開局60周年を迎えることを記念として、CIを刷新。"MBS"及び"毎日放送"ロゴマークの現行のものに変更、コーポレートカラーに黄緑色を制定する。（テレビ中継車の一部を黄緑色を基調としたデザインに変更。同時に4マーク及び1179マークも変更。社旗は黄緑地に白抜きで「MBS」の新ロゴ、その下に黒字で「Mainichi Broadcasting System,Inc.」と表記された物に変更[注釈 42]。また社章（バッジ）は2011年（平成23年）度入社分までは従来の物を使用しているが、2012（平成24年）度分から新デザインにて使用される。）テレビでの製作・著作クレジット表示を毎日放送からMBSに統一。
- 2013年（平成25年）10月1日 - 高石ラジオ送信所（大阪府高石市）の敷地内で「毎日放送高石太陽光発電所」の運営を開始。これを機に、在阪の放送局では初めて太陽光発電事業に乗り出した。なお、同発電所で生み出された電力は、20年間の予定で全量を関西電力に販売する。

2011年8月まで使用されたロゴ。現在もごく一部に限り継続使用デジタル放送のSTLパラボラ、一部中継局のプレートなどは現在も使用。

- 2014年（平成26年）4月4日 - 午前11時7分9[注釈 43] 秒に、本社「B館」がグランドオープン。このオープンを機に、「あらためまして、MBS」というキャッチフレーズを使用。
- 2015年（平成27年）
  - 4月20日 - 本社B館に災害時でも確実に放送を継続できるように対応した新しい主調整室（マスター）に移転更新され、運用を開始（NEC製）。
  - 7月27日 - FM補完中継局（ワイドFM）の予備免許を取得（ABC,OBCと同日）。
- 2016年（平成28年）
  - 2月29日 - FM補完中継局の本免許を取得（ABC,OBCと同日）。
  - 3月19日 - この日の正午放送の在阪3局共同制作特別番組『ほんまもんのワイドFMをハッキリ愛して』より、朝日放送ラジオ・ラジオ大阪と共に、奈良県生駒市の生駒山にある生駒FM補完中継局からFM補完放送（ワイドFM、90.6MHz）を開始（ステレオ放送）[28][130]。
  - 7月28日 - 認定放送持株会社に移行する計画であると発表、同日付で分割準備会社である「毎日放送分割準備株式会社」を設立[28][131]。
  - 9月 -　在阪の放送事業者では初めて、気象庁から予報業務許可事業者としての実施許可を受けた（許可第202号）[132]。この許可によって、近畿地方などを対象に、毎日放送が独自に調査した天気予報（ピンポイント予報など）をテレビ・ラジオ番組で放送できるようになった[133]。
  - 9月6日 - 同月1日にラジオの本放送開始65周年を迎えたことから、ワイドFMの周波数 (90.6 MHz) にちなんで、9月6日を「MBSラジオの日」にすることを発表。日本記念日協会に申請したところ、記念日として正式に認定されたため、この日に放送された『ありがとう浜村淳です』内で登録証の授与式が催された。放送局によるワイドFM用周波数にちなんだ記念日の登録・認定は日本初の事例で、AM用周波数にちなんだ記念日を含めても、文化放送・ニッポン放送に次ぐものである[134]。また、当時と同じ阪急百貨店うめだ本店屋上に、「民間放送誕生の地」記念プレートを設置。
  - 10月 - 開局65周年を記念した特別企画として、13日から16日までの期間に、クルーズ客船「ぱしふぃっくびいなす」のチャーターによる有料のスペシャルツアー「MBSプロデュース　豪華客船　神戸発着3泊4日の旅『ドリームズ・カム・クルーズ』」を開催。船上では、テレビ番組（『ちちんぷいぷい』『せやねん!』）・ラジオ番組（『こんちわコンちゃんお昼ですょ!』『ヤマヒロのぴかいちラジオ』）向けの生中継や、テレビ・ラジオのレギュラー番組（『プレバト!!』『こんちわコンちゃんお昼ですょ!』）からの派生企画などのイベントを連日実施した。最終目的地の屋久島に到着した15日には、『あっぱれ!屋久島ツアー 神秘の島でパワーをもらっちゃおうスペシャル』（系列局・南日本放送とのコラボレーションによる開局65周年特別番組）を同局と同時に生放送（11:58 - 12:54）[注釈 44]。また、近藤光史（元・アナウンサーで『こんちわコンちゃんお昼ですょ!』パーソナリティ）や山中真アナウンサーの案内によるオプショナルツアーを開催した。
- 2017年（平成29年）
  - 1月6日 -　前年9月に気象庁から気象予報業務の実施許可を受けたことを背景に、この日放送の『ちちんぷいぷい』から、毎日放送の独自調査による「ピンポイント天気予報」（特定の地点に向けた天気予報）の放送を開始。同年9月29日まで、毎週金曜日の第2部（関西ローカルパート）エンディングで放送していた。
  - 4月1日 - 放送法などの手続や総務大臣の認可などを経て、同日付で（旧）毎日放送の商号を「MBSメディアホールディングス」に変更[28]。全国で8社目、在阪準キー局では初めて放送持株会社体制へ移行した。また、分割準備会社である毎日放送分割準備に放送事業などを承継させたうえで、「（新）毎日放送」（以下「新社」と略記）を発足。新社ではテレビ放送事業とラジオ放送事業を分割せず、従来のラ・テ兼営体制を維持する[1][131] ほか、旧社に所属していたアナウンサーや番組スタッフも新社に自動転籍したうえで引き続き勤務している。
  - 4月3日 -　テレビの『ちちんぷいぷい』に続いて、ラジオの平日生ワイド番組『松井愛のすこ〜し愛して♥』『こんちわコンちゃんお昼ですょ!』や、ラジオのプロ野球中継『MBSベースボールパーク』（阪神甲子園球場から阪神タイガースの主催試合を中継する場合）でも毎日放送の独自観測に基づく天気予報のレギュラー放送を開始。
- 2018年（平成30年）7月29日 -（28日深夜）午前3時半頃〜午前6時10分まで、台風12号の影響で高石ラジオ送信所に落雷があり、約2時間半中波での放送が停止した。落雷による放送停止は同社が1951年にラジオ放送を開始して以来初めて。茶屋町の本社にある予備送信所を使用して代替放送したが、出力が1kWなため電波は大阪市内と北摂地域周辺にしか届かなかったと見られる[135]。なおFM補完中継局やradikoでの放送に異常は無かった。
- 2019年（平成31年／令和元年）
  - 1月8日（7日深夜） - 対話型ヒューマノイドロボット「CommU（コミュー）」3体（せんた・れふた・らいた）が人間の悩みに答えるテレビ番組『ロボロボ』を、この日からレギュラーで放送。石黒浩（大阪大学特別教授）を初めとするロボット工学の研究者と毎日放送による産学連携プロジェクトに沿った共同研究実験（番組表上の略称は「阪大MBS」）の一環で、人間が一切登場しない代わりに、ロボットだけで進行するテレビのレギュラー番組は日本の放送局で初めてとされる[136]。
  - 1月28日 - 本社M館の2階に新装された「ライブセンター」の運用を、この日の『ちちんぷいぷい』の生放送から開始。
  - 4月1日 - 『ちちんぷいぷい』のレギュラー放送枠を番組史上最短の1時間54分（13:55 - 15:49）まで短縮したうえで、同日から全編を同時ネット番組として放送。また、同番組の関西ローカルパートと『VOICE』の放送枠を統合したうえで、平日の15:49 - 19:00で総合情報番組『ミント!』の放送を開始。
  - 7月16日 - 千里丘ミリカセンターが閉鎖[28]。
  - 11月1日 - 「日本一早い2025大阪万博応援番組」と銘打ったラジオ番組『ばんぱく宣言 われら21世紀少年団』を、この日から2025年（令和7年）までの6年間にわたってレギュラーで放送。

#### 2020年代
- 2020年（令和2年）4月 - 年頭から日本国内で新型コロナウイルスへの感染が拡大していることへの対応策として、テレビ・ラジオ番組の制作・放送体制を平時から大幅に変更。その一方で、テレビ制作局のプロデューサー時代に『ちちんぷいぷい』などの番組を立ち上げた岡田公伸取締役が、感染に伴う心筋症のため9日に60歳で急逝した。以上の事態を受けて、20日（月曜日）からは、同番組と『ミント!』の放送枠を暫定的に統合。『おうちにいようよ ちちんぷいぷい&ミント!』（5月最終週のみ『あしたのために　ちちんぷいぷい&ミント!』）というタイトルで、5月29日（金曜日）まで放送している。
- 2021年（令和3年）
  - 1月14日 - 『ありがとう浜村淳です』に第1回から（放送休止期間や休暇期間を除いて）出演を続けてきたパーソナリティの浜村淳（当時86歳）が、検査入院を理由に、同番組を初めて完全に休演。前日（13日：水曜日）の出演後に受けた定期検診で脳内の血管にごく小さな梗塞が見付かったことに伴う入院で、15日（金曜日）放送分にも出演を見合わせたが、16日放送分の土曜版（『ありがとう浜村淳です土曜日です』）に電話で出演。18日（月曜日）放送分からスタジオに復帰した。
  - 3月5日 - 新型コロナウイルス感染拡大の影響で毎日放送グループ全体の収益が急速に悪化していることなどを背景に、「Newsミント!」を除く『ミント!』の関西ローカルパートの放送をこの日で終了[137]。「Newsミント!」については、『VOICE』と同様の単独番組として、8日（月曜日）以降も26日（金曜日）まで放送した。
  - 3月10日 -  株式会社毎日放送が保有するラジオの中波（AM）放送と超短波（FM）補完放送の免許を、4月1日付で「毎日放送ラジオ分割準備株式会社」が承継することについて、総務省が武田良太総務大臣（当時）の名で許可[138]。
  - 3月12日 -  『ミント!』と同様の事情で、『ちちんぷいぷい』の放送をこの日で終了。関西地方における放送期間はおよそ21年半、放送回数は5,115回であった。
  - 3月29日 - 平日夕方のテレビ報道・情報バラエティ番組『よんチャンTV』放送開始。
  - 4月1日 - 毎日放送（新社）が保有するラジオ放送事業とラジオ放送免許を、吸収分割方式で毎日放送ラジオ分割準備株式会社[139]（MBSメディアホールディングスの全額出資で2020年5月28日に設立）へ承継[26][140]。毎日放送ラジオ分割準備会社は、商号を「株式会社MBSラジオ」に変更した[28]。毎日放送（新社）については、テレビ放送事業とテレビ放送免許を保有するテレビ単営局として、「株式会社毎日放送」という商号を引き続き使用[137]。その一方で、デジタルテレビ放送のコールサインを、JOOR-DTVからJOOY-DTVに変更した[141]。このため、毎日放送（新社）では、変更時刻の前後（0:00）に『らいよんチャンネル』（番宣番組）を編成。『よんチャンTV』のスタジオセットで収録された映像を通じて、同番組MCの河田直也アナウンサーが変更を告知した。
  - 7月23日 - 新日本放送の設立へ尽力した後に、毎日放送で社長などを歴任した高橋信三の遺志に沿って1993年（平成5年）5月に設立された公益信託高橋信三記念放送文化振興基金が、放送関連の活動に対する助成金の2021年（令和3年）度交付式を大阪市内で開催。この基金では助成の公募・選考と助成金の給付を1993年（平成5年）度から29年間続けてきたが、2021年（令和3年）度で終了した。
  - 10月 - 毎日放送と株式会社MBSラジオが、「TEAM EXPO 2025」（公益社団法人2025年日本国際博覧会協会がSDGsの達成と同年の大阪・関西万博開催に向けて展開しているプログラム）の「共創パートナー」として登録[142]。
- 2022年（令和4年）
  - 4月11日 - TVerでTBS系列全国ネット番組のリアルタイム配信がこの日の19:00から始まることに伴って、当時22:00から放送されていた『100%!アピールちゃん』（8月22日で終了）を皮切りに、『プレバト!!』『日曜日の初耳学』（いずれも東京支社の制作でゴールデンタイムに放送している全国ネット番組）のリアルタイム配信を順次開始[143]。
  - 10月 - 土曜日の7:30 - 17:30を対象に、「在阪の民放テレビ局では初めて」とされる自社制作番組の10時間連続レギュラー編成を関西ローカルで開始。『所さんお届けモノです!』『サタデープラス』（いずれも全国ネット向け）『せやねん!』『よしもと新喜劇』『三度の飯よりアレが好き!』『住人十色』（いずれも関西ローカル向け）といった番組のレギュラー放送を続けながら、前月まで長らく平日の深夜に編成されてきた自社制作のバラエティ番組から、『ごぶごぶ』の放送枠を14時台・『痛快!明石家電視台』の放送枠を15時台に移動させた。月曜日の深夜（火曜日の未明）に放送されてきた『明石家電視台』がレギュラー放送の曜日・時間帯を変更することは、上記の放送開始から32年半にして初めて[144] だが、「MBSウイークエンドスペシャル」としてスポーツ中継やJNN加盟局制作・全国ネット向けの特別番組を編成する週には『ごぶごぶ』『明石家電視台』『三度の飯よりアレが好き!』から少なくとも1番組を休止することで対応。
- 2023年（令和5年）
  - 池上通信機から、FPU集中制御システム、情報カメラ集中制御システム、SNG中継車を納入。[145]
- 2024年（令和6年）
  - 10月5日 - 自社と読売テレビ放送との取材ヘリコプターの映像を互いに共有し、南海トラフ地震及びそれに伴う津波等を想定しての非常災害放送の訓練を実施。テレビ局の同放送訓練に於いて他局との連携は大阪では初。[注釈 45][146][147]

### 社史・記念誌
新日本放送時代に発行した1冊も入れて、以下の7冊を発行している（2021年11月時点）。
- 『NJBの四年』新日本放送、1954年12月27日。NDLJP:2475116。
- 『毎日放送十年史』毎日放送、1961年12月15日。NDLJP:2496354。[148]
- 毎日放送40年史編纂室 編『毎日放送の40年』毎日放送、1991年9月1日。[149]
- 毎日放送40年史編纂室 編『毎日放送の40年 資料編』毎日放送、1991年9月1日。[150]
- 毎日放送50年史編纂委員会事務局 編『毎日放送50年史』毎日放送、2001年9月1日。
- 毎日放送総務局60周年記念誌編集室 編『社報で綴るMBSのあゆみ : 開局60周年記念誌』毎日放送、2011年9月1日。
- 毎日放送総務局70周年記念誌編集室 編『社報で綴るMBSのあゆみ : 開局70周年記念誌』毎日放送、2021年9月1日。

## 在京局との関係

### 腸捻転時代のNETテレビ（現：テレビ朝日）との関係
腸捻転時代にキー局だったNETテレビ（現：テレビ朝日）とは、しばしば番組編成や内容を巡る衝突が起きていたという。その典型的な例が『23時ショー』打ち切り事件で、他にも『ヤングおー!おー!』打ち切り、『大正テレビ寄席・サモン日曜お笑い劇場』相互打ち切りなど実際の番組編成にまで響いたケースがある。

ただ、NETテレビが主導した教育・教養番組専門のネットワーク民間放送教育協会（民教協）を通じた両局の関係は、ネットチェンジ後も続いた。1992年（平成4年）3月末にTBS系列の団結などを理由に民教協を脱退したが、それまでは『親の目・子の目』などの民教協制作番組について引き続きテレビ朝日からの送り出しを受け、『親の目』では持ち回りの発局となることもあった。

### 腸捻転時代の東京12チャンネル（現・テレビ東京）との関係
テレビ東京は同社設立以来、毎日放送が大株主の一角に加わっており、1969年10月1日より1975年3月30日まで相互ネットを行っていた。そのため、毎日放送は東京12チャンネルを買収して、局名も「東京毎日放送」に変更、新テレビネットワークを構築する計画もあったが、腸捻転解消に向けて奔走していた毎日新聞社やTBSを始め、郵政省や自由民主党といった政界からも猛反発を受けたため、この計画は頓挫した。東阪間のネットチェンジに伴い、東京12チャンネルとの相互ネットも解消されたが、それ以降も番組販売の関係は1982年3月1日のテレビ大阪開局まで続いた。
これらの経緯から、現在もMBSはテレビ東京の大株主であり、アニメやドキュメンタリー番組の制作を得意とし、コーポレートカラーが青と赤でロゴのカラーに緑色を採用するなど、系列外となった現在でも両局には共通点が多く残っている。なお、毎日放送の現在のキー局であるTBSテレビはテレビ東京と共同で有料動画配信サービス「Paravi」を運営しており、同サービスでは毎日放送制作番組も一部配信が行われているほか、運営会社にはMBSメディアホールディングスも出資している。

### ネットチェンジ後のTBSテレビとの関係
腸捻転時代、毎日放送は朝日放送よりも多くの全国ネット番組を抱えていたことから、ネットチェンジを前にした事前協議では、それらの製作・放送枠確保をめぐりTBSテレビとの調整が難航した末に、一部の番組や主催スポーツイベントを打ち切らざるを得なくなった。このような背景もあり、NET系時代にキー局志向を持ち、在京局と対等に亘り合っていた毎日放送と、「民放の雄」という意識が強く、毎日放送との関係を主従関係と捉えたTBSテレビとの間には次第に齟齬が生じるようになった。
両社の不仲を象徴する出来事として、例えば、元アナウンサーで記者でもあった鎌田正明は『週刊現代』にて全国ネットレベルの特ダネがTBSに横取りされてしまったことを証言している。鎌田は地球温暖化の原因とされるフロンガスの問題にいち早く着目したものの、JNNの全国ニュース取材に対する仕組み を理由にTBSが事実上「召し上げ」てしまったと述べた。鎌田らMBS報道局のスタッフはTBSに抗議したものの、TBS報道局のデスクは「お前らは素材を上げていればいいんだよ!!」と言い放ったという。また、TBS・MBSの双方の番組に多数出演している明石家さんまは、関西テレビ『さんまのまんま にて『（他の在阪局におけるキー局との不仲ぶりを挙げながら）TBSとMBSの関係が特に酷い』と漏らしている。
このような関係性が影響してか、TBSテレビでネットされる毎日放送製作のローカル番組は、腸捻転解消時に東京12チャンネルから移行した『仁鶴・たか子の夫婦往来』、2000年代以降の『よゐこ部』や『ロケみつ〜ロケ×ロケ×ロケ〜』のレギュラー放送など一部に限られる。2009年4月からは、関西ローカルで平日の午後に放送されていた『ちちんぷいぷい』を、金曜日のみTBSテレビが逆ネット方式で放送開始したが、「関西ローカル時代の内容を変えずに放送する」というポリシーが貫かれたため、TBSテレビでのネットはたったの4ヶ月間にとどまった。また、TBSテレビ製作の深夜番組が毎日放送で同時・遅れネットされることも比較的少なく、深夜アニメに関してはサンテレビなど関西圏の独立放送局に回す場合もある。
こうした不仲説が囁かれる一方で、TBSグループ・MBSグループの経営陣は当初から互いに企業間の連携を重視していたため、編成・報道などの現場と異なり対立が少なかった。また、それぞれに関連する制作・技術会社は相互協力をしばしば行っていた。
TBSも『TBS50年史』で、「TBSは、ABCと信頼関係を築きスムーズに連携してきただけに、異なる道を切り開いてきたMBSとの連携は、双方にとって勝手が違い、短期間に折り合うのは困難だった」「実務者の協議では、TBS側はできるだけこれまでの枠や編成表を守りたい、MBS側はそれまでNETに対して送り出していた番組枠を確保したいと、正面からぶつかることとなった。時に激しい言葉が飛び交い、つかみかからんばかりの議論があったという」とネットチェンジの際に、短期間で関係を築くことが困難だったことを記述している。またMBSとの関係についても、「新しく組んだTBSとMBSは、ネットワーク運営のルールや用語、仕事の進め方、さらには社員の気風まで違っていた。そこには、JNNのリーダーとしてヒット番組を数多く持ったTBSの自負と、NETとのネットワークにおいて準キー局として発言力も強く、ネット番組制作の実績も持つMBSの自負との微妙な衝突があったといえよう。両者はその後率直な議論と協調の努力を積み重ね、相違点を1つ1つ克服し、手を携えてJNNの発展を目指している」と記述しており、互いの組織の成り立ちの違いによる対立・衝突があったことと、その中でJNNの発展のために相互に協力・努力していることを認めている。
近年はTBSテレビ制作の番組や主催イベントを積極的に宣伝し、TBSテレビと共同で制作する番組が増加している。本社のある大阪市内で2007年8月に開催された世界陸上大阪大会では、競技などの中継や関連番組をTBSテレビと共同で制作。毎日放送からも、実況などで3名のアナウンサーが登場した。さらに、2010年10月から2012年9月までは音楽トークバラエティ番組『EXILE魂』を日曜22時台で、2011年（平成23年）10月から2021年3月まではトーク番組『サワコの朝』を土曜朝7時台後半で、いずれもTBSテレビと共同制作の形で放送しており、東京支社が制作する『プレバト!!』では、2017年8月から「TBS系人気番組対抗戦」（TBSテレビ制作の新番組・レギュラー番組出演者が登場する「才能査定ランキング」の番組対抗戦）を改編期に実施している。
もっとも、TBSテレビが制作する番組の同時ネットに充てる時間帯は年々拡大している。2008年10月6日から2009年3月までは『2時っチャオ!』（本来はTBSテレビと一部系列局でしか放送していなかった）の14時台のみの同時ネットを実施し、2021年3月15日からは『ゴゴスマ -GO GO!Smile!-』（CBCテレビ制作）の同時ネットに踏み切った 他、『よんチャンTV』が特別編成による短縮版放送または年末編成で全編休止とする日には『Nスタ』16・17時台の臨時ネットも不定期で行っている。しかし、その一方で『王様のブランチ』などの一部未ネットの番組も存在している。

### その他在京局との関係
フジテレビとは、高橋信三と鹿内信隆との親交関係や、ラジオでのニッポン放送・文化放送との結びつきから、開局当初ネットワークを組むことを考慮していたという。実際、本放送開始当初はフジテレビからの番組が毎日放送へも流れ（『チエミのかわら版太平記』などのフィルム番組が12本）、また逆に毎日放送制作の番組をフジにネットすることもあった（鉄腕アトム (実写版)など）。
最近では、フジテレビが製作局となった深夜アニメ『刀語』に毎日放送が企画協力で参加し、他系列ながら2010年（平成22年）1月期に放送している。
日本テレビとの関係は、1959年のプロ野球日本シリーズ中継を共同制作・放送した実績があるなど、一部には親密といわれており、1996年（平成8年）に発覚したTBSビデオ問題を巡る報道で日本テレビとTBSテレビの関係が険悪になった時も、毎日放送と日本テレビの関係は維持された。また、日本テレビホールディングスが株式の大半を保有するラジオ局のアール・エフ・ラジオ日本も、開局時に毎日新聞社が関与していたことを理由に、プロ野球・中央競馬中継で交流関係を有している。
また、近年はアニメの放送においては他系列の局でありながらも同局のBSチャンネルであるBS日本（BS日テレ／BS4）と組むケースが多い。

## 送信所・中継局

### 親局
- コールサイン：JOOY-DTV

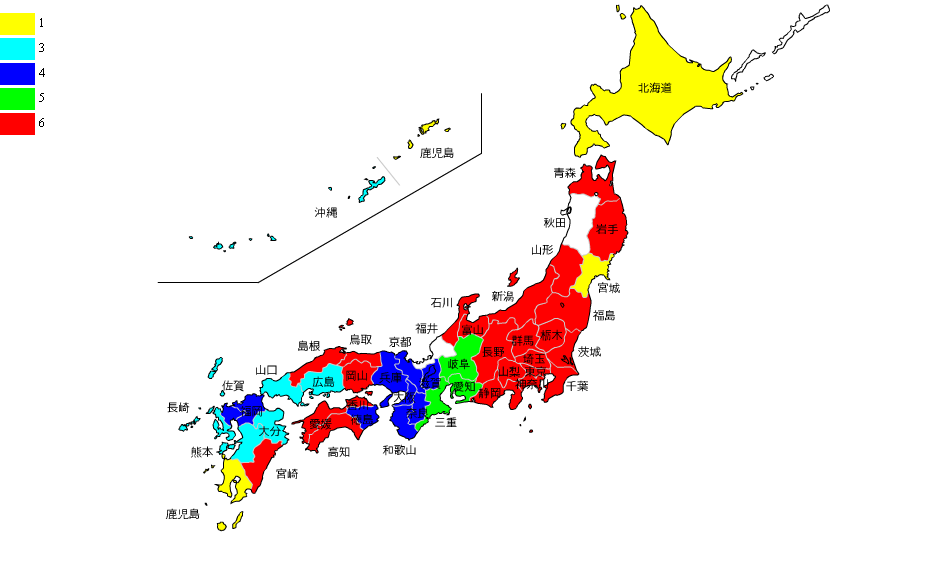
JNN系列のリモコンキーID地図
地図上で青が塗られている地域ではID4である。

- コールネーム：毎日放送デジタルテレビジョン
- リモコンキーID：4
- 3桁（フルセグ）：041、042、043、048（臨時用）、248（Gガイド）。
- 3桁（ワンセグ）：641、642（ワンセグ臨時[注釈 59]）。
- 物理チャンネル：16ch[156]
- 周波数 491.142857 MHz[156]
- 空中線電力（出力） 3 kW[156]
- 実効輻射電力 24 kW[156]
- 現在の放送区域内世帯数 約580万世帯
- 送信所は奈良県生駒市の生駒山上にあり（生駒山テレビ・FM送信所を参照）、讀賣テレビ放送（ytv）の施設（旧アナログ兼デジタル）と共同使用している。在阪局の生駒山親局では唯一自局の旧アナログ送信設備を継続使用せず、他局の施設に相乗りしている。使われなくなったアナログ送信所は後にMBSラジオとラジオ大阪のFM補完中継局送信所に流用された[157] ことで、ラジオで逆にMBSが相乗りされる側になった。
- TBS系列局がない福井県と徳島県ではそのまま「4」で視聴となる。
- 愛知県・岐阜県・三重県では中京テレビ放送（日本テレビ系列）、岡山県・香川県では西日本放送（同）、高知県では高知放送（同）がリモコンキーID「4」なため041-1等となる。
- 鳥取県・島根県は日本テレビ系列の日本海テレビジョン放送がアナログ親局1chを踏襲した関係で「4」がなく、本局を越境受信してもそのまま「4」となる。

### 中継局
- 大阪府
  - 柏原 16ch
  - 枚方尊延寺 45ch（垂直偏波）
  - 河内長野寺元 38ch
  - 河内長野清見台 38ch（垂直偏波）
  - 天見 16ch（垂直偏波）
  - 岬深日 16ch
  - 中能勢 16ch
  - 西能勢 16ch
- 奈良県
  - 生駒あすか野 33ch（垂直偏波）
  - 桜井慈恩寺 16ch（垂直偏波）
  - 栃原 39ch
  - 五條丹原 16ch（垂直偏波）
  - 三郷立野 42ch（垂直偏波）
  - 三郷南畑 42ch
- 滋賀県
  - 大津 16ch
  - 大津石山 44ch
  - 葛川貫井 16ch
  - 葛川細川上 16ch
  - 葛川細川下 16ch
  - 甲賀 16ch
  - 甲賀大原 28ch
  - 甲西岩根 44ch
  - 土山鮎河 16ch
  - 土山大河原 16ch（垂直偏波）
  - 日野鎌掛 16ch（垂直偏波）
  - 信楽 44ch
  - 彦根 16ch
  - 高月高野 40ch（垂直偏波）
  - マキノ海津 40ch（垂直偏波）
- 京都府
  - 京都 33ch
  - 京都山科 39ch
  - 京都八瀬 16ch
  - 宇治志津川 16ch
  - 田辺大住 16ch（垂直偏波）
  - 亀岡 16ch
  - 福知山 16ch
  - 舞鶴 16ch
  - 中舞鶴 27ch（垂直偏波）
  - 舞鶴寿 16ch（垂直偏波）
  - 宮津 16ch
  - 野田川 27ch（垂直偏波）
  - 峰山 16ch
- 兵庫県
  - 神戸 16ch
  - 神戸灘山手 48ch
  - 神戸住吉川 16ch
  - 神戸楠谷 16ch
  - 神戸高座 16ch
  - 神戸長田 37ch
  - 神戸明泉寺 37ch
  - 神戸妙法寺 37ch
  - 神戸兵庫 16ch
  - 明石朝霧 16ch
  - 北淡垂水 16ch（垂直偏波）
  - 西宮山口 16ch
  - 宝塚玉瀬 38ch（垂直偏波）
  - 宝塚中山台 49ch（垂直偏波）
  - 猪名川 38ch
  - 川西けやき坂 16ch
  - 川西一ノ鳥居 16ch
  - 川西湯山台 38ch
  - 三木 16ch（垂直偏波）
  - 三木志染 16ch
  - 龍野 16ch
  - 揖保川ひばりケ丘 16ch（垂直偏波）
  - 姫路 16ch
  - 姫路西 16ch（垂直偏波）
  - 姫路西脇 16ch
  - 姫路石倉 16ch（垂直偏波）
  - 姫路出屋敷 16ch（垂直偏波）
  - 赤穂 16ch（垂直偏波）
  - 赤穂高雄 42ch
  - 西脇 16ch
  - 西脇合山 46ch
  - 和田山 16ch（垂直偏波）
  - 城崎 16ch
  - 日高 27ch
  - 竹野 27ch
  - 豊岡戸牧 16ch（垂直偏波）
  - 豊岡西戸牧 40ch（垂直偏波）
  - 豊岡江野 40ch（垂直偏波）
  - 豊岡栄 16ch（垂直偏波）
  - 豊岡高屋 16ch（垂直偏波）
  - 出石町分 16ch
  - 香住 16ch
  - 村岡高津 16ch
  - 浜坂 40ch
  - 篠山 16ch
  - 篠山浜谷 16ch（垂直偏波）
  - 篠山福井 16ch
  - 丹南当野 16ch
  - 丹南古市 16ch（垂直偏波）
  - 今田新田 16ch（垂直偏波）
  - 氷上 16ch
  - 青垣 32ch
  - 市島 32ch
  - 柏原東奥 27ch
  - 相生 16ch
  - 相生若狭野 16ch
  - 相生佐方 16ch
  - 相生大谷 42ch
  - 相生鰯浜 16ch
  - 山崎 21ch
  - 一宮安積 42ch
  - 福崎 16ch
  - 神河 42ch
  - 市川東川辺 16ch（垂直偏波）
  - 佐用 42ch
  - 八鹿 27ch（垂直偏波）
  - 南淡 16ch（垂直偏波）
- 和歌山県
  - 和歌山 16ch
  - 海南 16ch
  - 下津 16ch
  - 海南小野田 16ch（垂直偏波）
  - 海南小野田南 39ch
  - 海南木津 39ch（垂直偏波）
  - 海南大谷 16ch（垂直偏波）
  - 下津大崎 16ch（垂直偏波）
  - 下津西ノ浦 29ch（垂直偏波）
  - 紀ノ川 16ch（垂直偏波）
  - 貴志川丸栖 25ch（垂直偏波）
  - 粉河秋葉下 25ch（垂直偏波）
  - 野上緑ヶ丘  16ch
  - 橋本 42ch（垂直偏波）
  - 橋本柱本 42ch（垂直偏波）
  - 高野山 39ch
  - 高野山東 42ch
  - 有田 16ch
  - 吉備 16ch
  - 印南 39ch
  - 印南切目 39ch
  - 美浜三尾 16ch
  - 由良 39ch
  - 御坊 47ch
  - 御坊富安 16ch（垂直偏波）
  - 田辺 47ch
  - 白浜庄川 47ch（垂直偏波）
  - 田辺北 47ch
  - 南部川 40ch
  - 上富田生馬 47ch（垂直偏波）
  - 串本 16ch
  - 新宮 16ch

### 廃局
- 大阪府
  - 泉南金熊寺
- 奈良県
  - 室生無山
  - 吉野
  - 大淀佐名伝
- 滋賀県
  - 大津比叡平
  - 甲西妙感寺
  - 八日市鳴谷
  - 永源寺甲津畑
  - 多賀四手
  - 朽木葛川
- 京都府
  - 丹波豊田
  - 網野浜詰
- 兵庫県
  - 神戸鉢伏（SHFチャンネル）
  - 神戸舞子（SHFチャンネル）
  - 川西黒川
  - 川西湯山台
  - 吉川上荒川
  - 篠山後川上
  - 篠山後川中
  - 今田市原
  - 多可中町
  - 姫路広畑
  - 姫路八重畑
  - 姫路塩崎
  - 洲本宇山
  - 淡路三原
- 和歌山県
  - 田辺下万呂
  - 田辺中万呂
  - 新宮佐野

### チャンネル番号について
大阪地区のアナログテレビ放送の第4chは元々NHK大阪放送局が総合テレビで使用していた。既に開局していた大阪テレビ放送(OTV)（現・朝日放送テレビ。6ch）、既に設立されていた大関西テレビ放送（現・関西テレビ放送。8ch）に続く大阪地区に割り当てられた民放3・4波目のチャンネルを巡り、大阪讀賣新聞系の新大阪テレビ放送(NOTV)（開局直前に讀賣テレビ放送(YTV)に改称）、近畿教育文化テレビ及び関西教育文化放送と競願になり事態が硬直した際、NOTV側は兵庫県姫路地区のNHK向けに割り当てられていた第2chを大阪地区へ持ってくることを提案。これが通って第2chはNHK大阪（アナログ総合）に割り当てられることになり、更に大阪地区には民放へ2波、第4chと第10chが準教育局として免許を与えられることになった。
しかし教育専門局2社の処遇を巡り、当時郵政大臣であった田中角栄がMBS・NOTVにそれぞれ合併するよう示唆したのに対し、NOTVが断固拒否した。次いで教育2社が合併してMBS・NOTVのいずれかと合併することとなり、押し付けあった挙句MBSは第4chの獲得を条件に教育局と合併することを呑み、NOTVはキー局の日本テレビ(NTV)（東京地区を含む関東広域圏）と同じ第4chを断念する代わりに単独開局の道を選んだ。このことが腸捻転解消までの東京地区と大阪地区でNTV系とNET系でチャンネル番号が系列ベースで逆転することとなった。腸捻転解消後はさらにTBS系もチャンネル番号が異なることとなり、東京地区と大阪地区でチャンネル番号が一致するのはフジテレビ系のみとなった。
MBSが第4chを選択した理由は、当時テレビ受像器の多くのチューナーが6chまでしかないのが多く、端の番号に当たる第10chは営業政策上不利といわれたことと、従来NHKテレビが使用していたために視聴者になじみがあったことによるもの。
開局以降、MBSは「4マーク」 を導入する等で4を強調していた。腸捻転ネットワークが解消された1975年4月改編ではザ・ドリフターズを起用した「4月から4チャンネルだヨ!全員集合!!（以下、全員集合という）」のキャッチコピーを用いていた。こうして、「4チャンネル」が定着していたこともあり、デジタルテレビ放送のリモコンキーIDも「4」になった（他の在阪広域局も揃ってアナログと同じリモコンキーIDを使用）。
リモコンキーIDの「4」はほかに、福岡県のRKB毎日放送が同様の理由で「4」が使われる。またMBS・RKB以外のJNN系列局のリモコンキーIDはHBC・TBC・MBCが「1」、RCC・tys・NBC・RKK・OBS・RBCが「3」、CBCが「5」、その他16局はTBS（キー局）・IBC・MROのアナログ放送チャンネルと同じ「6」が使用される。
なおリモコンキーIDの「4」は原則として多くの日本テレビ系列が使用しているが、同じ在阪広域局及び日本テレビ系列の準キー局の讀賣テレビ放送のリモコンキーIDはアナログ放送チャンネルの親局と同じ「10」を使用される。

## 区域外再放送
以下のケーブルテレビ（CATV）局では、MBSテレビが再放送されている。なお、徳島県では区域外再放送がすべてのケーブルテレビ局 で開始された（MBS側が同意したため。在阪広域民放局での地上デジタル放送による区域外再放送同意はMBSが初である）。徳島県は地上波系列局が1局（NNN/NNS系列の四国放送）しかないので、いわゆる区域外再放送の特例が認められている。
太字で記したCATV局は、リモコンキーID4で再放送されている局である。
- 徳島県[注釈 63]
  - 阿波市ケーブルネットワーク
  - 石井町有線放送農業協同組合（IHK 石井CATV）
  - エーアイテレビ
  - 上板町有線テレビ（KCI）
  - ケーブルテレビあなん
  - ケーブルネットおえ
  - ケーブルテレビ徳島（テレビトクシマ）
  - 国府町CATV（KBC）
  - テレビ阿波
  - テレビ鳴門
  - 徳島県南メディアネットワーク（MTC）
  - 徳島中央テレビ（JCTV）
  - 那賀町ケーブルテレビ（KHK）
  - 東阿波ケーブルテレビ（e-あわネット）
  - ひのき（CUEtv）
  - 牟岐中村テレビ共同受信組合
- 三重県[注釈 64]
  - アドバンスコープ
  - 伊賀上野ケーブルテレビ（ICT）
  - ZTV - 東紀州（紀南）地域のみ。
- 福井県[注釈 65]
  - 嶺南ケーブルネットワーク[注釈 66]
  - ケーブルテレビ若狭小浜（チャンネルO）
  - eo光テレビ（大飯郡高浜町の区域のみ、旧高浜町ケーブルテレビからサービス移行）
  - 福井ケーブルテレビ南えちぜん支局（他の福井ケーブルテレビのエリアは北陸放送を区域外再放送）

## アナログ放送概要
（2011年7月24日停波時点）

### 親局
- コールサイン：JOOR-TV
- コールネーム：毎日放送テレビジョン
  - チャンネル：4ch

日本の民放で他には日本テレビ放送網（日本テレビ系列）、中国放送（RCC。TBS系列）、RKB毎日放送（TBS系列）のアナログ親局にも4chが割り当てられていた。
  - 周波数：映像 171.25 MHz、音声 175.75 MHz
  - 出力：映像 10 kW、音声 2.5 kW
  - 送信所 大阪府東大阪市山手町2028（生駒山テレビ・FM送信所）

### 中継局
2府4県約200か所の中継局が設置され中継局経由で視聴する場合でも4にプリセットされ視聴されていた。
ここでは5万人以上市の中心部を放送エリアに含む中継局または出力50W以上の中継局を抜粋する。
- 31ch 神戸
- 33ch 亀岡 宮津 五條 香住
- 34ch 三木
- 36ch 大津 新宮
- 42ch 和歌山
- 53ch 舞鶴 北淡垂水 御坊
- 54ch 彦根 山科 福知山 神戸灘 姫路 城崎 田辺
- 55ch 西宮山口

## 情報カメラ設置ポイント
- 大阪府
  - 北浜 NEXU BUILD（高麗橋）、大阪駅、天保山（大阪府咲洲庁舎）、関西国際空港。
- 兵庫県
  - 東遊園地付近、大阪国際空港、明石海峡舞子ビラ、王子動物園（臨時）、姫路城（臨時）、豊岡市内・城崎温泉（春季・夏季限定）、竹田城跡（秋季・冬季限定）。
- 京都府
  - 三条京阪駅付近、舞鶴市内。
- 滋賀県
  - 彦根インターチェンジ付近、グランスノー奥伊吹（冬季限定）。
- 和歌山県
  - 和歌山城（和歌山県庁付近）、白浜海岸、潮岬、新宮市内。
- 奈良県
  - 興福寺（近鉄奈良駅）、吉野山（春季限定）。

厳密には毎日放送の放送対象外地域だが、県内の民放テレビ局がJNNに加盟していない福井・徳島両県でも、毎日放送の番組を地上波やケーブルテレビなどで視聴できるエリア（徳島県の徳島空港や福井県嶺南）にカメラを常設している。

## マスコットキャラクター
在阪テレビ局各局はそれぞれ独自の名物マスコットキャラクターを輩出しているが（大阪市内の土産店でこれらのキャラクターグッズ類も売られているほど）、毎日放送も例外ではない。

### エムぞう
茶屋町への本社屋移転を機に設定された初代のマスコットキャラクター。本社（現在のM館）の形を模していて、設定期間中は、本社1階のオフィシャルグッズ（MBSグッズ）ショップを「エムぞうの店」と称していた。
第2代キャラクターにぷいぷいさん（後述）が起用されてからも、本社の玄関に「エムぞうの店」の看板を掲げていたが、第3代キャラクターにらいよんチャン（後述）が起用された頃に自然消滅。「エムぞうの店」も、「ネビュラ・エムぞうの店」→「ネビュラ」への改称を経て、「らいよんデイリーストア」内のMBSグッズ売場に集約された。

### ぷいぷいさん
『ちちんぷいぷい』のイメージキャラクター。番組の開始（1999年10月）から一時ステーションキャラクターも兼ねていたため、「ちちんぷいぷいMBS」というステーションフレーズを使用していた。このフレーズを使用しなくなってからも、本社M館の玄関上に（異常気象時を除いて）大型のバルーンを設置。「ちちんぷいぷいMBS」というロゴ付きのアニメーション映像を、テレビCM枠のフィラー映像として流していた（主に深夜）。
仲間にはひーさん、わんわん、くもくもとりさん、げじー と、『せやねん!』のイメージキャラクターのせやねんちゃんとちゃうやろちゃんがいる。『ちちんぷいぷい』が2021年3月12日で放送を終了してからも、『せやねん!』は放送を続けているが、ぷいぷいさん、ひーさん、わんわん、くもくもとりさん、げじーは姿を消している。

### らいよんチャン
2003年（平成15年）6月2日に、MBSテレビにおける番組宣伝のメインキャラクターとしてデビュー。2004年から2007年まで「らいよんキング」としてオーサカキング宣伝隊長、2009年頃から毎日放送全体のマスコットキャラクター（ステーションキャラクター）としての役割を担っている。2021年3月からは、『よんチャンTV』のマスコットキャラクターにも起用。

本社M館1階の「ちゃやまちプラザ」には、「らいよんチャンハウス」が設置されているほか、「プルタブ・プラキャップ集積コーナー」の書割パネルなどに「らいよんチャン」の絵やイラストを採用。冬期には、「らいよんチャン」をLED照明で浮かび上がらせるオブジェが、夜間のフォトスポットとしてM館のエントランス前に設けられている。

### バルーン
本社M館1階エントランスの真上には、「らいよんチャン」のバルーンが掲げられている。『ちちんぷいぷい』の放送期間中は「ぷいぷいさん」、『あん!』の放送期間中には「あん!ちゃん」（同番組のマスコットキャラクター）のバルーンも並べられていた。いずれのバルーンも、台風の接近・上陸によって風速が一定以上のレベルに達した場合には、防災上の観点から空気を抜いたうえで屋内に「避難」させている。
「ぷいぷいさん」の後期に使われていたバルーンは、前期に比べて小ぶりで、空気を抜いてから折り畳むと軽トラックの荷台へ積めるようになっていた。
「らいよんチャン」のバルーンには当初、裸の姿が描かれていた。後に、Tシャツを着た姿のバルーンに変更。『ちちんぷいぷい』の放送終了2日後（2021年3月14日）から「ぷいぷいさん」のバルーンと共に撤去されていたが、『よんチャンTV』の放送開始3日前（26日）から、「らいよんチャン」のみ掲示を再開。再開後は、『よんチャンTV』のタイトルロゴを入れたTシャツ姿のバルーンに変わっている。

### じゃがポテ仮面
『はれときどきうた』（2010年7月15日からMBSテレビで放送されていた天気予報シリーズ）向けのキャラクターとして誕生。放送期間中に、レトルトカレーやDVDが発売されている。同番組が終了してからも、毎日放送が自社で編成するテレビショッピングゾーンのオープニング・エンディング映像に登場。

## スタジオ

### 茶屋町本社（M館・B館）
全てハイビジョン対応
- Aスタジオ[HD]（B館3階：150坪）[studio 1]‐『サタデープラス』『せやねん!』『痛快!明石家電視台』
- Bスタジオ[HD]（B館6階：150坪） - 『水野真紀の魔法のレストラン』『住人十色』など
- Cスタジオ（ライブセンター）[HD]（M館2階：155坪）[studio 2]- 『よんチャンTV』
- ニューススタジオ[HD]（M館6階：70坪） - 『MBSニュース』『ひるおび!』（関西ローカル）『news23』（同）『まるっと!サタデー』（同）『報道特集』（同）『S☆1』（同）『せやねん!』（ニュースパート）『Nスタ』日曜版（関西ローカルパートの気象情報）『よんチャンTV』（ローカルニュースパート内のリモート中継）
- BFS [SD]（M館地下1階：55坪）[studio 3] - ミニスタジオ兼機材倉庫
  - 『GOGO競馬サタデー!』（ラジオ関西、MBSラジオと共同制作）実況アナウンサー以外の一部および全ての出演者が競馬場に派遣できない（しない）[注釈 68] 場合に使用、ラジオ関西の番組のため、MBSラジオのスタジオが使用できない事情から当スタジオを使用、番組内では「大阪のスタジオ」と表現している。
- ミニスタジオ（M館7階：10坪）- プロ野球・Jリーグなどスポーツ中継用サブ、ミニ番組制作、SNG分配等を行う。  1. ↑  2014年4月4日のB館グランドオープンを前に、同年2月3日放送分の『ちちんぷいぷい』から運用を開始。同番組では、2019年1月25日（金曜日）放送分まで使用していた。
  2. ↑  当初「ギャラクシーホール」という名で千里丘放送センターの「ミリカホール」の機能を継承したホール兼用スタジオとして運用していたが、スタジオ需要の変化に伴い、ホール機能を封印しテレビスタジオに切り替えた。その際に名称も「ギャラクシースタジオ」と改めた。その後2014年4月の本社グランドオープンに伴い、対外的な名称として「Cスタジオ」を使用（2014年4月7日放送分の『痛快!明石家電視台』冒頭でその旨の紹介あり）。ただし、「ギャラクシースタジオ」という名称も廃止しておらず（MBS社内の案内板などは「ギャラクシースタジオ」のまま）、2つの名称が併存していた。一方「ちゃぷらステージ」（アトリウム）にあるCスタジオの入口にはホール機能を封印した「ギャラクシースタジオ」、現在の「ライブセンター」となった後も「GALAXY HALL」の看板が掲げられている。 2019年1月に「ライブセンター」へと改装された（後述）。
  3. ↑  かつては、『ダウンタウンの素』や『宵待5』といった番組の生放送や、『ロケみつ ザ・ワールド』の収録に使われた。

2014年4月、現本社が手狭になってきたことにより、近隣のオフィスビルなどに分散しつつある各部門・USJのスタジオ・千里丘ミリカセンターの中継車車庫など、放送に関連する部門すべてを本社至近地に集約することを目的に、既存の本社社屋に隣接した土地に新たな社屋となる「B館」が建設・竣工された。新御堂筋に面する「B館」東側の窓には、A・B両スタジオのフロアを示す看板状の大型プレート（「A STUDIO」「STUDIO B」）が掲げられている。既存の本社社屋にはこれを機に「M館」という名称がつけられた。
Cスタジオ（ギャラクシースタジオ）を含むM館2階のスペースについては、当社のテレビ放送事業60周年記念事業の一環として、生放送への対応や報道・制作両局間の連携を強化する目的で「ライブセンター」として新装。2019年1月28日の『ちちんぷいぷい』（生放送）から運用を開始した。同年4月1日（いずれも月曜日）から2021年3月5日（金曜日）までは、当時後枠で編成されていた『ミント!』（関西ローカルニュースの「Newsミント!」を除く関西ローカルパート）と共用。『ちちんぷいぷい』が2021年3月12日（金曜日）で終了してからは、両番組のセットを撤収したうえで、29日（月曜日）から『よんチャンTV』の関西ローカルパートで使用している。「Newsミント!」はニューススタジオから放送していたが、『よんチャンTV』では、関西ローカルニュース（「4chanニュース」）も「ライブセンター」内のスタジオセットから伝えている。
「ライブセンター」では、Cスタジオのスペースを、生放送の情報番組と連動した「情報フロア」（報道局は完成後も6階にあるため、同フロアは生情報番組の制作ルームとして機能している）へ改装。ラジオ放送向けのブースも順次設置する。当初は視聴者の見学に対応したオープンスペースの設置も計画していた が、「ちゃぷらステージ」（2014年4月4日からM館の1階で運用しているオープンスペース、かつてのアトリウム）を改修したうえで、「ライブセンター」へ組み込む方針に変更。このため、『ちちんぷいぷい』をはじめ、「ライブセンター」から放送される番組を常時見学できるようにはなっていない。

### MBS Tokyo Biz Studio（東京支社）
東京を本拠に活動する政治家・有識者や東京支社報道部所属の記者・解説委員が本社制作の報道・情報番組（『よんチャンTV』内の「4chanニュース」など）へ出演する場合を中心に、茶屋町本社スタジオとの二元生中継で使用。2020年からは、新型コロナウイルスへの感染拡大防止策の一環として、上記番組のレギュラー出演者（東京を本拠に活動するタレントなど）による「リモート出演」にも使われている。ただし、リモート出演者の多い番組（本社制作の全国ネット向け生放送番組『サタデープラス』など）では、スタジオよりスペースの広い会議室から放送している。
東京支社のスタジオはラジオ収録が主体でテレビ収録や生中継も可能な多目的スタジオとなっており、スタジオ設備のうちラジオ対応としては、茶屋町本社で別途、受けサブを必要とせずに生放送を送り出せる。
また茶屋町本社から制御可能な遠隔操作（リモコン）HDカメラが1台常設されているほか、スタジオサブに隣接してテレビ用のVTR機材などが配置されている。

## その他設備

### 中継車

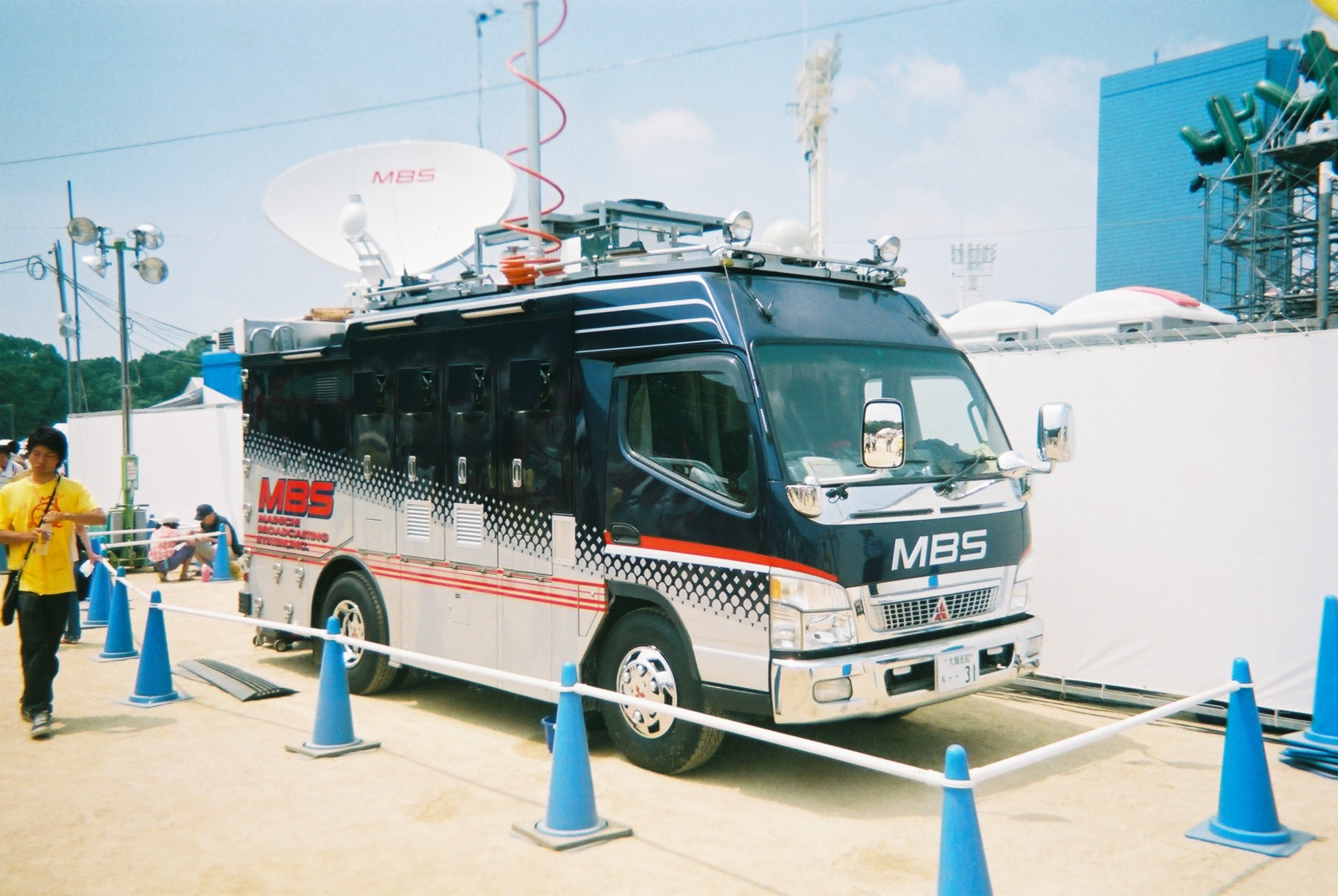
従来のデザインのMBSのハイビジョン中継車（三菱ふそう・キャンター）

- 多数の中継車を保有。そのほとんどは千里丘ミリカセンターに常駐していたが、2014年4月4日からは、本社「B館」に常駐している。そのためナンバープレートの地名表示は北摂・東大阪地域で登録される大阪ナンバーからなにわナンバーへと移行が順次進んでいる。
- 近年はハイビジョン対応の小型中継車を導入。三菱ふそう・キャンター（2004年式）と、日野・デュトロハイブリッド（2005年式）を保有している。

### ヘリコプター

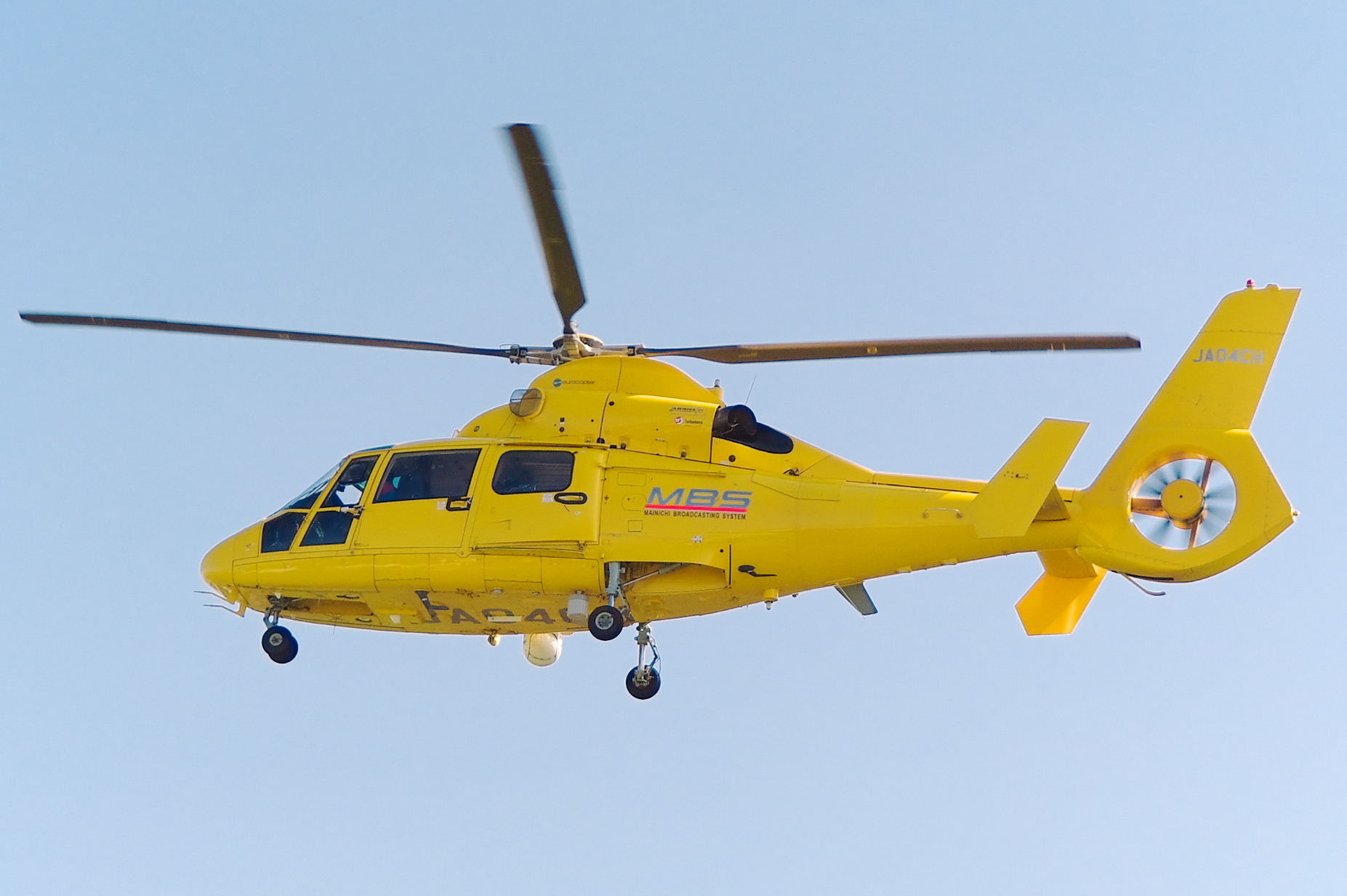
取材用ヘリコプター (JA04CH)

- 報道取材用のヘリコプター（ユーロコプター AS365N3 / JA04CH）を八尾空港に配備し、朝日航洋に運航を委託している。2009年（平成21年）3月までは阪急航空が運航していた[162]。全面黄色の塗装にMBSのロゴが特徴。2012年4月更新され、ロゴも新ロゴに変更された。

## 番組

### 報道・ドキュメンタリー・情報番組
- 在阪民放局の中でも古くから報道・ドキュメンタリー・地域情報番組・気象情報に力を入れている。『MBSナウ』から続くローカルワイドニュースなど近畿広域圏初のものも数多い。
  - ニュース番組『VOICE』では数々の事件や、本社のお膝元である大阪市のカラ残業問題をスクープしていた。
  - 1980年4月に関西初のローカル・ドキュメンタリー番組『映像80』をスタートさせている（「映像’○○」の○○にはその年の年号下2ケタが入る）。文化庁芸術祭賞、日本民間放送連盟賞、日本ジャーナリスト会議賞、ギャラクシー特別賞、国際エミー賞の最優秀賞など、国内外のコンクールで高い評価を受けている。
  - 冒険家の植村直己（兵庫県出身）の活躍を無名時代から密着したことでも知られる。1998年にそのノウハウを生かした人物密着ドキュメンタリー番組『情熱大陸』をスタートさせた。同番組はスポーツ・学術・文化人などの、あらゆる分野で活躍する人物像に迫るのを売りにしたもので、国内外で数多くの賞を受賞し、世界中に評価されている。
  - 平日午後 - 夕方の情報番組（『ちちんぷいぷい』『ミント!』→『よんチャンTV』）や、土曜午前から正午過ぎまで放送されている『せやねん!』など、地域密着型番組の制作にも定評がある。1999年10月から21年半にわたって放送された『ちちんぷいぷい』は、2003年度の上半期から15年半にわたって、関西地区での放送時間帯における平均視聴率トップの座を維持。『せやねん!』については、歴代のレギュラー出演者から賞レースの優勝者や、レギュラー卒業（東京進出）を機に知名度や人気が全国規模になった芸人が多く、関西を拠点に活動する吉本興業所属の若手芸人にとっては「出世番組」とされている。

### スポーツ
- 日本プロ野球（NPB）公式戦の中継については、TBS系列でDeNA（TBSテレビ制作）・中日（CBCテレビ制作）・広島（中国放送・TBSテレビ共同制作。毎日放送制作協力の場合あり[注釈 70]）対巨人戦を放送する時でも、毎日放送では自社制作による阪神タイガース戦（ホーム･ビジターを問わず）を中継する（この場合はタイトルもラジオ中継と同じ『MBSベースボールパーク』に変わる[注釈 71]）。
- その場合、TBS系列がDeNA・中日・広島対巨人戦を放送しない（雨天中止の予備番組を含む）場合、その番組は系列内での取り決め（排他協定とは直接関係なし）により放送されず、以前は事実上「番組返上」となることがあったり、ある程度の期間が過ぎてからも「再放送扱い」で放送される可能性も低かった。現在は視聴者保護の観点から数日後（早くて翌日、主に日曜日の昼間の時間帯）に後日放送されるようになっており、選抜高校野球準決勝・決勝（2002年までは準々決勝も該当）で放送できない昼のドラマ番組も特例として放送されていた（話数調整のため。なお、昼の帯ドラマ枠は2008年度を以て廃止されている）。
- 実際に対巨人戦の放送がないとき（他局が行われる時）に差し替え放送を実施するのは年2試合前後に限られており、殆どの放送権を持つ試合は深夜に1時間程度の録画中継を行っているため、番組返上されることは皆無である（2006年までと、2011年からの金曜日、2007年からの土曜日、火曜日は2007年4月10日・9月18日と2021年6月1日に実施。2007年9月18日火曜日は当初の全国放送からローカル放送となった対巨人戦となっており、前述の2回ともに被差し替え番組の後日放送は行われている。2008年シーズンは9月13・23・29日のペナントレースと10月19日のクライマックスシリーズに実施し、いずれも翌日から翌週の日曜昼間の時間帯に被差し替え番組の後日放送を実施）。その場合でも、対巨人戦は隣県の系列局またはBS-TBS、TBSチャンネル1･2で視聴可能である。また、TBS系列の水曜19時 - 21時台はローカルセールス枠が設定されており、毎日放送・TBSテレビ以外の系列局がビジターゲームの対阪神戦を放送する場合、毎日放送では『水野真紀の魔法のレストラン』（19時台）等のレギュラー番組を優先する編成方針から、一部年度において、中国放送と共同で対広島戦の放送権を購入して各々が別制作する場合を除き、基本的にはネットしない。この場合はサンテレビ（独立局）・関西テレビ（フジテレビ系列）のどちらが対阪神戦のビジターゲームを放送する。
- オリックス・バファローズ戦については、2023年にクライマックスシリーズを、2024年に対阪神戦を放送するまで自社での中継から撤退していたが、ビジター側地元局の技術協力を実施している他、BS-TBSがTBSテレビ制作で年数試合を放送している。

- 阪神対巨人戦の土曜デーゲームと日本シリーズ（阪神進出時のみ）を全国ネットで放送する際に前者は毎日放送主導制作（技術面・リアルタイム字幕放送・連動データ放送付加・番組送出も全て担当）で放送し、TBSテレビからも解説者と巨人ベンチリポート担当のアナウンサーを派遣する。後者については毎日放送主導制作（TBSテレビは制作協力団体扱い）で放送されたのは2005年以前で、2014年は毎日放送主導でTBSテレビとの共同製作著作を採ったが、オリックスが進出した2021年はTBSテレビ主導制作（技術面・リアルタイム字幕放送・連動データ放送付加・番組送出も全て担当）となり、実況・解説もTBSテレビ側で全て動員したため、毎日放送はTBSスパークルとともに制作協力扱いとなった。なお、在阪球団主管の日本シリーズをTBSテレビが実制作したのは、朝日放送が系列局だった1974年以前を含めても初めてである（関西で開催の日米野球や侍ジャパンの試合は以前からTBSテレビ主導制作で放送している）。
  - 日本シリーズが阪神とオリックスの対戦となった2023年は、阪神主管分は2014年同様毎日放送主導（全国ネットCM送出とネットワーク配信はTBSテレビ経由）で、オリックス主管分はTBSテレビ主導で制作した。
- 南海電気鉄道が株主の一角を占めていることから、かつては南海ホークス戦に優先的な放送権を持っていた。プロ野球中継のメインは徐々に阪神タイガース戦に移っていったが、南海との関係は1988年11月のダイエーへのホークス売却・福岡移転まで続いた。
- NET系列時代の1974年（昭和49年）までは、金曜日の甲子園球場阪神ホームゲームについては優先放送権を持っていた。ネットチェンジにより朝日放送テレビが現在でも保有し続けている水曜日と日曜日の独占放送権を受け側のTBSテレビが野球中継の定番枠として引き継いだため、毎日放送は金曜日の枠を持ち込む形でTBS系列の野球放送実施を原則として水曜・金曜・日曜の週3回に固定した（他曜日の中継も全国中継を含めて皆無ではなかったが、散発的だった）。
- ちなみに南海電鉄はホークス売却後の1994年当時でも毎日放送第10位の大株主に名を連ねていた（コーケン出版発行「日本民間放送年間94」より[要ページ番号]。)
- 2009年度は、平日はローカル報道番組『VOICE』を繰り上げ放送の上、18時05分より中継開始となる場合があったが、この場合でもJNN協定の絡みから19時台の『総力報道!THE NEWS』第2部（18時45分 - 19時50分）は野球中継を中断した上でネットしなければならず、編成上のネックとなっていた。
- 2000年代以降の阪神主催試合では、ビジター側地元局（主に中国放送[注釈 72]・CBCテレビ・北海道放送[注釈 73]）が毎日放送の映像をメインに、一部映像を差し替えて現地乗り込みまたはオフチューブ実況のどちらかで中継する場合がある。
- J1リーグについては、たむらけんじがMCを務める『GAMBA TV〜青と黒〜』（大阪府吹田市に本拠地を置くガンバ大阪の情報・応援番組）を、2009年のシーズン途中から（主にシーズン中で毎週または毎月1回）編成。2014年・2015年には、『VVヴィッセル』（神戸市に本拠地を置くヴィッセル神戸の情報・応援番組）も、月に1回のペースで放送していた。公式戦では、ガンバ主管試合の一部を対象に、年に1 - 2回のペースで『GAMBA TVスペシャル』（録画ダイジェスト方式の中継番組）を試合開催日の深夜（翌日の未明）に編成。毎日放送のアナウンサーが実況やピッチリポートを担当するほか、たむらやガンバOBをゲストに迎えている。
  - 衛星放送では、TBSテレビの関連会社が運営するBS・CS放送局（2001年から2006年まではTBSニュースバード、2007年以降はTBSチャンネル→TBSチャンネル1・BS-TBS）が（ガンバ・ヴィッセルを含む）関西のJ1クラブの関与する試合を中継する場合に、技術スタッフやアナウンサーを派遣。2014年以降は、スカパー!（スカチャン、BSスカパー!、スカイ・エー向け）制作のガンバ主管試合の一部の中継制作業務を、朝日放送テレビと分担しながら受託している。関連会社の放送映画製作所でも、2007年からヴィッセル主管試合の一部で中継の制作業務を受託しているが、関西圏で活動するフリーアナウンサーを実況要員として中継に派遣させることが多い。
- ラグビーについては、全国高校ラグビーフットボール大会のうち、大阪第1・第2・第3代表の決定戦を録画ダイジェスト方式で関西ローカル向けに放送。放送対象地域内の花園ラグビー場（大阪府東大阪市）で開催される本大会では、決勝の生中継をTBS系列全国ネット向け、準決勝の生中継を主に関西ローカル（2020年度の第100回記念大会ではTBSテレビ・RKB毎日放送との3局ネット）向けに制作している。2020年には、当時ジャパンラグビートップリーグ所属の神戸製鋼コベルコスティーラーズ主催試合の一部も、関西ローカル向けに自社制作で生中継した。

### ドラマ
- 2009年4月に『金曜ナイト劇場』を新設以降、枠や時間帯を変更しながら深夜ドラマを放送しており、2016年以降は『ドラマイズム』『ドラマ特区』『ドラマフィル（旧：ドラマシャワー）』のレーベルで展開。一部の作品はキー局のTBSテレビや系列局・関東地方の独立局でも放送されている。
  - 主に漫画原作作品を映像化しており、『深夜食堂』や『闇金ウシジマくん』など、ヒットしてシリーズ化された作品も多い。
- 2009年3月までは全国ネットで昼帯ドラマ（妻そして女シリーズ→ドラマ30→ひるドラ）を手がけており、後2者は中部日本放送と交互制作を行っていた。
- プライムタイムではかつて『華麗なる一族』『影同心』『横溝正史シリーズ』等の作品を手がけ、腸捻転解消後は『東芝日曜劇場』にも幹事局として参加していたが、1990年代以降は制作から離れており、21世紀以降は近畿圏の広域局で唯一、プライムタイムでの連続ドラマ制作実績がない。

### バラエティ
- 1990年代から長らく月 - 木曜24時台は関西ローカルバラエティ番組が編成されていたが、2020年秋の「戦え!スポーツ内閣」終了で水曜枠が遅れネット枠に転換され、残っていた月・火・木曜枠の番組（「痛快!明石家電視台」、「ごぶごぶ」、「かまいたちの知らんけど」）も2022年秋にすべて別時間帯に枠移動・遅れネットないし再放送枠となり、MBSはこの時間帯の自社制作番組の編成を一旦終了した。それから半年後の2023年4月から、MBSとしては「やかせて!ソーセージ」以来12年ぶりとなる深夜の帯バラエティ番組「あれみた?」（月 - 水曜 23:56 - 0:26）が放送を開始。木曜を除き、かつ30分枠ながら、この時間帯での自社制作が復活した。しかし翌年の2024年4月より「あれみた?」は週1回・57分のみの放送（月曜 23:56 - 翌0:53）に集約となり、火・水曜は再度遅れネット枠に転換された。
  - この時間に他のTBS系列局がネットする番組が放送されないことや、遅れ放送となることが多かった。
  - 『明石家電視台』が2022年9月まで32年半に渡り月曜深夜に放送されていたのに対し、それ以外の曜日の番組は2010年代以降編成が流動的となっており、クールによっては自社制作を行わず、TBSテレビ制作の遅れネットや再放送として放送する場合もある（2025年6月現在は火曜深夜、水曜深夜、金曜深夜が該当）。なお、番組は全国のTBS系列局やCSのGAORAで放送されているほか、TVerでの配信も実施している。全国のTBS系列局では、2020年代以降は『news23』の直後枠である月 -水曜24時台をTBSテレビ制作の同時ネットからMBS制作のバラエティ番組の遅れネットに切り替える動きが相次いでおり、当該枠においてMBS制作のバラエティ番組を1～2番組放送している系列局も少なくない。
- 1990年から年末の生放送特番として『オールザッツ漫才』を開始しており、番組出演をきっかけに全国区へブレイクしたタレントも多い。番組は原則関西ローカルであるが、年によっては一部のTBS系列局で同時ネットされることもある。
- MBSテレビが開局した1959年から吉本興業とのタイアップで吉本新喜劇の中継を開始。現在も『よしもと新喜劇』の名称で中継を続けており、日本のバラエティ番組では歴代最長寿を誇る。関西地区では長らく土曜昼時間帯に放送されており、一時はテレビ大阪を除く在阪民放各局が同ジャンルの劇場中継を放送していた。

### 全国ネット番組
- 2023年10月現在、毎日放送が制作を担当している全国ネット枠は1週間につき約5時間30分で、木曜19時枠、日曜17・22・23時枠、土曜1時25分枠・7時30分枠・8時の情報番組『サタデープラス』枠。基本的には『サタデープラス』以外は字幕放送を実施しているが、アニメ番組と一部年度のプロ野球阪神対巨人戦以外はデータ放送を実施していない。解説放送については、土曜7時30分枠の『所さんお届けモノです!』で実施している。
- 現在テレビ大阪を除く在阪局は土曜の朝に全国ネットの生ワイド番組を編成しているが、最初に始めたのは毎日放送である。（1965年4月に関西ローカルで開始し、11月よりNET系全国ネットとなった。関西テレビは1966年10月、朝日放送テレビはNET系列となった1975年4月、読売テレビは1990年4月）
- 2024年5月現在、在阪広域4局で唯一全国ネットのドラマ枠が存在しない。
- かつては日曜17時30分からの『ヤングおー!おー!』→日曜13時枠、火曜20時枠、木曜20時枠、金曜19時枠、土曜19時枠、月曜22時枠なども手がけていた。

| 曜日   | 時間枠 （放送時間帯）     | 概要 |
| ------ | ------------------------- | --- |
| 木曜日 | 19時枠☆ （19:00 - 20:00） | 2012年10月に『使える芸能人は誰だ!?プレッシャーバトル!!』（現在の『プレバト!!』）の開始と同時に始まった枠である。 2012年4月に水曜21・22時枠のうち、1枠をTBSテレビに返上したが（自社制作の1枠は現在の月曜22時枠に相当）、同年10月に木曜19時枠を毎日放送制作に変更。 元々は木曜22時枠（ - 1984年9月）→木曜20時枠（1984年10月 - 1999年3月）→水曜19時枠（1999年4月 - 2006年9月）→金曜19時枠（2006年10月 - 2009年3月）→火曜23時台後半枠（2009年4月 - 2010年3月）→水曜21時枠（2010年10月 - 2011年9月）と変遷していた。 |
| 金曜日 | 0時26分枠 （0:26 - 0:56） | 『スーパーアニメイズムTURBO』（女神のカフェテラス）。全国ネット深夜アニメ枠。2024年4月に土曜 1:23 - 1:53から枠移動し、『スーパーアニメイズム』から改称。 |
| 土曜日 | 7時30分枠 （7:30 - 7:58） | 2006年4月に、CBC（当時の社名は中部日本放送）の全国ネット番組枠と日曜7時の毎日放送全国枠との交換によって新設。 新設当初は『知っとこ!』（2006年3月まで8時から開始していた毎日放送本社発の生放送番組）をこの時間から放送していたが、2011年10月から2021年3月までは8:00まで『サワコの朝』（TBSテレビとの共同制作による事前収録番組）の放送枠に充てていた。 2021年度には、『サタデープラス』をこの時間帯から9:25まで生放送。2022年の4月改編で、『サタデープラス』の放送枠を分割させるとともに、前半の時間帯（7:30 - 7:58）に『所さんお届けモノです!』（2017年度から日曜17時枠で放送されていた事前収録番組）の放送枠を移動させた（『サタデープラス』は7:58からの放送に変更）。 元は、日曜10時半枠（1975年4月 - 1987年9月）→10時枠（1987年10月 - 1989年9月）→11時枠（1989年10月 - 2000年3月）→7時半枠（2000年4月 - 2004年3月）→7時枠（2004年4月 - 2006年4月2日）と変遷していた。 2022年10月以降は、この時間帯の番組（同月の時点では『所さんお届けモノです!』）から「自社制作番組の10時間連続レギュラー編成」を関西ローカル向けに実施する。 |
| 土曜日 | 8 - 9時枠 （7:58 - 9:25） | 詳細は毎日放送制作土曜朝のワイドショーを参照。毎日放送がNET（現在のテレビ朝日）系列に加盟していた時期から、現在（2022年4月改編時点）の『サタデープラス』に至るまで、毎日放送本社スタジオ発の生放送による全国ネット番組が代々編成されている。かつては、『八木治郎ショー』『知っとこ!』や『いい朝8時』シリーズを10年以上にわたって放送していた。 NETがネットワークを整備する前の1965年11月に、『MBSウィークエンドショー』（同年4月から関西ローカルで8:30 - 9:30に生放送）を、（NETを含む）4局ネット番組の『ウィークエンドショー』に転換。『八木治郎ショー』までの番組は、NET系列の発足やTBS系列へのネットチェンジなどをはさみながら、この時間帯に編成されていた。 『八木治郎ショー・いい朝8時』から2006年4月8日までの『知っとこ!』および、2011年9月30日の『知っとこ!』から2021年3月の『サタデープラス』までは、放送枠を8:00 - 9:25に設定。『サタデープラス』は2021年度に放送枠を7:30 - 9:25へ拡大していたが、『所さんお届けモノです!』の枠移動に伴って、2022年4月から放送時間を7:58 - 9:25に変更している。                           |
| 日曜日 | 17時枠 （17:00 - 17:30）  | 2008年4月に土曜18時枠から移動。 元は、日曜19時枠（1962年1月 - 1992年3月）→木曜19時半枠（1992年4月 - 9月）→土曜18時枠（1992年10月 - 2008年3月）と変遷していた枠で、長年クイズ番組が放送されていたが、1993年7月から2017年4月2日まではアニメ・特撮番組の放送枠（アニメ枠）に一時転換（アニメ枠としては土曜6時30分枠に移動、詳細は後述）、 2017年4月9日から『所さんお届けモノです!』を放送し、アニメ枠としては『アニメサタデー630』前半→『スーパーアニメイズム』へと移動となった。2022年4月改編に再びアニメ枠となり、『スーパーアニメイズム』も継続するため本局発の全国ネットのアニメ枠は2本体制となった。 |
| 日曜日 | 22時枠☆ （22:00 - 22:54） | 毎日放送がネットチェンジの半年後（1975年10月）から、『20世紀の映像』を皮切りに全国ネット向けの番組を制作。1992年3月までは22時30分からの30分枠であったが、同年の4月改編で22時台前半のCBC全国ネット番組枠と金曜19時の毎日放送枠を交換したことに伴って、1時間枠に拡大した。 2015年4月からは『初耳学』シリーズを単独で制作しているが、2010年10月から2012年9月までは『EXILE魂』（TBSテレビとの共同制作番組）を編成していた。 |
| 日曜日 | 23時枠☆ （23:00 - 23:30） | 1988年3月まで『テレビ見たとこ勝負!』を放送していた金曜19時枠を、翌4月から移動させたうえで設定。 1998年4月以降は『情熱大陸』を放送している。 日曜日には、2012年度上半期のみ、20時台の全国ネット向け番組も毎日放送で制作。2012年4月8日には、（TBSテレビとの共同制作分を含めた）毎日放送制作の全国ネット番組（特別番組2本とレギュラー番組1本）が、ミニ番組をはさみながら19時から4時間半にわたって編成されていた。 |

- 近年の在阪局制作の全国ネット番組は毎日放送他各局とも土曜朝の生ワイド番組（テレビ大阪を除く）以外はほとんどが東京支社の企画、東京の制作会社の共同制作によって東京都内のスタジオで収録されている物が多いが、ひるドラシリーズの作品は大阪と東京で交互に制作されていた（CBCテレビのひるドラは1999年以降、全作品名古屋で制作されていた）。
- 2009年春改編では、新設された帯バラエティゾーン『吉崎金門海峡』の火曜枠を担当。午後の帯ドラマ枠も『ひるおび!』の開始に伴い終了することになり、後継として金曜14時台に『バンバンバン』を開始した。なお、2010年3月に『吉崎金門海峡』と『バンバンバン』の両番組は終了。同時に、両番組の枠がTBSテレビに返上されることになり、毎日放送制作の全国ネット枠が2枠減る事になった。奇しくも、これにより2009年春改編から1年半毎日放送が制作するゴールデンタイムでの全国ネットのレギュラー番組がなくなっていた（この時期を含めて関西テレビでも同様の事例が2007年2月から2015年3月までの8年2か月続いていたことがある）。
- 2010年秋改編では、水曜21時枠が毎日放送制作となり、22時枠と合わせ毎日放送枠が連続するようになったこともあり、毎日放送制作の2時間特番が同枠で放送されることも多くなっていた。
- 2011年秋改編では、22時枠の『ジャパーン47ch』を『ジャパーン47chスーパー』に改題・枠拡大により、21・22時で1番組の毎日放送枠となった。後番組の『水曜エンタ!』でも同様だったが、TBSテレビ制作の『水曜プレミアシネマ』の開始に伴い、2012年3月をもってこの編成は解消された。
- 2012年春改編で、毎日放送が制作する平日全国ネットでのレギュラー番組が在阪民放テレビ5局では唯一なくなり、特にプライムタイムでは日曜20時・22時の2本だけとなったが、うち22時枠はTBSとの共同制作であったため、毎日放送単独制作は20時台の1本だけであった。
- 2012年秋改編では、日曜20時の毎日放送枠が火曜20時に変更。また、木曜19時枠でも毎日放送制作となり、半年ぶりに毎日放送制作のプライムタイムが3枠に戻している。
- 2017年春改編では、アニメ枠の移動に伴い土曜6時半枠も毎日放送の担当枠へ転換。日曜17時枠では、毎日放送の制作ながら、アニメに代わってバラエティ番組（『所さんお届けモノです!』）を放送していた。
- ゴールデンタイム（19時 - 22時）では、NET系列からTBS系列へのネットチェンジ以降、月曜日に全国ネット番組をレギュラーで制作・放送した実績がない。ただし、2021年春改編では、月曜日に放送されている『CDTVライブ!ライブ!』（TBSテレビ制作）のレギュラー放送枠を22時台から21時台へ繰り上げたことに伴って、月曜日の22時枠を毎日放送制作の全国ネット番組枠へ転換。この転換によって、ネットチェンジ以降では初めて、月曜日のプライムタイム（19時 - 23時）に自社制作の全国ネットのレギュラー番組が放送されるようになった。この改編で火曜日の20時枠がTBS制作へ移行したため、20時台には他曜日を含めて毎日放送制作の全国ネット番組がレギュラーで放送されていない。
- 2022年春改編では、『所さんお届けモノです!』の放送枠を、日曜日の17時台前半から土曜日の7時台後半へ移動。移動に際しては、は2021年度における『サタデープラス』の放送枠から序盤の30分間を『所さんお届けモノです!』に充てたものの、土曜日の7時台後半 - 9時台前半には毎日放送の単独制作による全国ネット番組が引き続き放送されている。その一方で、日曜日の17時台前半枠では、毎日放送が担当したまま4年ぶりにアニメの放送を開始した。
- 2024年春改編の時点では、近畿広域圏の準基幹局で唯一、19時台に全国ネットのレギュラー番組を制作。その一方で、21時台ではこの種の番組を制作していない。
- 2023年秋改編で月曜22時台の『推しといつまでも』が終了したことに伴って、この時間帯における全国ネット向け番組の制作業務から撤退。撤退に伴う放送枠の移動・新設も為されていないため、2023年秋以降は、ゴールデン・プライム帯での制作担当枠が2枠に限られている。

#### 特別番組について
- スポーツ関連の特別番組として、毎年1月に「全国高校ラグビー大会」（1977年 - 2001年までは年末から放送したが、2002年以降は2回に集約）、4月に「つるやオープンゴルフトーナメント」（1994年から 決勝ラウンド2日間）、11月は「TOTOジャパンクラシック」（1973年から　決勝ラウンド2日間）、「ダンロップフェニックストーナメント」（1974年から 決勝ラウンド2日間）[注釈 74]、12月は「フェニックスチャレンジ」[注釈 75] を放送している。
- 年末には、1時間の特別番組（過去にはノースリーブス・内村光良などが出演した。稀に「情熱大陸」の特別版にあたる年もある）を年内の最終週に放送。2022年からは、JNN基幹局を中心に放送していた「サントリー1万人の第九」（1983年から毎年12月の第1日曜日に大阪城ホールを使用する毎日放送主催の音楽イベント）のダイジェスト番組を、12月の下旬（クリスマス前後の土曜日夕方）に「JNN加盟全局の同時ネット番組」として編成している。
- 年始には、1月2日の午後に90分の特別番組（一時期は2時間の特番を放送した年あり）、1月3日の朝に1時間の特別番組（年によっては「知っとこ!」の特番を放送した年もある）を放送している。
- 上記以外にも、60分や90分の単発特別番組を毎年2月・5月[注釈 76]・7月[注釈 77]・8月・9月の年5回の土曜昼間に、2時間特番は日曜・月曜21-23時と木曜19-21時に放送している。場合によっては水曜・木曜19-22時で放送する時もある。過去に2月には「ハワイアンレディースオープン」（決勝ラウンド2日間）、4月に「ソウル国際女子駅伝」（現在は7月・8月・9月の特番に分割して集約）、5月のゴールデンウィークに「黒鷲旗全日本男女選抜バレーボール大会」（2001年まで 準決勝・決勝のみ）、12月には「毎日甲子園ボウル」（1985年 - 2007年）を全国ネットで放送した。

### アニメ
- 1966年のNET（現：テレビ朝日）系列時代に在阪局初参入作である『おそ松くん』を製作して以来、テレビアニメに力を入れており、2002年の『機動戦士ガンダムSEED』以降、ガンダムシリーズの制作・放映権をテレビ朝日系列から引き継いだ（一部作品を除く）。
- 主な代表作に1982年に放送された大ヒット作『超時空要塞マクロス』をはじめとする『超時空シリーズ』、『銀河漂流バイファム』や、大阪の下町を舞台とした人情漫画が原作の『じゃりン子チエ』などがある。
- 1993年より開始の土曜18時00分 - 18時30分枠のアニメ・特撮番組は、『3丁目のタマ うちのタマ知りませんか?』から始まり、日本アニメーション制作作品、『ウルトラシリーズ』4作品、『ゾイド』シリーズなどがある。2000年代からは『機動戦士ガンダムSEED』シリーズ、『鋼の錬金術師』などの人気作品が放送され、また、これらの番組の主題歌からヒット曲が量産されたこともあり、業界などでは「土6（どろく）」と呼ばれ注目を集めた。しかし次第に裏のNHK教育アニメ枠に押され始めた事もあり、2008年4月からは日曜17時00分 - 17時30分枠へ移動[注釈 78]（通称「日5（にちご）」）となった。
  - 2016年12月20日、TBSテレビと毎日放送は日5アニメ枠を廃止、土曜日の早朝に1時間のアニメ枠『アニメサタデー630』を編成することを明らかにした。これは土曜6時30分枠を毎日放送製作アニメ枠にした上で、従前の土曜7時からのTBSテレビ製作アニメ枠を一体化するものである[163]。なお従前の日5枠は2017年4月9日から自社制作の全国ネットバラエティ番組『所さんお届けモノです!』を放送している。
- 2019年3月8日、毎日放送は金曜日の深夜に『スーパーアニメイズム』を編成することを明らかにした。これはアニサタ630枠のうち毎日放送制作枠を土曜1時25分 - 1時55分枠へ移動するものである（『アニメイズム』枠も継続）。なお、従前の土曜6時30分枠はTBSテレビ制作の情報番組『まるっと!サタデー』（5:30 - 7:00）を放送する。その後、2024年4月改編で木曜深夜へ移動し、『スーパーアニメイズムTURBO』（第1作はWIND BREAKER）となった。
- 2022年4月改編で日5アニメ枠が復活。『所さんお届けモノです‼』は土曜朝に移動の上で継続。
- 製作した作品のコピーライト表記には「MBS」もしくは「毎日放送」とほぼ表記されている（他局との共同製作作品を除く）[注釈 79]。当初は放送局が未定の作品であっても、毎日放送・TBS系列での放送が発表されると表記に追加される。
- 「ものしり館」など、放送番組センターの配給番組になった作品もある。
- 1989年に放送した短編アニメ『小松左京アニメ劇場』が毎日放送としては初めて手掛けた深夜アニメである（同時期に読売テレビが『11PM』番組内で『セイシュンの食卓』を製作していた）。
  - 2020年4月現在は、水曜未明（火曜深夜）・金曜未明（木曜深夜）・土曜未明（金曜深夜）・日曜未明（土曜深夜）に深夜アニメ枠を設けている（独立局系アニメ（通称UHFアニメ）も多数ネット。毎日放送で放送される深夜アニメの半数にのぼる）。また、他局放送作品を含む再放送枠も過去に存在した（『ヒーローは眠らない』という枠名が設定されていた時期もあった）。
  - 現在では、木曜深夜枠以外のいずれの枠にも「アニメ特区」など独自のレーベルが設けられている。
  - 他番組との兼ね合いなどにより枠が不足し、TBSテレビやCBCテレビのアニメの一部を毎日放送が放送しない事態となり、独立局（サンテレビ・KBS京都）での放送や関西圏での放送自体が無い作品もある[注釈 80][注釈 81]。
  - 2020年1月クールから、『アニメイズム』枠の放送時間変更以来となる木曜深夜枠が復活した。この枠では、TBS制作の『アニメリコ』枠の作品（字幕放送あり）やUHFアニメが放送される。

- 近年では漫画・ライトノベル原作の作品を多用する傾向にあるキー局のTBSテレビと比較するとアニメオリジナル作品の比率が高い。アニメ担当プロデューサーである丸山博雄は、オリジナル作品へのこだわりを打ち出した発言も行なっている[164]。
- 全日・深夜問わず、アニメの表現規制に対してTBSテレビとは対照的に緩い傾向が観られ、過激な表現が描かれる事が少なくない。以前は、放送時間帯を問わずにほぼ無修正で描写される事が大半であったが、近年はアニメ全体の表現規制の厳格化に歩調を合わせている傾向もあり、2011年の『BLOOD-C』を境に、作品によってはテレビ放送時に一部の残虐描写を修正して放送する事もある。また、『Aチャンネル』や『機動戦士ガンダムAGE』、『ハイキュー!!』のようにそのような表現が比較的少ない作品も放送している。
- また、アニメ番組のインターネット配信に関しても早くから積極的であり、『TIGER & BUNNY』においてはテレビアニメ史上初の『テレビ放送とのUstream同時配信』を実施した。
- アニメ コンテンツ エキスポ（2013年）やAnimeJapan（2014年以降）、京都国際マンガ・アニメフェア（京まふ）に毎日放送（アニメ）ブースを出展している。
- 深夜アニメの字幕放送にも積極的で、2014年1月期の『ニセコイ』（第1期のみ）以降、無料放送では毎日放送のみ字幕放送を実施することもある。2017年4月期からは1クールにつき1 - 2作品は独自に字幕放送付きで放送している[注釈 82][注釈 83]。
- 2014年にTBSテレビが開設したアニメ専門のECサイト「アニまるっ!」では毎日放送製作作品および毎日放送で放送した一部のUHFアニメも、関東地区では独立局（主にTOKYO MX）で放送されたアニメを含めて取り扱っており、トップページにも「TBSやMBSの公式アニメグッズが満載!」と明記されている。
- 近年では時間帯問わずに自社製作分では提供バックを放送しない代わりに、本編パート中に下部もしくは右下に提供クレジットを数秒表示するケースが多い。また、同様に改編期が迫ると次回作の宣伝のために、次回予告を一部もしくは全てカットするケースも目立つ。
- 2016年4月よりKBS京都から移籍する形で、アニメソング専門音楽番組『リスアニ!TV』を水曜未明（火曜深夜）にて1年間放送した。
- 1966年以来多数のアニメを制作・放送してきたが、社内にはアニメ専門の部署やアニメに関する事業を行う関連会社（キー局であるTBSテレビに2023年10月に新設された「アニメ映画イベント事業局アニメ事業部」をはじめとする在京キー局のアニメ専門部署[注釈 84]ならびに、在阪他局のうち読売テレビで『名探偵コナン』の制作などを担う「アニメーションセンター」や朝日放送グループ内でプリキュアシリーズやANiMAZiNG!!!などのアニメに関する事業を担う「ABCアニメーション」に相当する組織）は存在せず、東京支社のコンテンツビジネス部が主として担当している。

### 特撮
- 代表作としては『仮面ライダーシリーズ』（昭和版）がある[注釈 85][注釈 86]。同シリーズは1990年代後半まで休日の早朝や夏休みの午前中、深夜枠で放送された『特撮ヒーロー列伝』にて再放送がたびたび行われた他、原作者の石ノ森章太郎が亡くなった直後には石ノ森が監督・脚本・出演を務めた『仮面ライダー』第84話が夕方に追悼放送された。また、2023年2月7日から4月11日にかけて『シン・仮面ライダー』公開に合わせて「庵野秀明セレクション」と題して毎日放送では先述の『特撮ヒーロー列伝』以来、およそ25年ぶりに『仮面ライダー』の再放送が10話分[注釈 87] 行われた。
- 他にも松竹の『はやと』、『魔女はホットなお年頃』や東映の『変身忍者 嵐』、『宇宙鉄人キョーダイン』、『大鉄人17』や円谷プロの『平成ウルトラマンシリーズ[注釈 88]』[注釈 89] が知られる。
- 1959年に制作された『鉄腕アトム』（関東地区はフジテレビにネット）以来、在阪局で、特撮番組を最も多く制作したことで知られる[注釈 90]。
- 1996年から1998年初頭まで、深夜枠にて過去に放送した特撮番組をピックアップした『特撮ヒーロー列伝』が放送されていた[165]。

### ネット配信
- 見逃し配信や放送済の自社制作番組の配信サービスについてはMBS動画イズムを参照。
- 「ドラマイズム」など自社制作のテレビドラマについては、U-NEXT、TELASAなど他社動画配信サービスにも番組配給している。フジテレビオンデマンドには長らく配給されなかったが、2020年9月に映画連動で『映像研には手を出すな!』がTBS系列ネットの番組として初めて配給された[166]。

### 備考
- TBS系列局が、番組の制作クレジットに放送局の略称を使うことが多い中、2011年8月31日まではほとんど略称のMBSを使用しなかった（"製作著作・MBS"とはせず、"製作著作・毎日放送"とするケースがほとんど）。
  - ただし、過去にTBSとの共同制作番組（アニメ『おおきく振りかぶって』・1995年のプロ野球オリックス戦緊急全国中継・『高校ラグビーハイライト』等）では「MBS」表記が使用され、同局との共同制作番組『EXILE魂』でも同様の表記がみられる。また、MBS単独製作でも『明石家多国籍軍』は「MBS」を使用していた[注釈 91]。
  - 通称を「MBSテレビ」に変更後は、順次「MBS」へ切り替えられた。また、2011年9月からはロゴを使用する際にライトグリーン色の「MBS」ロゴが使われている。
- 新聞・ポスターではテレビ画面の形にチャンネル番号の4とその下にMBSという文字を入れたロゴが使用される。チャンネル番号の4マーク及び、毎日放送の和文ロゴタイプは、現本社移転時に修正が施された。
  - 1970年代後半から2005年頃までは『JNNニュース』開始時にMBSのロゴ（文字のみ）を表示していた[注釈 92]。また1990年代から2005年3月までのは平日夕方の全国ニュース開始時に表示する「2ヶ国語放送」テロップと同じ場所にロゴを表示していた。
  - 2009年4月及び5月には、ローカル枠（再放送番組など）の一部で、番組開始時に画面右上に、当時のキャッチコピーである「おもろい4へ」というロゴを数秒間表示していた。
- MBS制作のJNN系全国ネット番組のクレジットタイトルには、"製作著作・MBS"の横に2020年3月31日まで、TBSグループとTBSネットワーク/JNNのシンボルマークである「ジ〜ン」が表示されていた。ただし、ネット局にTBSが含まれていても番組販売形式の遅れネットとなる場合はジーンが外されることもある[注釈 93] など、使われないケースも見られる。一方、ローカル番組では2005年3月から2007年1月まで「MBS55周年」のロゴを付けていた。また、京都府の伝統や美術に関するの番組（『美の京都遺産』など）は「MBS京都プロジェクト」のロゴを付けている。また、ブロックネット番組には、いずれのクレジットでもなく、単に“製作著作・毎日放送”とだけ書かれていた番組もある。2010年8月からは2011年9月に開局60周年を迎えることにより、一年間限定で「毎日放送 60」のロゴ表記が使われている。
- テレビ番組の放送日時変更について、告知を行わずに変更する局が多い中（特に深夜番組）、MBSでは全日、深夜にかかわらず本編中または次回予告時にテロップによる告知を行っている（突発的な変更の場合を除く）。
- 地上デジタル放送の局名表記は、新聞のテレビ欄とは異なり「MBS毎日放送」である。

## 社員

### 解説委員
以前から報道局に設けられていたが、2016年度からスポーツ局（いずれもラジオ放送事業分社化前の部局）にも新設。いずれの委員も、自社で制作する報道・情報番組で、定期的にニュース解説を担当する。前述したように、ラジオ放送事業の分社化（2021年4月1日）以降は、報道局と東京支社報道部が「報道情報局」、スポーツ局が「制作スポーツ局」に再編。
- 橋本佐与子（報道情報局ニュースセンターの所属で、『VOICE』の初代女性キャスター。キャスター降板後も、長年にわたって臓器移植などの医療問題などを取材）
- 大八木友之（東京支社の報道部に所属。アナウンサーとして1997年に入社したが、『VOICE』のキャスターを務めていた2009年から報道局ニュースセンターの記者職へ異動した後に、2017年10月から2021年3月までJNNパリ支局長を務めていた。アナウンサー時代の先輩で、『VOICE』の初代男性キャスター・JNNベルリン支局長・解説委員などを歴任していた三澤肇が2023年7月からMBSホールディングスへ総務局長として出向することを受けて、三澤から東京支社付の解説委員職を継承）

### 主な記者
アナウンサー出身の主な記者は、当該項で詳述。テレビ・ラジオの兼営時代には、当時のラジオ局に存在していた「ラジオ報道部」所属の記者を、国会担当として東京支社に常時駐在させていた。

#### 現在
2021年6月24日現在、およそ40名の記者を擁している。
- 米田佳史（こめだ よしふみ：テレビのドキュメンタリー番組『映像』シリーズのディレクターなどを経て、2015年4月から2018年3月まで辻憲太郎の後任でJNN上海支局へ赴任）
- 寺島宗樹（2021年9月から、森岡の後任でJNN上海支局へ赴任）
- 山口綾野（森岡と同じ経緯で、『生き抜く 南三陸町 人々の一年』の制作に参画）
- 丸尾陽樹（北海道大学大学院卒業後の2011年に入社する一方で、「岡山CA」所属の男子カーリングの選手として、2013 - 2015年のカーリング日本選手権大会に出場。最高成績は4位だった。カーリング競技の第一線を退いてからは、報道局映像センターのカメラマンを経て、2020年7月からカメラマンとの兼任扱いでJNNパリ支局へ赴任中）
- 亘佐和子（わたり さわこ：ラジオ放送事業の分社直前時点でラジオ報道部に所属。ドキュメンタリー番組のディレクターを務めるかたわら、記者やデスクとして報道系の番組へ随時出演）
- 成相宏明（なりあい ひろあき：テレビ制作部でバラエティ番組のディレクターなどを担当した後に、『ちちんぷいぷい』『VOICE』『ミント!』へ記者として出演。2019・2020年度には、東京支社の報道部へ赴任していた）
- 井上大輔（京都支局でデスクを担当）
- 帯刀総司（大阪府警察記者クラブでキャップを担当）
- 辻本敬詩（阪神・淡路大震災発災直後の1995年3月に神戸市長田区で出生。2017年の入社後に、地元の神戸支局への配属を経て本社へ異動）
- 阿部雄気（2015年入社。大阪府警担当）
- 冨永晋平（2015年入社）
- 松本陸（2016年入社。司法キャップ）
- 石倉真衣（2016年入社。東京支社ラジオ部での営業職を経て、大阪府政を担当）
- 飯坂侑士（2016年入社。編成局員や報道局のカメラマンを歴任後に記者へ転身。2021年4月から、カメラマンとの兼任扱いでJNN上海支局へ赴任中）
- 河東宏樹（2017年入社。大阪府警察本部記者クラブ・捜査1課担当）
- 柳瀬良太（東海テレビで愛知県警や愛知県政・名古屋市政などの記者を経て、2018年に中途採用。大阪府警のサブキャップを経て、現在は大阪府政・市政のキャップ）
- 法花直毅（ほっけ なおき：NHK京都放送局・放送センターなどの記者を経て、2019年に中途採用）
- 富永高史（2021年3月からJNNパリ支局長）[167]
- 原田康平
- 原田康史
- 鹿毛裕輝
- 渡紗也子
- 梅田新平
- 入口茉莉
- 山田ひかる
- 木村富友佳（2021年には『映像』シリーズのディレクターも担当）
- 宇治宮汐梨（2018年入社。大阪府政担当を経て、2020年2月から京都支局へ配属）
- ビジャン亜里沙（神戸支局）
- 大里奈々
- 國土愛殊
- 秦瑞穂
- 藤澤七海（神戸支局）
- 森亮介（大阪府警や大阪地検特捜部などの担当を歴任）
- 有馬加奈子（ビデオユニテ報道編集部）
- 萩原大祐（京都支局）
- 長澤清導
- 尾藤貴裕
- 大熊楓
- 横田舞
- 中村真千子（経済担当キャップ）
- 金咲和歌子（神戸支局）
- 片岡野乃子
- 堀江了
- 佐藤晃優（『サタデープラス』などのディレクターを経て配属）
- 宮腰友理（京都支局）
- 床並花（とこなみ・はな）
- 土田梨世（大阪府警担当）
- 齊藤初音（同姓同名のCBCテレビアナウンサーとは別人）
- 鈴木滉正
- 飯田真那

#### 過去
- 石田英司☆（1984年の入社後に、営業部員、報道局社会部の記者・デスク、制作局エグゼクティブなどを歴任。『ちちんぷいぷい』では、1999年10月の番組開始当初から2017年9月まで、「ニュースのおっちゃん」と称してニュース解説を担当していた。2018年1月以降は、『上泉雄一のええなぁ!』の水曜日→木曜日→水・金曜日にレギュラーで出演中。2019年7月の定年後から5年間は＜ラジオ局ラジオ制作センター所属→クリエイトサポート局および経営戦略局所属の＞「シニアスタッフ」、「シニアスタッフ」の任期を満了した2024年7月以降はフリーランスの立場で出演している）
- 西村秀樹（1975年に入社後、報道局社会部の記者として豊田商事会長刺殺事件に遭遇。犯人への取材を試みる一方で、所轄警察署への通報によって、犯人の逮捕につなげた。その後は、『映像』シリーズやニュース番組で、人権と平和に関するドキュメンタリーを多数制作。退社後は、近畿大学人権研究所の客員教授や、近畿マスコミ倫理懇談会の顧問などを務める[168]）
- 黒木奈々（2006年に一般職で入社後に、記者として報道部に配属。しかし、アナウンサーになることを学生時代から強く希望していたため、2007年2月に退社した。退社後は、CMA所属のフリーアナウンサーとして、『TBSニュースバード』のキャスターなどを歴任。セント・フォースへの移籍や闘病生活などを経て、NHK BS1『国際報道』シリーズの月曜キャスターを担当していたが、2015年9月19日に32歳で死去）[169]
- 榛葉健（1987年に入社。報道局社会部の記者や、報道・ドキュメンタリー系テレビ番組のプロデューサーとして、多数のスクープ・受賞歴を持つ。2011年3月11日に東日本大震災が発災してからは、テレビ営業局営業開発部次長として勤務するかたわら、個人の立場で東日本大震災の被災地を定期的に取材・撮影したドキュメンタリー映画「うたごころ」シリーズを発表。2021年4月の分社後は、制作スポーツ局でプロデューサー、MBSラジオで『関宏美のラジオベジタ』のパーソナリティを務めている）
- 山田厚史（1971年に入社したが、同年に朝日新聞社へ移籍。政治・経済記者、外国通信員、編集委員を経て、現在はジャーナリスト・「AERA」シニアライターとして活動）
- 里見繁（1973年の入社後に、報道部の記者を経て、ディレクターやプロデューサーとして『映像』シリーズに従事。取材や制作に携わったドキュメンタリー作品が高く評価されたことによって、ジャーナリズム関連で多数の表彰を受けた。2010年から関西大学の社会学部教授へ転身）
- 神﨑智大（かんざき　ともひろ：ラジオ報道部の国会担当記者などを経て、2014年4月から2019年3月まで『VOICE』のフィールドキャスターを務めた後にNHKへ移籍。2021年6月の時点では、東京放送センターの社会番組部で記者とディレクターを兼務している）
- 上野由洋（入社の直後から報道局へ配属されると、記者として警察・政治・経済分野を担当したほか、アジア各地や東日本大震災の被災地域を取材。『生き抜く 南三陸町 人々の一年』の制作にも携わった。映画評論家の水野晴郎と親交があったことから、水野の没後に毎日放送を退社。水野が生前営んでいたものの、水野の死去によって休眠状態になっていた映画制作会社の業務を引き継ぐ格好で、「株式会社アジアピクチャーズエンタテインメント」を設立した）[170][171]
- 奥田信幸（報道局ニュースセンターの記者として大阪府政・大阪市政などを担当した後に、同センターのデスク・解説委員・報道部長・番組編集部長を経て、2020年6月から報道局長へ着任→ラジオ放送事業分社化後の2021年4月1日以降は新設の「報道情報局長」）
- 森岡紀人（2018年4月から2021年8月まで、米田の後任でJNN上海支局へ赴任。2011年の東日本大震災発災直後から被災地域の取材へ携わってきたことを背景に、2013年には、当時の同僚記者2人・カメラマン3人と共同で『生き抜く 南三陸町 人々の一年』というドキュメンタリー映画を制作した。この作品は、ニューヨーク・フェスティバルのドキュメンタリー映画部門で銀賞を受賞。上海支局から本社への帰任後は、2024年4月の時点で『よんチャンTV』のチーフプロデューサーを務めている）
- 米沢飛鳥（2000年に入社してから、人事局労政部→報道局ニュースセンター記者・大阪府警クラブサブキャップを経て、2012年7月に報道局番組センターへ異動。『映像』シリーズでディレクターを担当した後に記者へ復帰していた。2024年4月の時点では、『よんチャンTV』の編集長）[172]
- 秋山穂乃果（2016年の入社後に、報道局のニュースセンターで報道カメラマンを務めた。陸上の長距離競技選手として活躍していた神戸大学の学生時代に警察官を志しながら家族の反対で断念していたことを背景に、2019年3月で退社すると、長野県警察で巡査長や山岳遭難救助隊員を務めている。毎日放送への在籍中に始めたトレイルランニングで、2019年・2021年の世界選手権へ日本代表として出場）[173]

### その他の著名社員
- 尾嵜豪☆（2018年7月から一時、制作業務部のマネジャーを務めながら、報道局で自然科学分野の解説委員を担当。水産学を専攻していた京都大学からの卒業後に入社すると、テレビ営業局・テレビ制作部を経て、2016年の気象情報部設立を機に初代の部長を務めた。『ちちんぷいぷい』のディレクター時代から、「お魚博士」と称して、放送50回に1回のペースで水産・魚類関係のリポートや解説を随時担当[174]。2011年には、全国ネットの特別番組『クニマスは生きていた!～“奇跡の魚”はいかにして｢発見｣されたのか?～』のプロデュースで、日本民間放送連盟賞・テレビ教養番組部門の優秀賞を受賞した[175]。2021年1月の時点で事業部長に異動している[176] が、「お魚博士」としての番組出演も継続。『ちちんぷいぷい』には、通算で100回登場した）
- 芝川龍平（サンスターファイニーズアメリカンフットボール元選手。スポーツ局勤務）
- 川中恵一（同志社大学への在学中に、競泳の日本代表選手としてバルセロナオリンピック200mバタフライで5位に入賞。大学卒業後の1994年に入社すると、ラジオ局ラジオ制作部のプロデューサーとして『上泉雄一のええなぁ!』、テレビ制作部のプロデューサーとして『ちちんぷいぷい』などを担当した。2018年6月にテレビ営業局タイム営業部のマネジャーへ異動）
- 宮瀬永二郎（日本国内の大会で優勝するなど、学生時代にフィギュアスケート・男子シングルの選手として活躍したが、立命館大学からの卒業を機に1999年入社。2016年には、テレビ営業局スポット営業部の副部長を務めながら、『情熱大陸』900回記念特別番組で羽生結弦への密着取材や演出を担当した[177][178]。妻は現職アナウンサーの松川浩子）

正社員ではないが、2009年から和歌山県新宮市の市長を務める田岡実千年は、市長就任前の1987 - 2008年に、同市内で家業（カメラ販売店の経営）へ就くかたわら、報道局から新宮駐在員（和歌山県南部および近隣地域の映像取材を担当する駐在カメラマン）の職を委嘱されていた。

## 不祥事・事件・トラブル
- 江崎グリコの江崎勝久社長が誘拐された1984年（昭和59年）3月18日深夜、この事件に関する報道協定が成立する前に、MBSテレビで江崎社長の誘拐を伝えるニュースの第一報が報じられた。[要出典]
- 2005年（平成17年）4月に放送された『VOICE』で、兵庫県宝塚市在住のたこ焼き屋台経営の女性が、暴力団関係者らと共に同市内の喫茶店に対して嫌がらせを繰り返し、喫茶店を廃業に追い込んだとの報道を行った。これに対し、女性が名誉を傷つけられたとして神戸地裁に訴訟を起こし、同地裁は2007年（平成19年）10月31日に原告の名誉を毀損したとして、40万円の支払いを毎日放送に命じた。大阪高裁での二審では隠し撮りという取材手法が問題とされたが、名誉棄損は認めず一審判決を変更して10万円に減額し、最終的に2009年（平成21年）2月13日に最高裁は両者の上告を退け、二審の大阪高裁判決が確定した[179]。
- 2005年（平成17年）9月の同局の報道番組での、兵庫県南淡町の談合疑惑に絡んだ報道で、同町が約2億8,000万円を支出した造成工事について、森紘一・元同町長のファミリー企業が予定価格通りに落札したなどとした報道を行った。これについて、森元町長が毎日放送と住民監査請求を行った市民団体を相手にそれぞれ1,000万円の支払いを求め、神戸地裁に訴訟を起こした。同地裁は2008年（平成20年）9月26日に名誉棄損を認め、毎日放送に100万円の賠償を命じた。
- 2006年（平成18年）11月4日に放送した「2006ミズノクラシック」中継では、宮里藍の成績を首位に立っていないにもかかわらず「首位に立った」と表示したため、12月8日に総務省近畿総合通信局から厳重注意を受けた[180]。
- 2008年（平成20年）5月23日に放送されたMBSテレビ制作の全国ネットバラエティ番組『ランキンの楽園』で健康チェック「ティッシュ箱飛ばし」を紹介した際、この番組を視聴していた千葉県在住の60代女性が実践した際に怪我を負ったことが同年5月27日に明らかになった。同年5月30日には、同番組のエンディングでお詫びと視聴者に注意喚起を促すテロップをアナウンス付きで放送した。
- 2008年に収録された同局の特別番組内で行われた「番組対抗駅伝」企画で、吉本総合芸能学院大阪校に当時在籍していた男性が同年7月25日に行われた同企画の野外リハーサルで走らされた際、熱中症を発症して高次脳機能障害が残った。当時、気温は35度以上あり、運動を原則中止すべき気象条件だったにもかかわらずリハーサルを実施したことで熱中症になったことが原因で障害が残ったとして、男性は毎日放送と吉本総合芸能学院を運営する『よしもとクリエイティブ・エージェンシー』を相手取り、2011年4月に訴訟を起こした。男性側は「速やかな病院搬送など適切な対応を怠った」などと主張している。毎日放送は2009年7月に、この男性に対して約177万円を支払っているという[181]。2015年4月17日に同地裁は「熱中症の後遺症ではない」などとして、原告の訴えを退けた[182]。
- 2010年（平成22年）12月5日に、大阪府堺市内のグラウンドで『くらべるくらべらー』の収録が行われ、「Jリーグの選手と子ども100人が（サッカーの）試合をしたらどんなスコアになるのか」との企画で、セレッソ大阪の選手らや同球団傘下のサッカースクールに通う児童らが参加して行った。ところが、この収録中にセレッソ側のゴール前へ児童らが殺到し、うち小学校3年生の男子児童1人が転倒したうえ、この児童は他の児童に左腕を踏まれて左肘骨折で全治3か月の重傷を負った[183]。
- 2011年（平成23年）1月12日放送の『イチハチ』で、富裕な芸能人を紹介する特集『お坊ちゃまお嬢様芸能人No.1 決定戦』に出演していた日本人の女性タレントを、本人の事前申告を基に「アメリカ・ニューヨークのビル内の部屋に居住する資産家」と紹介したが、放送後には視聴者からの指摘をきっかけに、このビル内の物件を女性タレントが所有した事実がなかった疑いが浮上した。毎日放送では同年2月4日に事実確認が不十分だったことに対する謝罪と、放送後の現地調査を基に「事実と異なる内容を放送したと客観的に疑わざるを得ない」とする見解を記した文章を同番組の公式サイトなどで発表した[184]。
- 2011年（平成23年）6月26日に、複数の報道番組で平野区韓国人母娘殺害事件の被害者とは別人の写真を被害者として報じた。誤報事件を受け、毎日放送はチェック体制を強化すると発表した。
- 2013年（平成25年）12月7日放送の『せやねん!』では、コーナー「今週の気になるお金」で「特殊詐欺・ダイヤモンド詐欺」を取り上げた。しかし、同コーナーで紹介した具体的な手口・実例・被害金額が、前々日（12月5日）に読売テレビの『かんさい情報ネット ten.』で放送されたばかりの独自取材特集「モクゲキ〜ダイヤモンド劇場型詐欺」の内容に酷似していることが、同局からの指摘で判明した。毎日放送で社内調査を進めたところ、『せやねん!』のスタッフが、読売テレビの公式サイトで配信されていた当該特集の動画の内容を同局に無断でナレーションの原稿などへ引用したことが判明した。このため、毎日放送では2013年12月26日付で「読売テレビや取材に協力された方に多大な迷惑をおかけしたことをお詫びします。放送人としてモラルを徹底させるとともに、チェック体制を見直したい」という謝罪コメントを広報部から発表する[185] とともに、『せやねん!』の公式サイトに謝罪文を掲載した[186]。
- 2014年（平成26年）8月2日にTBSテレビ系列全局で放送された『音楽の日』で、大阪府立清水谷高等学校合唱部に出演を依頼したが、放送前日に出演依頼を取り下げたことを公表した。その理由として、東京のスタジオと中継を結ぶ『情熱大陸SPECIAL LIVE SUMMER TIME BONANZA』（万博記念公園もみじ川芝生広場にて開催）において、冠スポンサーがアサヒビールであること、ならびに会場内でアサヒビール社製品を販売していた事から、毎日放送側が未成年の出演を社会通念上避けるべきと判断したが、そのような状況を社内で充分に認識していなかったため。毎日放送は同日付で高校に謝罪し、当日の放送ではブルーバックで「このあと放送される『音楽の日』に大阪府立清水谷高校の皆さんが出演される予定でしたが、毎日放送の不手際のため、出演していただくことができなくなりました。関係者の皆さんに深くおわび申し上げます。」と謝罪のテロップを放送した。mazda（マツダ）も同じく会場内での実車展示をしていた[187]。
- 2017年（平成29年）7月16日に神戸市北区で、高齢男女など5人が殺傷される事件が発生したが、この事件に関連して、17日に放送された『JNNニュース』と『ちちんぷいぷい』に於いて、被疑者の顔写真として紹介した写真が、別人のものであったことが判明し、同局は同日夕方以降のニュース番組内で繰り返し謝罪した[188]。
- 2017年12月26日にラジオで放送された『こんちわコンちゃんお昼ですょ!』で沖縄県における米軍基地反対運動を取り上げた際に、パーソナリティの近藤光史が、「中国や韓国の勢力が内部から日本を分断しようとしている」との私見や「これらの勢力が基地反対運動でも活動しており、純粋に反対運動をしている人は少ない」という趣旨のコメントを発した。 この発言について、社長の三村景一は、2018年1月18日の定例記者会見の席上で「近藤の発言は不適切だった」と謝罪した。近藤に対して、沖縄の現状を改めて取材・報告させる方針を示した[189] ため、翌2月には近藤の冠番組（「こんちわコンちゃんお昼ですょ!」「日曜コンちゃん　おはようさん」）で上記の方針に沿ったリポートが放送された。
- 2023年（令和5年）12月4日、大阪市北区のスケートリンクでテレビ番組『グッジョブ!』のロケを行った際、アナウンサーの武川智美がスケート靴を履いた状態で転倒し、左橈骨遠位端骨折で全治3か月との診断を受けた[190][191]。
- 2024年（令和6年）2月27日、『せやねん!』のロケ中に遊漁船が高い波を受け揺れ、40代スタッフが腰を打ち、全治2カ月の腰椎圧迫骨折と診断された。3月6日に発表し、事故の直後、社員のディレクターが海上保安庁に乗船人数を実際より少なく偽って報告していたことも明らかにした[192]。
- 2024年（令和6年）6月6日、『せやねん!』のロケ中にお笑いコンビ「アキナ」の山名文和がスケートボードで練習台から滑り降りた際に転倒し、右肩甲骨を骨折したことを発表した[193]。同番組において、短期間で2度もロケ中に事故が発生したことを受けて、社長の虫明洋一も定例会見において、「同じ番組で2件事故を起こしたことは反省しています」と謝罪した[194]。
- 2024年（令和6年）7月18日、同社は17日に放送したバラエティー番組『ゼニガメ』において、不用品買い取り業者への密着ロケで、古い家屋にあった金庫から金のインゴットが見つかる場面について、放送後、視聴者から「金庫はオークションサイトに出品されていたものではないか」との指摘があった。買い取り業者に確認したところ「自ら落札したものだ」との回答があった。番組制作会社の担当ディレクターは「知らなかった」と説明している。同局は、経緯を調査するとともに「視聴者におわびする」と謝罪した[195]。2025年（令和7年）4月24日、放送倫理・番組向上機構の放送倫理検証委員会は放送倫理違反を認定する意見書を公表した[196]。

### バラエティ番組の制作における「政治的公平性」が公に問われた事例
- 2022年1月1日に関西ローカルで放送された新春特別番組『東野&吉田のほっとけない人』（東野幸治とブラックマヨネーズの吉田敬が司会を務めたトーク番組）では、大阪維新の会・日本維新の会と関係の深い松井一郎（大阪市長で日本維新の会の代表）、吉村洋文（大阪府知事で日本維新の会の副代表、肩書はいずれも放送の時点）、橋下徹（弁護士、元・大阪府知事および大阪市長、大阪維新の会初代代表、日本維新の会の前身である国政政党・おおさか維新の会初代代表）を揃ってゲストに迎えたことに対して、政治的公平性の観点から毎日放送の内外で批判が相次いだ[197][198]。
  - 『東野&吉田のほっとけない人』は、2021年1月3日から不定期で関西ローカル向けに放送。2021年内の放送回数は7回で、橋下は第1回・第2回（3月3日）・第3回（3月10日）・第6回（11月17日）、松井は第1回、吉村は第3回にもゲストで出演していた。第3回までは毎日放送のテレビ制作局（当時）がゲストのキャスティングや制作を担当していたが、毎日放送のテレビ単営局化を経て、第4回（9月1日）放送分から担当を制作スポーツ局へ移管。「政治的公平性の面で問題」とされた回は、通算で8回目（2022年の初回）放送であった。
    - 制作スポーツ局では、前身のテレビ制作局時代から「関西地方の視聴者の関心の高いゲストを招いて、（東野や吉田との）トークを通じて素顔を引き出す」という意図の下に『ほっとけない人』を制作。第1回では松井・第3回では吉村が出演したパートの視聴率がとりわけ高かったため、総合演出の担当者曰く「世間の人々が松井と吉村に高い興味を示していることを（視聴率を通じて）実感したので、2021年を総括するに当たって、（同年の時点では政界を引退している）橋下を加えた3人に出てもらえたら面白い」との認識で、第8回の放送に向けてキャスティングを企画した。番組の編成を司る総合編成局は「吉村が『現職の大阪府知事』、松井が『現職の大阪市長』という肩書で出演するのであれば高い視聴率を見込める」としてこの企画を容認したが、吉村と松井への出演交渉については報道情報局に委託。制作局長を兼務している制作スポーツ局長の岸本孝博は、以上の事情を背景に、「報道（情報局）が（出演交渉に）関与しているなら、（放送で取り上げる）内容が（報道情報局に）理解されているはず」「『制作スポーツ局と総合編成局の間で（第8回の制作をめぐる）状況が共有されている』ということは、会社（毎日放送全体）としてのオーソライズが為されているはず」と認識していたという[199]。

  - 毎日放送社長の虫明洋一は、第8回の放送をめぐって局の内外から政治的公平性に関する疑義が相次いだことを受けて、専務をリーダーに据えた検証チームを2022年1月17日付で発足。放送に関連した全部局の関係者からのヒアリングを通じて検証を進めたところ、以下の問題点が浮上したことから、同年3月1日に開催の第666回番組審議会で報告した[199]。テレビ大阪代表取締役社長の田中信行は、2022年1月27日の新春記者会見で、「（当時毎日放送で始まったばかりの）社内調査の結果を（自社の番組制作で）参考にしたい」との意向を示したうえで、「『行政の長』として吉村や松井を（自社の番組に）招くことがあり得るにしても、大阪府内では（会見の時点で）維新（系の勢力）が非常に強いので、感覚が麻痺しないように（番組の制作や報道活動で自戒）しなければならない」との見解を述べている[200]。
    - 毎日放送では、松井が大阪市長・吉村が大阪府知事へ就任してから（第7回以前の『ほっとけない人』を含めた）自社制作番組へ迎える際に「大阪市長」「大阪府知事」という肩書しか用いていなかった。報道情報局でも、そのことを前提に2人へ出演を打診。担当した局員は『ほっとけない人』で予定されていた内容に疑問を持っていたものの、報道情報局自体が同番組の制作に直接関与していないため、当事者意識を持てないまま放送を容認してしまった。報道情報局長の奥田信幸によれば、「制作（スポーツ局）と（総合）編成（局）が（高い）視聴率を狙いに行った番組である以上、報道情報局としては問題と思うものの、収録済みの映像を放送しないことが難しいとも感じていた」 という[199]。
    - 総合編成局では、管理職やチーフ級の局員が政治的な公平性を十分に認識していながら、制作スポーツ局が管轄している制作現場への注意喚起（途中経過の報告の要請など）を怠っていた。総合編成局で『ほっとけない人』を担当している局員も、第8回の収録に立ち会っていながら、収録された映像の編集作業までには関与していない[199]。その結果、実際に放送された映像では、松井を「日本維新の会の代表」、吉村を「日本維新の会の副代表」と紹介。結果としてナレーションや橋下の発言に政治的公平性への配慮がうかがえたものの、放送法で規定されている「番組編集の自由」を裏打ちするだけの多角的な精査や組織的な検討が、制作スポーツ局にも総合編成局にも圧倒的に不足していた[199]。
    - 毎日放送の総合編成局・報道情報局・制作スポーツ局には「アドバイリー制度」が設けられていて、「番組アドバイザー」に任命された局員が番組内容のチェックに当たっている。しかし、実際には表現や放送用語のチェックにとどまっていて、番組全体の問題点を網羅する機能を果たしていなかった[199]。
    - 日本民間放送連盟（民放連）が定める放送基準に「政治に関しては公正な立場を守り、一党一派に偏らないように注意する」、毎日放送の放送基準で「政治に関する問題（を放送で扱う場合に）は公正な立場を守る」との一文があるにもかかわらず、このような基準に示された政治的公平性への認識が制作や編成の現場にまで正しく浸透していなかった[199]。

  - 毎日放送では、以上の検証結果を受けて、「『番組を担当する部局や担当者が責任を持ちつつ、民放連や自社の放送基準を順守することが番組制作の基本である』ということを、全社で改めて共有する」「いわゆる『組織の壁』による当事者意識の欠落などが生じないように、それぞれの部局の組織が内部で円滑なコミュニケーションを取れるように運営されていることを改めて確認する」「全ての社員に対して、部局ごとの役割の周知を改めて徹底させる」という姿勢を表明。全社員を対象に「政治的中立」を含む多角的なテーマの社内研修を実施するとともに、制作のプロセスにおける適切な助言や番組内容のチェックを徹底させるべく、「アドバイザリー制度を速やかに全社横断的な専門組織へ再編する」といった改善策を打ち出した[199]。
    - 第666回番組審議会で上記の報告を受けた番組審議委員からは、「バラエティ番組が視聴者に及ぼす影響が他のジャンルの番組より大きいにもかかわらず、『バラエティ番組だから（出演者がどのような立場で何を語っても）許される』という甘えのようなものがなかったか」「（日本維新の会の動向に対して）批判めいたナレーションを収録後の映像へ入れてはいたが、そのことを免罪符にしてスタジオ収録でのトークを出演者に委ねる手法は、（『政治的公平性に配慮した』という）アリバイを作っているかのようで姑息に感じる」「社内の他の部門に対して意見を言えないような空気感（社内環境）の下で、一つのもの（番組）を（『組織の壁』を超えてでも社員）みんなで作り上げることへの責任感が少し欠如しているのではないか」といった指摘が相次いで寄せられた[201]。
    - 朝日新聞東京本社論説委員の田玉恵美は、以上の検証結果に独自取材の成果を交えた論説記事を執筆。2022年3月16日付朝刊の『多事奏論』（専門分野の異なる複数のベテラン記者が記事の執筆を交互に担当する連載企画）に、「番組審議会　放送の自律へ、議論もっと可視化を」というタイトルで掲載された。田玉は、毎日放送に対して「（局の内外から政治的公平性を疑われるような番組を放送した）責任は厳しく問われるべきだろう」との見解を示す一方で、「『番組審議会』という外部の（有識者が参加する機関の）目を交えながら（放送内容を）検証するだけにとどまらず、視聴者に向けて検証過程の積極的な可視化に踏み切ったことは（日本の放送業界で）あまり前例がなく、（放送局における）番組審議会の役割を考えるうえで一石を投じているようにも思う」と評価している[202]。
      - この記事では、第666回番組審議会報告書の概要に記されていない審議会の内情を、毎日放送関係者からのコメントを基に紹介。「『出演料を受け取らない』という条件で（現職の）政治家がバラエティ番組に出演することへの意図に思いが至らないのか」という指摘や、日本の都道府県の中でも（放送の時点で）新型コロナウイルス感染症に伴う死者数の水準がとりわけ高い大阪府での感染拡大対策よりも第49回衆議院議員総選挙（2021年10月31日投・開票）における日本維新の会の躍進を放送で強調したことへの疑問が審議委員の一部から呈されていた一方で、毎日放送からの出席者が審議委員に対して「収録では（新型）コロナ（ウイルス感染症）の話も出たが、盛り上がらなかったため放送しなかった」と説明していたことを明らかにしている[202]。

  - 毎日放送では、上記の改善策に沿って、放送法に関する社内研修を2022年4月15日に実施[203]。同年6月1日には、「オートノミーセンター」を総合編成局内へ新設するとともに、同局次長の清水伸浩が初代のセンター長に就任した。「オートノミー」とは「自主」「自律」を意味する英語（autonomy）で、ラジオ放送事業の分社化（2021年4月1日）から総合編成、報道情報、制作スポーツの各局に設けていた番組アドバイザリーを集約させたうえで、他部との兼任者を含む10数名のメンバーが番組制作プロセスでの助言や制作内容のチェックに携わるという[204]。
  - 放送倫理・番組向上機構（BPO）の放送倫理検証委員会では、放送倫理上の問題の有無を判断する「審議」に入らないことを決めた[205] うえで、小町谷育子委員長による談話を2022年6月2日に公表。「テレビ放送の政治的公平性で問われるのは、『量』ではなく『質』である」「毎日放送や番組審議会による自律的な自浄作用が理想的な形で働いた」という理由で、「紙一重」の判断ながら審議を見送ったことを明かした。そのうえで、「『審議に入らない』という結論だけが独り歩きすることによって、『ほっとけない人』に垣間見えた問題点が放送界に共有されないことを危惧する」として、2022年の7月25日までに第26回参議院議員通常選挙の投・開票が予定されていることを念頭に以下の問題点を指摘した[206]。
    - バラエティ番組で政治問題を取り上げる場合には、話題性の高い政治家に対する視聴率重視のキャスティングが適切であるかどうかを、今一度見直す必要がある。また、「情報の提供」と「娯楽の提供」という要素が混在しているニュース番組や情報番組で、視聴率を偏重すれば『ほっとけない人』と同じようなことが起きかねない。
    - 視聴率にとらわれながら制作される番組では、コメンテーターなどの出演者の意見が過激になったり、面白さを求めるあまり情報が偏ったりする結果として、誤った印象を視聴者に与えかねない。政治に関する番組で上記の事態へ至った場合の悪影響（が甚大であること）は触れるまでもないが、『ほっとけない人』はその最たる例になっているのではないか。
    - 『ほっとけない人』の放送では、大阪府・大阪市による新型コロナウイルス対策を評価するうえで「行政側にとって都合の悪い」とされる事実も、行政を担っている政党（大阪維新の会）の政策についての異論や反論も一切出されていなかった。その結果として、同党の政策が一方的かつ肯定的に放送で流されたきらいがある。この放送を見る限り、「質」の面での政治的公平性を確保すべく、毎日放送が自主性を発揮しながら創意工夫を凝らした形跡をうかがうことは難しい。上記の事態は『ほっとけない人』以外の番組でも起こりうるので、毎日放送に限らず、他局の番組制作者にも「政治的公平性を質の面で担保するためには、異なる視点の提示が欠かせない」ということを忘れないで欲しい。
    - 政治を扱う番組で大切なのは、放送局が放送に至るまで、視聴者の立場で政治的公平性を真剣に議論することである。その鋭意な努力を欠いたまま制作された番組では偏った情報が流れかねないので、視聴者はこのような情報を受け取った結果として、最も大きな不利益を被ることになる。

  - 第26回参議院議員通常選挙は2022年7月10日に執行されたが、松井が日本維新の会の代表を任期満了（同年10月）までに辞任することを執行日の開票前に表明したため、開票の直後から放送された『よんチャンTV×選挙の日2022　政治の壁をしゃべりたおせ!参院選開票フェススペシャル』（JNN開票特別番組『選挙の日2022』の大半を自社制作で関西ローカル向けに差し替えた番組）では松井の辞任記者会見中継を挿入。虫明は7月20日の社長記者会見で「BPOが集中的な審議を紙一重で見送ったとはいえ、（上記の談話が出されるような）結果を重く受け止めている」との見解を示した[207] ものの、『よんチャンTV』では同月11日（月曜日）以降の生放送にも橋下と吉村を個別に出演させている。『東野&吉田のほっとけない人』についても、2022年9月から制作と放送を再開。

## グループ会社

### MBSメディアホールディングス子会社
- MBSラジオ
- MBS企画
- 放送映画製作所
- ミリカ・ミュージック
- GAORA
- MBSイノベーションドライブ
- MBSファシリティーズ
- ピコリ

### 持分法適用関連会社
- スポーツニッポン開発（スポーツニッポンカントリー倶楽部）
- 千代田ビデオ

### その他非連結子会社・関連会社
- ゾフィープロダクツ（毎日放送×吉本興業の合弁会社）
- クリエテ関西（大阪ガスとの合弁。雑誌「あまから手帖」発行）
- デジタルウェーブ
- フィールズ（放送映画製作所30%出資）
- ミュー（MBS企画100%出資）
- ミリカスポーツ振興
- ラジオ・テレヴィ・センター

### 友好会社・系列放送局
- 毎日新聞社
- スポーツニッポン新聞社
- JNN
  - TBSテレビ
  - RKB毎日放送
  - CBCテレビ
  - 北海道放送
  - テレビユー山形
  - テレビユー福島
  - チューリップテレビ
  - テレビ山口
  - あいテレビ

### 関係の深い系列外放送局
- テレビ東京（旧：東京12チャンネル。かつてのキー局）
- テレビ朝日（旧：NETテレビ。かつてのキー局）

## その他

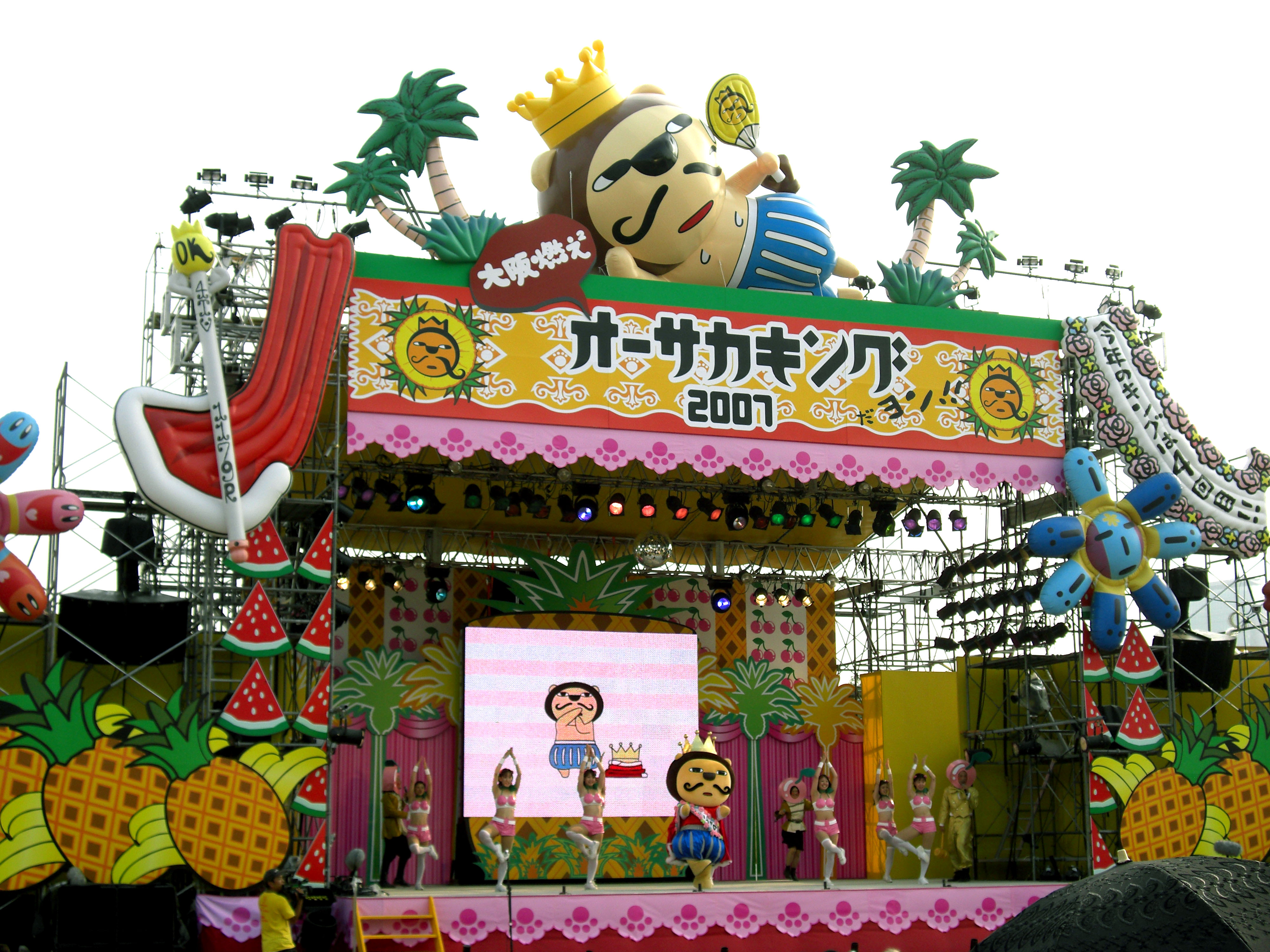
オーサカキング

- 1963年（昭和38年）11月23日（日本時間）、アメリカ合衆国のダラスでケネディ大統領暗殺事件が発生した直後には、当時ニューヨークへ駐在していた毎日放送局員（元・アナウンサー）の前田治郎が、当時の業務提携先であったABC（アメリカ）本社の社長室から日本国内へ向けて日米間初のテレビ宇宙中継で事件の第一報を伝えた。アメリカでは通信衛星を利用した日本初のテレビ放送通信伝送（宇宙中継）実験が当日に2回予定されていて、2回目の実験の際に、当時の大統領ジョン・F・ケネディによるスピーチの収録音源を放送することが決まっていた。ケネディが遊説先・ダラスでのパレード中に暗殺されたことを1回目の実験後にニューヨークで偶然知った前田は、ABCの本社へ急遽直行すると、2回目の実験に合わせて日本への国際電話によるリポートを実施。日本では、毎日放送を含む民放各局にとどまらず、NHKでも前田によるリポートの音声が流れた（当該項に詳述）。
- 在阪の民放局では初めて、気象情報部（通称「お天気部」）を報道局内の部署として設置。在阪の放送事業者では初めて気象庁から気象予報業務の実施許可を受けた（前述）ことから、2016年度の下半期からは、同部で独自に調査した天気予報をテレビ・ラジオの生放送番組やスポーツ中継で随時伝えている（2021年4月1日付で「報道情報局」に移管）。また、日本の民放ラジオ・テレビ兼営局では珍しく、ラジオでの報道系番組制作・ニュース取材を担う報道部（通称「ラジオ報道部」）をラジオ局内に設置していた（2021年4月1日付で「株式会社MBSラジオ」に移管）。
- 夜間から早朝にかけて緊急事態が発生することに備えて、宿直勤務制度を実施。テレビ・ラジオニュース担当のアナウンサー（最低1名）と、制作・技術・報道部門のスタッフ数名が、毎日交代で本社内へ泊まり込んでいる。
- 『AERA』で社名入りの特集が組まれるほど、女性社員に対する福利厚生制度が充実[208]。近年では、既婚の女性アナウンサーの大半が、産前産後・育児休暇を経て職場復帰を果たしている[注釈 94]。上記の休暇から復帰したばかりの女性社員には、一定の期間まで（早朝・深夜の時間帯を除く）短期間勤務に専念させることを社内で規定している[209]。また、妻帯者である男性社員を対象に、原則として3ケ月間の育児休業制度も設けている[注釈 95]。
- 60歳の定年を迎えた社員には、嘱託社員扱いの「シニアスタッフ」として最長で5年間の勤務を認めている。アナウンサーとして定年を迎えた男性社員（角淳一・野村啓司・松井昭憲など）は肩書なし（「専属パーソナリティ」という扱い）で番組への出演を続けていたが、2016年9月定年の美藤啓文以降は放送上「アナウンサー」の肩書を保っている（美藤のみラジオ制作センターへ異動、柏木宏之以降のアナウンサーはアナウンサー室に残留）。2024年5月には、アナウンス職で前月に定年を迎えていた関岡香が、女性のアナウンサーとしては初めて「シニアスタッフ」へ移行。その一方で、テレビ・ラジオ放送事業の兼営時代にアナウンサーとして定年を迎えた吉田智子・水野晶子は、60歳の誕生月末日付で退職している。
  - ラジオ放送事業の分社化に際しては、ラジオ制作センターの業務が2021年4月1日付で「株式会社MBSラジオ」に移管されたため、同センターに所属していた「シニアスタッフ」の一部（石田など）が毎日放送に籍を置いたままクリエイトサポート局や経営戦略局（前述）へ異動。株式会社MBSラジオコンテンツデザイン局のプロデュースセンターへの出向扱いで、ラジオ番組への出演や業務を続けている。
- ラジオの天気予報を、『お天気のお知らせ』という呼称で統一。かつては、テレビの天気予報のタイトルにも用いていた。
- 週末や祝日に日本中央競馬会（JRA）が実施する重賞競走をラジオで定期的に中継するほか、以下の重賞競走に対して「毎日放送賞」を寄贈している。
  - 京都大障害（1959年 - 1983年）
  - 京都4歳特別（1984年 - 1999年）
  - スワンステークス（2000年 - ）
    - 他にTBS系列局で中央競馬の重賞競走を寄贈しているのは中部日本放送が寄贈するCBC賞がある。(かつてはキー局のTBSもクモハタ記念という重賞競走を寄贈していた。)
- 阪急電鉄大阪梅田駅2階JR線連絡通路、阪神電鉄大阪梅田駅地下1階東側出入り口、JR西日本大阪駅御堂筋口に広告スペースを常設している。
  - 阪急大阪梅田駅通路にはドラマの広告、阪神大阪梅田駅には野球中継の広告を掲示。かつては、茶屋町の本社社屋に近い阪急中津駅の西側フェンスに、大量の広告看板を設置（現在は撤去）。JR大阪駅には、駅構内の改良工事で巻き取り式の広告スペースが設けられた当初から、自社制作のバラエティ番組やドラマ、らいよんチャンの広告を出していた（2008年10月で終了）。
  - また、2020年3月までは長らく、戎橋の南西側に建つ道頓堀観光ビルの東側壁面にも番組単位での大型看板を設置。『イチハチ』、『EXILE魂』、『ちちんぷいぷい』（2014年度）、『サタデープラス』（2015・16年度）、『所さんお届けモノです!』（2017年度上半期)、『教えてもらう前と後』（2017年度下半期 - 2018年度下半期）、『ミント!』（2019年度）の順にPR看板を出していた（『ちちんぷいぷい』『サタデープラス』『ミント!』以外は東京支社制作の全国ネット番組）。この場所は「大阪を代表するスポット」として日本の国内外で頻繁に紹介されているため、上記の看板が他局のテレビ番組のロケ映像へ写り込むことも多かった（2020年度上半期からはファンケルの看板を設置）。
- 2004年（平成16年）から2008年（平成20年）までの夏季には、オーサカキング（大阪城公園を中心に実施されたイベント）を主催。開催期間中には、特別番組や『ちちんぷいぷい』内で連動企画を放送していた。
- 情報番組などに芸能リポーターらが登場することはほとんどないが、ディレクターが記者などとして、出演することなどがある。
  - リポーターなどは出演しないが、独自の目線で独占インタビューなどを頻繁に『ちちんぷいぷい』内などで放送しており、タレントや俳優などのこれまでとは違う一面を引き出しているためリポーターを出演させなくてもやっていけるということを証明している。その一方で、一部のテレビ・ラジオ番組には、KOZOクリエイターズ所属のリポーター（井上公造→駒井千佳子→中西正男）や『スポーツニッポン』大阪本社の芸能担当記者を定期的に出演させている。
- 2005年（平成17年）シーズン、阪神タイガースは前半戦首位を独走したものの、後半戦に入ると中日ドラゴンズの猛追を受け、ついに0.5ゲーム差まで迫られてしまった。このままでは逆転されてしまうということで、「阪神優勝してよん ドリームズカムつる〜」というイベントを実施した。これはタイガースの優勝をファンと、『ちちんぷいぷい』の角淳一、『せやねん!』のトミーズ、『っちゅ〜ねん!』（当時）の上泉雄一で後押ししようというキャンペーンで、毎日放送社屋内と阪神百貨店内に特別ブースが設けられた。その後阪神が優勝したので優勝特別番組で100万羽の折り鶴が舞った。「この企画が無かったら本当に逆転されていた」とトミーズ雅は語っている。その後、この折り鶴は甲子園球場近くの廣田神社で燃やされた。
  - 2007年（平成19年）シーズンも、9月18日から阪神の日本一を祈願して、阪神がナゴヤドームで行われたクライマックスシリーズ第1ステージで敗退した翌日の10月15日まで「ドリームズカムつる〜2007」を『ちちんぷいぷい』と『せやねん!』の共同キャンペーンとして開催した。2007年（平成19年）シーズンでは、阪神タイガースの黄色に加え、金本知憲（外野手、背番号6）の活躍を祈って金色、赤星憲広（外野手、背番号53）の活躍を祈って赤、藤川球児（投手、背番号22）の活躍を祈って藤色、桜井広大（外野手、背番号51）の活躍を祈って桜色の折り紙で鶴を折ることが出来た。それと同時に、毎日放送玄関前では『ちちんぷいぷい』のコーナー「今日のポン」が「目指せ!阪神ニッポンイチ」と題して行われた（ポンの時間: 平日は午後2時、午後2時50分ごろ、午後4時ごろ、午後5時ごろの4回、土・日・祝日は午後3時の1回）。終了後、その折り鶴は前と同じく廣田神社で奉納された。
  - 2008年（平成20年）シーズンには、8月26日から「MBSめざせ阪神優勝キャンペーン 笑虎 （タイガースマイル）2008」が行われた。内容は阪神タイガースがセントラル・リーグ優勝を決めた夜に毎日放送で放送される「優勝特番」で選手が最高の笑顔を見せるような"一品"をプレゼントするというもの。"一品"の情報を提供し、特番で紹介された場合、その視聴者には"一品"とともに、笑顔の選手の生写真をプレゼント。しかし阪神がセ・リーグ優勝を逃したため、この企画は幻となった。
  - 2012年（平成25年）以降のシーズン中には、毎日放送グループ（MBSテレビ・MBSラジオ・GAORA）のコラボレーションによる阪神応援キャンペーン「with Tigers」を展開している。
- 毎日放送の公式サイトがリニューアルした際にトップページに、「今週のMBSには、こんな人が出ます!」と題して1週間の内にローカル・全国ネット問わず、毎日放送で放送されるテレビ番組に出演するタレント・俳優・スポーツ解説者・アナウンサーがレギュラー・ゲスト問わず表記されている。毎日放送以外にもキー局TBSテレビ・ラジオや他の系列局の番組に出演する者も含まれる。再放送の関係で故人も名を連ねることもある。人名の横には回数も併記されている。ほぼ全員載せているのは珍しい。ただし、自社制作・他系列問わずアニメ番組（土6枠やアニメシャワー枠など）に出演している声優の名前は表記されない。
- トップページにある当日の番組表で、MBSテレビで放送されるすべての番組を対象として「おもしろかった番組投票」を実施している。結果は翌日に発表される。
- 公式サイトにあるアナウンサーのウェブページから、全員の顔が載ったものや、特定の人のみが載った壁紙が無料配信されている。
- 設立当初から放送局の方針上、テレビでは長らく創価学会と聖教新聞のテレビCMを流していなかった。ただし、ラジオでは1990年代初期まで流し、一時中断後2009年（平成21年）から提供番組内のみ再開しているほか、創価大学や、国政選挙期間中に限り公明党も流している。テレビでは2010年（平成22年）9月から「キー局の名のもとに」との立場から、TBSテレビ発の『アッコにおまかせ』のスポンサーネットで聖教新聞のCMが放送され、MBSテレビもそのまま受けている（2011年9月末まで）。また、TBSテレビやCBCテレビ制作の全国ネット番組で聖教新聞がスポンサーの場合もそのまま放送される。また、2012年4月から自社制作番組の番組スポンサー参加及びスポットCMへの出稿を段階的に受けて入れている。
- テレビ番組に使用されるフォントは、『痛快!明石家電視台』や『ジャイケルマクソン』などを中心に 視覚デザイン研究所 のロゴGやロゴ丸をかつては多く使用していたが、2018年時点では同社フォントの使用を止めており、フォントワークスのフォントを中心に使用している。これは在阪他局も同様である。
- 阪神・淡路大震災の取材を担った放送局として、ラジオのレギュラー番組（『ネットワーク1・17』『地震防災メモ』）や自社制作のラジオCMを通じて、普段から地震・防災関連の情報を積極的に提供している。また、本社内では毎晩、大地震発生直後の報道を想定したリポートなどの訓練を実施[210]。さらに、大地震や大津波の発生に備えて、報道局の主導による本格的な災害放送訓練を毎年実施している。
  - 阪神・淡路大震災が発災した1月17日には、前夜から「阪神・淡路大震災　1・17のつどい」（震災犠牲者追悼行事）が開かれる東遊園地（神戸市中央区）からの生中継リポートを、テレビ・ラジオとも発災時刻の5:46前後に関西ローカル向けに放送している。
  - 東日本大震災の発災直後には、ラジオを中心に、独自の方針による報道特別番組や被災地の復興支援番組『ネットワーク3・11』を長時間にわたって放送した。また、「MBS災害復興基金」という名義で、自社専用の義援金口座を設置。2011年3月30日までは、本社やサービスエリア内の繁華街（大阪・梅田、神戸、京都）において、複数のアナウンサー・ラジオパーソナリティや同局と縁の深い芸能人・スポーツ関係者が交代で街頭に立って義援金への協力を呼び掛けていた。2012年以降も、『ちちんぷいぷい』『ネットワーク1・17』などのレギュラー番組や、『映像』シリーズ（テレビのドキュメンタリー番組枠）で東日本大震災被災地への追跡取材企画を定期的に放送している。
  - 2011年9月にも、平成23年台風12号で和歌山県・奈良県の南部に甚大な被害が出たことを受けて、「MBS災害復興基金」の下に同様の活動を展開している。同年6月には、ラジオの聴取率調査週間に合わせて設定される「MBSラジオ スペシャルウィーク」において、被災地の復興支援キャンペーンを実施した。また、2016年4月に発生した熊本地震の直後にも、アナウンサーが番組やイベントなどで「MBS災害復興基金」への協力を呼び掛けた。
- 在阪局で最も早く国際連合の「SDGsメディア・コンパクト」に参加していることから、ラジオで『ばんぱく宣言 われら21世紀少年団』内にSDGs関連のコーナーを設けているほか、テレビで2020年4月から『ゴエが行く!らいよんチャンSDGsニュース』を毎週月曜日にレギュラーで放送。SDGsが17項目の目標を掲げていることにちなんで、同年10月第4週（19日）から2021年3月1日までは、「SDGsのススメ」（17人の現役アナウンサーが取材と報告を分担するコーナー）を毎週月曜日に『ちちんぷいぷい』へ組み込んでいた[26]。毎日放送と株式会社MBSラジオは、このような活動を背景に、2021年10月に「TEAM EXPO 2025」の「共創パートナー」として登録された[142]。
- 開局以来、局の方針としてテレビでは創価学会（聖教新聞を含む）のCMは一切受け入れてこなかったが、『アッコにおまかせ!』の2010年（平成22年）9月5日放送分で、TBSがPT参加企業の1つとして聖教新聞名義での出稿を受け入れたため、以降はTBSネットワーク全国スポンサードネット番組、かつ制作局と同時ネットの場合に「キー局の名の下に」受け入れるようになった。2012年（平成24年）4月改編でスタートした『衝撃速報!アカルイ☆ミライ』では、MBS製作の全国ネット番組と、創価学会本体名義での出稿についても解禁された。関西ローカルで流れるスポットCMについては、2012年9月に聖教新聞のCMを受け入れた。なお、ラジオでは2009年（平成21年）4月改編で時間帯を限定して受け入れを再開した他、学会直系の学校法人が管理運営する創価大学は出稿者として認めている。また国政選挙運動期間中の公明党のCMは法解釈上政見放送や選挙公報と同様の扱いを受け、局側の都合だけでは事実上拒否できないこともあって一般企業と同じ有償扱いで受け入れている（この姿勢は、関西テレビとテレビ熊本でもほぼ同様だが、これらの2局はMBSよりも厳しく、フジテレビをはじめとするフジテレビ系列（FNN／FNS）各局制作のスポンサードネット番組にタイム契約での出稿があったとしても容赦なくACジャパン等他のCMに差し替える。このためフジテレビ系列各局もスポンサードネット番組への創価学会関連組織のCM出稿受け入れに消極的になっている）。

- 日本国内で新型コロナウイルスへの感染が拡大している2020年には、3月中旬から番組の制作・放送体制を徐々に変更。レギュラー番組の制作スタッフに2班体制を導入したり、在阪民放テレビ局では最も早く4月7日（月曜日）から5月31日（日曜日）まで全番組の収録を見合わせたりするなど、感染拡大の一因とされる飛沫感染の回避に努めている[211]。取締役として制作局・東京制作局・アナウンサー室を統括していた岡田公伸が、感染に伴う心筋症によって4月9日（木曜日）に60歳で急逝して[212] からは、感染拡大への防止策を強化。本社制作の生放送番組へレギュラーで出演している首都圏在住者については、自宅などの滞在先や、東京支社スタジオからの生中継による「リモート出演」で対応していた。岡田がテレビ制作局のプロデューサー時代に立ち上げた『ちちんぷいぷい』でも、スタジオ出演者の座席の間隔を「社会的距離」とされるおよそ2mにまで拡大したほか、新型コロナウイルス感染関連のニュース・企画を中心に据えた構成に変更。2020年の4月改編から関西ローカル番組へ戻ったことも背景に、同月20日（月曜日）から5月29日（金曜日）までは、スタジオ（ライブセンター）を共用する『ミント!』の放送枠と暫定的に合体したうえで、『おうちにいようよ（→あしたのために） ちちんぷいぷい&ミント!』を放送した。もっとも、感染拡大の影響で毎日放送グループの収益が急速に悪化したことに伴う収益構造見直しの一環として、『ちちんぷいぷい』『ミント!』とも2021年3月で終了。3月29日からは、両番組の後継番組として平日の夕方に『よんチャンTV』、関連番組として土曜日の午後に『土曜のよんチャンTV』を関西ローカルで放送している。『よんチャンTV』では、6月に複数のスタジオ出演者から新型コロナウイルスへの感染が確認されるなど、短期間で放送体制の見直しを余儀なくされている。

## 関連人物
- 榎本恒幸
- 丸谷嘉彦（元東京支社所属プロデューサー、2007年に定年退職）
- 諸冨洋史
- 丸山博雄（東京支社所属、アニメ・深夜ドラマ部門のチーフプロデューサー）
- 福岡元啓（東京支社所属、『情熱大陸』などドキュメンタリー番組のチーフプロデューサー）
- 大谷邦郎